# Stade rennais Football Club
Maillots
Actualités
Dernière mise à jour : 11 août 2025.
Le Stade rennais Football Club est un club de football français fondé le 10 mars 1901 et situé à Rennes, en Ille-et-Vilaine.
Dans un premier temps club d’athlétisme évoluant dans les couleurs bleu ciel et bleu marine, il porte le nom de Stade rennais jusqu'à sa fusion avec le Football Club rennais en 1904. De ce fait, il devient le Stade rennais Université Club (SRUC) et adopte les couleurs rouge et noir du FC rennais. Il dispute ses premières compétitions officielles à partir de 1902 au sein du Comité de Bretagne de l'USFSA. En 1912, il emménage sur un terrain situé au bord de la Vilaine, sur lequel est érigé l'actuel stade du Roazhon Park.
Après avoir brillé dans les compétitions régionales, le club de la capitale bretonne se fait un nom à l'échelle nationale en atteignant la finale de la Coupe de France en 1922 et 1935. Au cours de cette période, dès 1932, le club accède également au statut professionnel. Dans les années 1960, il s'affirme, sous la houlette de l'entraîneur, Jean Prouff, comme l'une des meilleures équipes de l'hexagone, remportant par deux fois la Coupe de France en 1965 contre l'UA Sedan-Torcy et en 1971 contre l'Olympique lyonnais. Le club breton remporte également le Championnat de France de deuxième division à deux reprises, en 1956 et 1983.
Après avoir pris son indépendance vis-à-vis de la structure omnisports pour prendre son nom actuel en 1972, le club connaît une longue traversée du désert sportive, ponctuée de graves difficultés financières. En 1998, la prise de contrôle de François Pinault, via sa holding Artémis, transforme le club en société anonyme sportive professionnelle (SASP) et permet sa stabilisation en Ligue 1. Il s'installe en haut du classement, mais mettra 21 ans à ajouter une nouvelle ligne à son palmarès en remportant la Coupe de France en 2019 face au Paris Saint-Germain, après trois finales perdues dans les coupes nationales en 2009, 2013 et 2014.
Le Stade rennais FC est présidé par Arnaud Pouille depuis le 4 octobre 2024, tandis que l'équipe professionnelle est entraînée par Habib Beye depuis le 30 janvier 2025. Très réputé pour l'excellence de son centre de formation, le Stade rennais FC évolue lors de la saison 2025-2026 dans l'élite du football français pour la soixante-neuuvième fois de son histoire.

## Repères historiques

### Genèse du club (1901-1914)

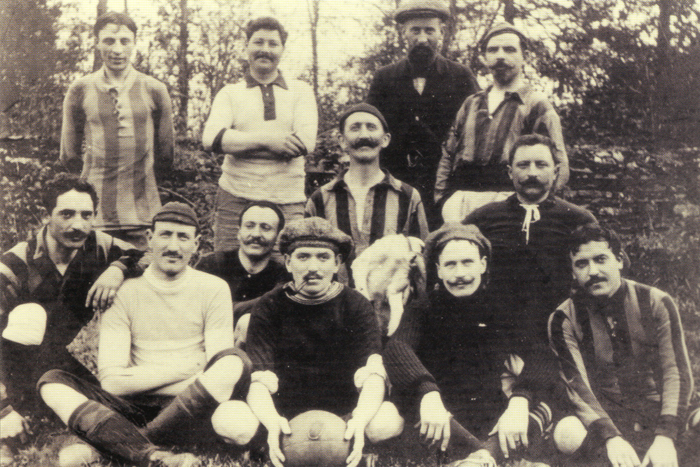
L'équipe première du club à l'aube du XX (1904).

Les origines du Stade rennais remontent à 1901, alors que la pratique du football prend peu à peu son essor à Rennes et en Bretagne, après s'être largement diffusé en région parisienne, en Normandie et en Nord-Picardie. Le 10 mars 1901, plusieurs anciens étudiants (Peter, Ghis, Jamin et Duchesne), quatre étudiants rennais fondent un club d’athlétisme puis club omnisports qui prend le nom de Stade rennais. En plus du football, ses membres pratiquent l'athlétisme de haut niveau. Le premier match est disputé deux semaines plus tard contre le Football Club rennais, et se solde par une défaite des Stadistes six buts à zéro.
En avril 1902, la pratique du football s'organise en Bretagne avec la création du comité régional de l'Union des sociétés françaises de sports athlétiques (USFSA). Le Stade rennais en est l'un des membres fondateurs, et dispute le premier championnat régional, dont le Football Club rennais est le premier lauréat. Vainqueur de la seconde édition de la compétition, le Stade rennais fusionne le 4 mai 1904 avec le Football Club rennais pour devenir le Stade Rennais Université Club (SRUC). L'objectif est de contrer la concurrence de l'Union sportive servannaise, club malouin principalement composé de joueurs britanniques, et qui s'avère un redoutable rival. Le SRUC adopte les couleurs rouges et noires rayées verticalement du Football Club rennais, le Stade rennais évoluant jusque-là en bleu ciel et bleu marine. Stade rennais UC et US servannaise se partagent les titres régionaux jusqu'en 1914.
Le club se structure entre-temps, met en place des sections rugby à XV, cross-country et hockey, et engage avec le Gallois Griffith son premier entraîneur. En septembre 1912, la section football quitte le terrain de la Mabilais, qu'elle utilisait jusqu'alors, pour emménager au Parc des sports du Moulin du Comte (futur stade du Roazhon Park), du nom de la voie qui longe l'enceinte sportive,.

### Affirmation sur la scène nationale (1914-1932)
Après une courte pause due aux débuts de la Première Guerre mondiale, le club participe aux compétitions organisées par l'USFSA durant le conflit, et remporte en 1916 son premier titre national en battant le Club sportif des Terreaux en finale de la Coupe des Alliés,,. Peu de temps plus tard, le club participe à la première édition de la Coupe de France, mais échoue à partir des quarts de finale.
Alors qu'il domine les compétitions régionales, toujours en compagnie de l'US servannaise, le Stade rennais UC réalise également quelques belles performances en Coupe de France. Renforcé par les arrivées de quelques internationaux comme François Hugues, il parvient en finale de l'épreuve en 1922, après avoir éliminé en demi-finale l'Olympique de Paris pourtant donnée favorite. Opposés au Red Star tenant du titre, les Rennais doivent s'incliner (0-2).

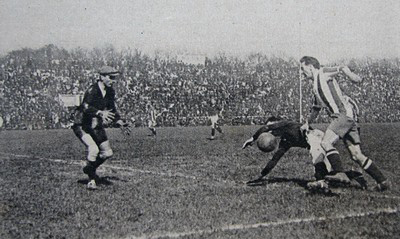
Le 7 mai 1922, le Stade rennais UC dispute sa première finale de Coupe de France face au Red Star.

Lors des saisons suivantes, le club connaît quelques désillusions dans cette même compétition, plusieurs décisions fédérales ayant été en sa défaveur,. En 1929, alors que la Ligue de l'Ouest (qui a pris la suite du Comité de Bretagne de l'USFSA après la Grande guerre) réforme son championnat et augmente considérablement le nombre de rencontres à disputer, le Stade rennais UC refuse de s'y soumettre en quittant le giron fédéral. « Hors-la-loi » pendant trois saisons, le club dispute une centaine de matchs amicaux, dont vingt-neuf contre des équipes étrangères.

### Débuts du professionnalisme (1932-1964)
Sous l'impulsion de son président Isidore Odorico, le Stade rennais UC accède au professionnalisme dès son autorisation en 1932, et s'engage dans le premier championnat de France. Unique représentant breton à ce niveau, le club ne parvient pas à y briller, mais détient en la personne de Walter Kaiser le premier meilleur buteur de l'histoire de la première division.

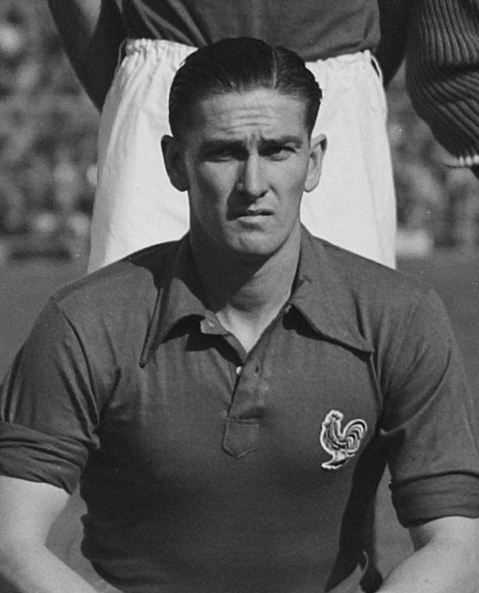
Jean Prouff est l'entraîneur du Stade rennais UC lors de ses deux victoires en Coupe de France (1949).

Trois ans plus tard, le Stade rennais UC retrouve la finale de la Coupe de France. Privés de leurs deux buteurs Walter Kaiser et Walter Vollweiler blessés,, les Rennais doivent de nouveau s'incliner. Avec trois buts inscrits dès la première mi-temps, l'Olympique de Marseille s'impose facilement (0-3), et le Stade rennais UC repart de nouveau bredouille,. Par la suite, la situation du club se dégrade : sportivement, il connaît une première relégation en Division 2 en 1937 ; financièrement, un déficit de 200 000 francs plombe ses comptes. Menacé, le statut professionnel du Stade rennais est sauvé grâce à une souscription publique et grâce à une subvention de la municipalité.
En 1939, le Stade rennais UC gagne le droit de retrouver la première division, mais la Seconde Guerre mondiale vient interrompre les compétitions. Au cours des six années que dure le conflit, le club navigue entre professionnalisme et amateurisme, participant de façon épisodique aux quelques compétitions organisées au niveau national. En 1945, alors que la Division 1 reprend ses droits, le Stade rennais UC y prend place, mené par François Pleyer au poste d'entraîneur-joueur. Sous sa conduite, le Stade rennais UC obtient son meilleur classement depuis 1932, avec une quatrième place acquise en 1949.
Après trois saisons de lutte pour le maintien, Pleyer est évincé en 1952, et remplacé par Salvador Artigas. Un changement qui ne porte pas ses fruits, le Stade rennais UC étant relégué en deuxième division en fin de saison. Le club breton remporte le Championnat de France de deuxième division 1955-1956. Jusqu'en 1958, l'équipe fera l'ascenseur entre D1 et D2, enchaînant montées et descentes entre les deux niveaux. L'arrivée en 1954 de Louis Girard à la présidence enclenche cependant un vent de renouveau. Sous son impulsion, le Parc des sports de la route de Lorient est rénové pour augmenter sa capacité d'accueil,. Louis Girard, qui souhaite faire du Stade rennais UC un club majeur sur la scène nationale, engage successivement Henri Guérin puis Antoine Cuissard au poste d'entraîneur, sans résultat malgré une demi-finale de Coupe de France atteinte en 1959,.

### Double victoire en Coupe de France (1964-1972)
C'est finalement l'arrivée de Jean Prouff aux commandes de l'effectif professionnel en 1964 qui permet au Stade rennais UC de franchir un palier. Ancien joueur du club, il impose un style résolument offensif à son équipe, qui tranche avec les mentalités plus défensives de ses prédécesseurs au poste d'entraîneur. 
Dès la première saison, ce changement porte ses fruits. En championnat, le Stade rennais UC égale sa meilleure performance en terminant à la quatrième place, obtenant le titre honorifique de meilleure attaque de Division 1. Surtout, l'équipe rennaise brille en Coupe de France, au point d'atteindre la finale de l'épreuve après avoir notamment surclassé l'AS Saint-Étienne en demi-finale (3-0),. Favoris face à une jeune équipe de l'UA Sedan-Torcy, les Rennais peinent pourtant le jour de la finale, et se retrouvent rapidement menés deux buts à zéro. Deux buts marqués par André Ascencio et Daniel Rodighiero rétablissent finalement l'équilibre, et Rennes arrache le droit de rejouer le match (2-2 a.p.),. Le 26 mai 1965 au Parc des Princes, le Stade rennais UC bat finalement l'UA Sedan-Torcy, après avoir été une nouvelle fois mené au score, grâce à un but de Marcel Loncle et un doublé de Daniel Rodighiero (3-1),. Premier club breton vainqueur de la Coupe de France, le Stade rennais UC est reçu triomphalement par la population rennaise à son retour dans la ville le 31 mai 1965,,.

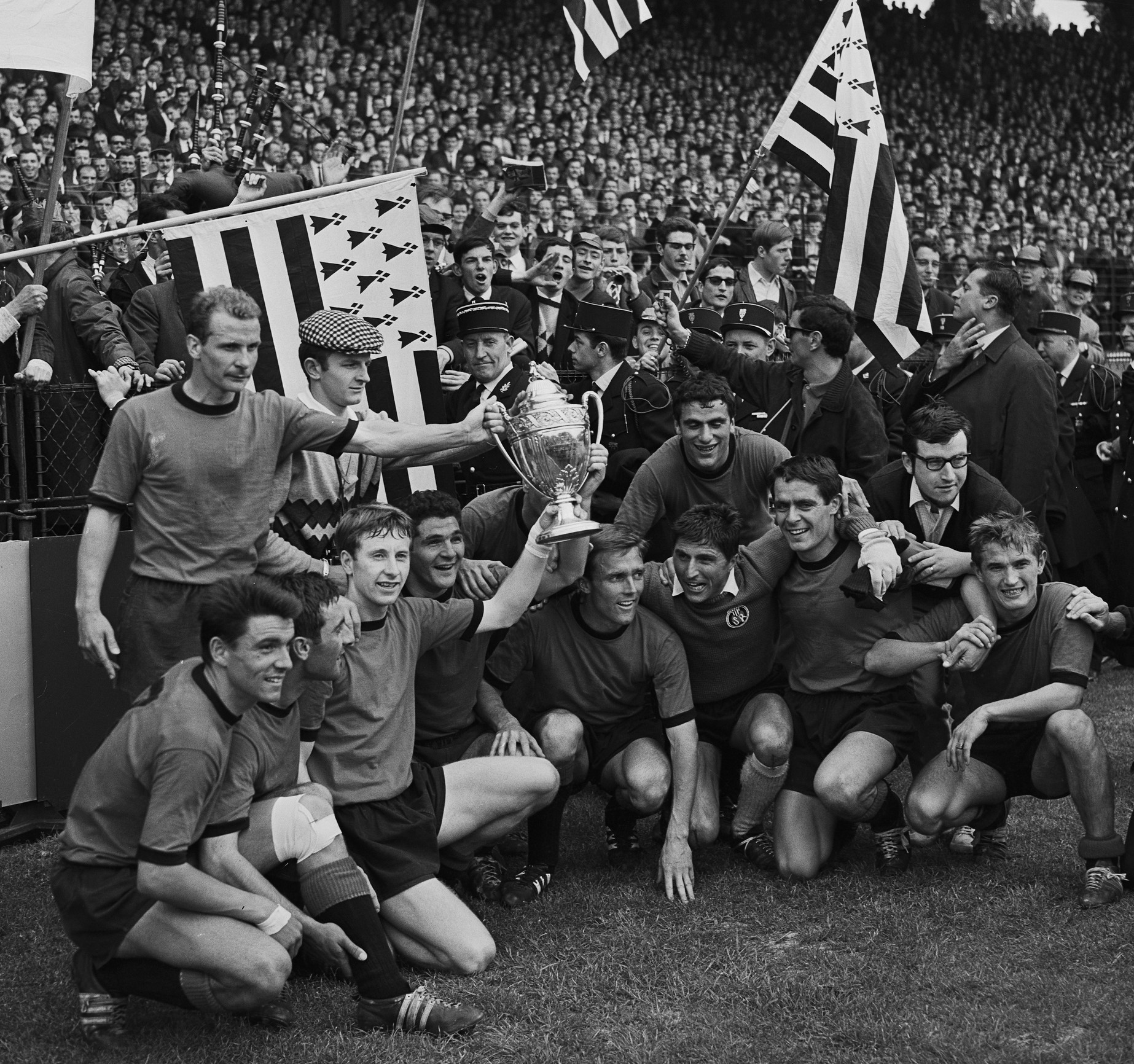
L'équipe du Stade rennais UC lors de sa victoire en Coupe de France (1965).

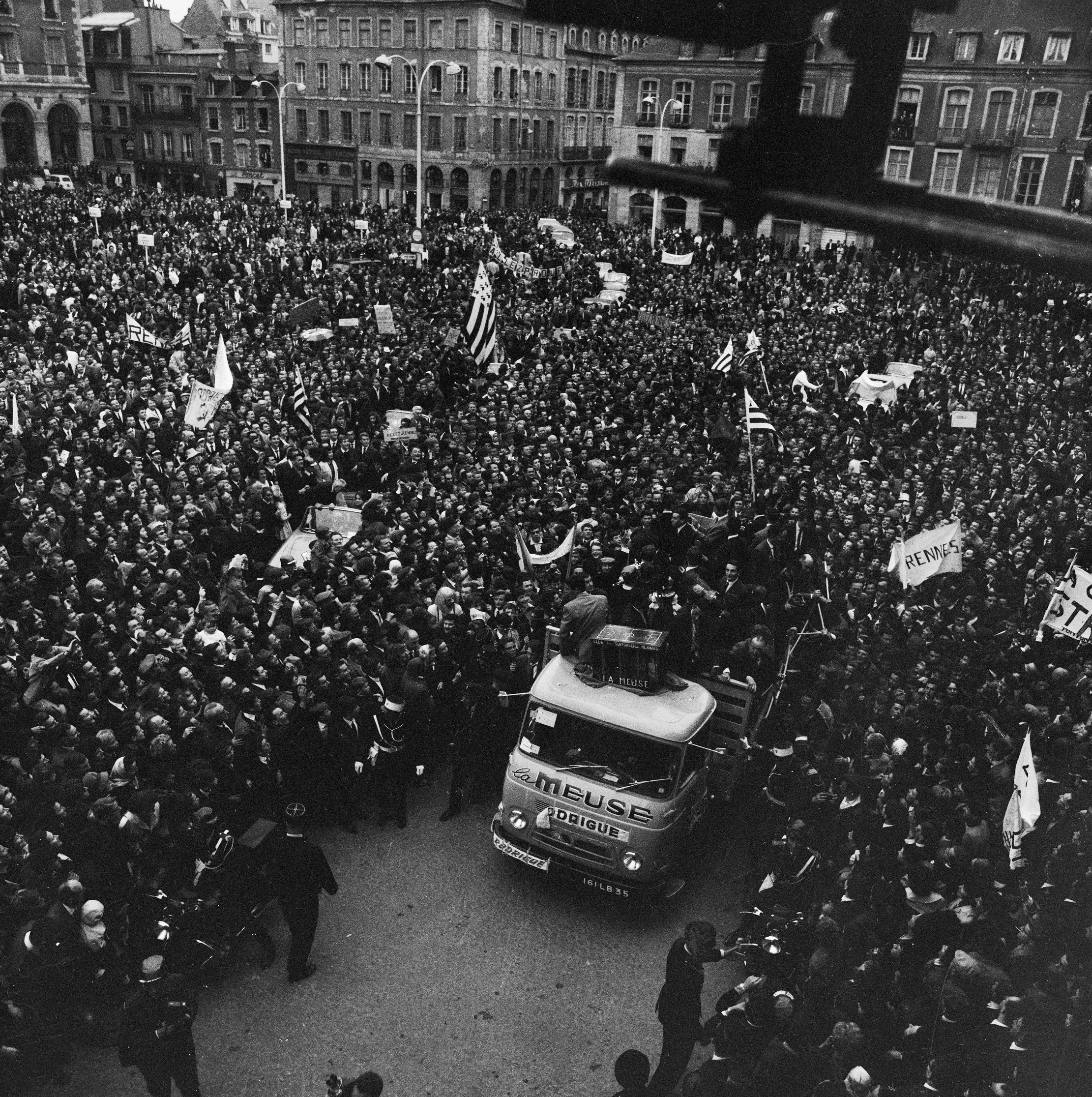
Les joueurs rennais de retour à Rennes à la suite de leur victoire en Coupe de France (1965).

Les années qui suivent, l'équipe ne parvient pourtant pas à confirmer sa victoire, et traverse même une mauvaise passe, aussi bien sportive que financière, à la fin de l'année 1969. Entre-temps, le succès acquis en Coupe de France avait permis au Stade rennais UC de disputer pour la première fois une compétition continentale, mais dès le premier tour de la Coupe d'Europe des vainqueurs de coupe, les Bretons sont éliminés par le Dukla Prague et son ballon d'or Josef Masopust (0-2 au match aller à Prague, 0-0 au match retour à Rennes).

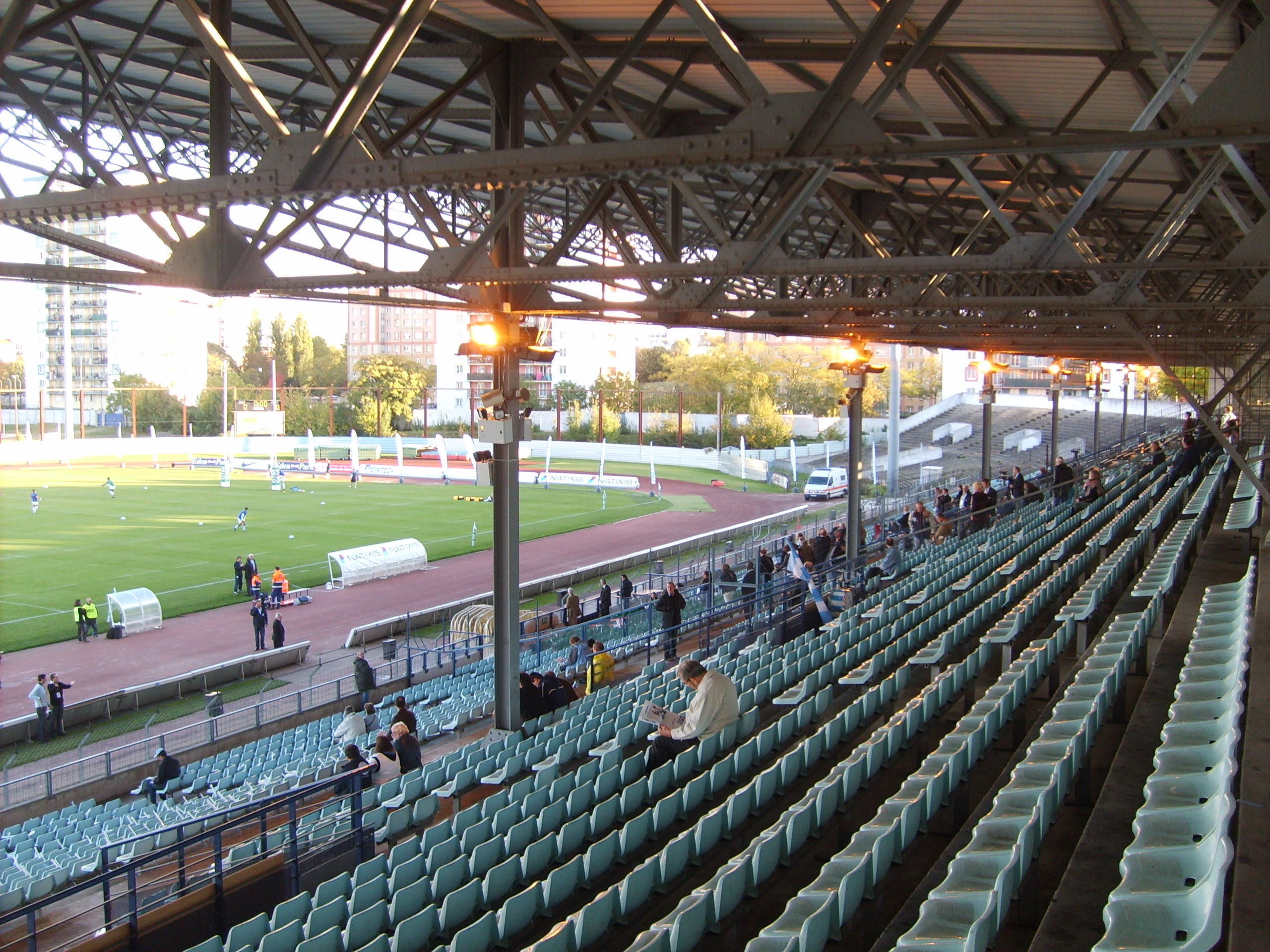
Le stade olympique de Colombes, dans les Hauts-de-Seine, abrite la finale de la Coupe de France 1970-1971, la deuxième remportée par le Stade rennais UC.

En 1971, l'émergence d'une nouvelle génération de joueurs permet au Stade rennais UC de renouveler sa performance de 1965. Le parcours rennais est marqué par une demi-finale retour remportée à l'arraché devant l'Olympique de Marseille, le gardien de but Marcel Aubour se montrant décisif lors de la séance de tirs au but censée désigner le finaliste de la compétition. La finale de la Coupe de France, disputée au Stade olympique de Colombes le 20 juin 1971, oppose les Rennais à l'Olympique lyonnais et ses internationaux Serge Chiesa et Fleury Di Nallo. Le match, pauvre en occasions, mais globalement dominé par les Bretons, bascule peu après l'heure de jeu. Déséquilibré dans la surface, le Rennais André Guy obtient un penalty qu'il se charge lui-même de convertir en but. Vainqueur sur le plus petit des scores (1-0), le Stade rennais UC remporte sa deuxième Coupe de France en l'espace de six ans,.

### Années noires (1972-1998)
Après ce nouveau succès, le club subit quelques changements. Jean Prouff prend du recul en 1972 et devient directeur technique avant de quitter Rennes un an plus tard. Le 23 mai 1972, la section football du Stade rennais UC prend son autonomie vis-à-vis de la structure omnisports, et prend le nom de Stade rennais Football Club (SRFC).
Deux ans plus tard, et malgré le renfort de l'attaquant ivoirien Laurent Pokou, le Stade rennais FC est relégué en deuxième division, après une saison 1974-1975 marquée par un conflit larvé entre le président Bernard Lemoux et plusieurs joueurs de l'effectif, dont Raymond Keruzoré. En l'espace de quelques années, le club sombre totalement. Début janvier 1978, il est au bord de la faillite,, mais l'obstination de ses dirigeants Alfred Houget et Gérard Dimier permet de lui éviter une procédure de liquidation judiciaire. Placé en redressement par le tribunal de commerce de Rennes, le SRFC est dans l'obligation de licencier ses plus gros salaires, et s'astreint à une politique d'austérité. Un an plus tard, la situation financière s'améliore et le club est sauvé de la disparition, mais l'équipe est tombée dans l'anonymat du milieu de classement de la deuxième division.

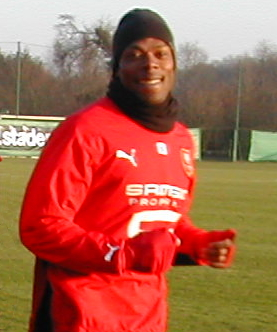
Formé au club, Sylvain Wiltord se révèle avec le Stade rennais FC au milieu des années 1990.

Le début des années 1980 voit le Stade rennais FC remonter peu à peu la pente sous la direction de son entraîneur Pierre Garcia, et redevenir un prétendant à la montée en Division 1. Soutenu financièrement par la municipalité, le club parvient à ses fins dès 1983 et semble enclencher une dynamique vertueuse en attirant les internationaux Pierrick Hiard et Yannick Stopyra. Le club breton remporte le Championnat de France de deuxième division 1982-1983. Mais l'embellie est de courte durée, et le Stade rennais FC alterne montées en D1 et descentes en D2 pendant une décennie, voyant successivement défiler Jean Vincent, Pierre Mosca, Patrick Rampillon, Raymond Keruzoré et Didier Notheaux dans le costume d'entraîneur du groupe professionnel.
En 1993, Michel Le Milinaire succède à Didier Notheaux. Son arrivée est suivie de celle du groupe Pinault en tant que sponsor principal en lieu et place de la société Pfizer. Avec une nouvelle génération de joueurs menée notamment par Sylvain Wiltord, le club remonte en Division 1 et parvient à s'y maintenir, obtenant même une qualification pour la Coupe Intertoto en 1996. Pour autant, le Stade rennais FC échappe de peu à la relégation en 1998, ne se sauvant que lors du dernier match de la saison, sur un but tardif de Kaba Diawara.

### L'ère Pinault (depuis 1998)

#### Début du projet Pinault (1998-2003)

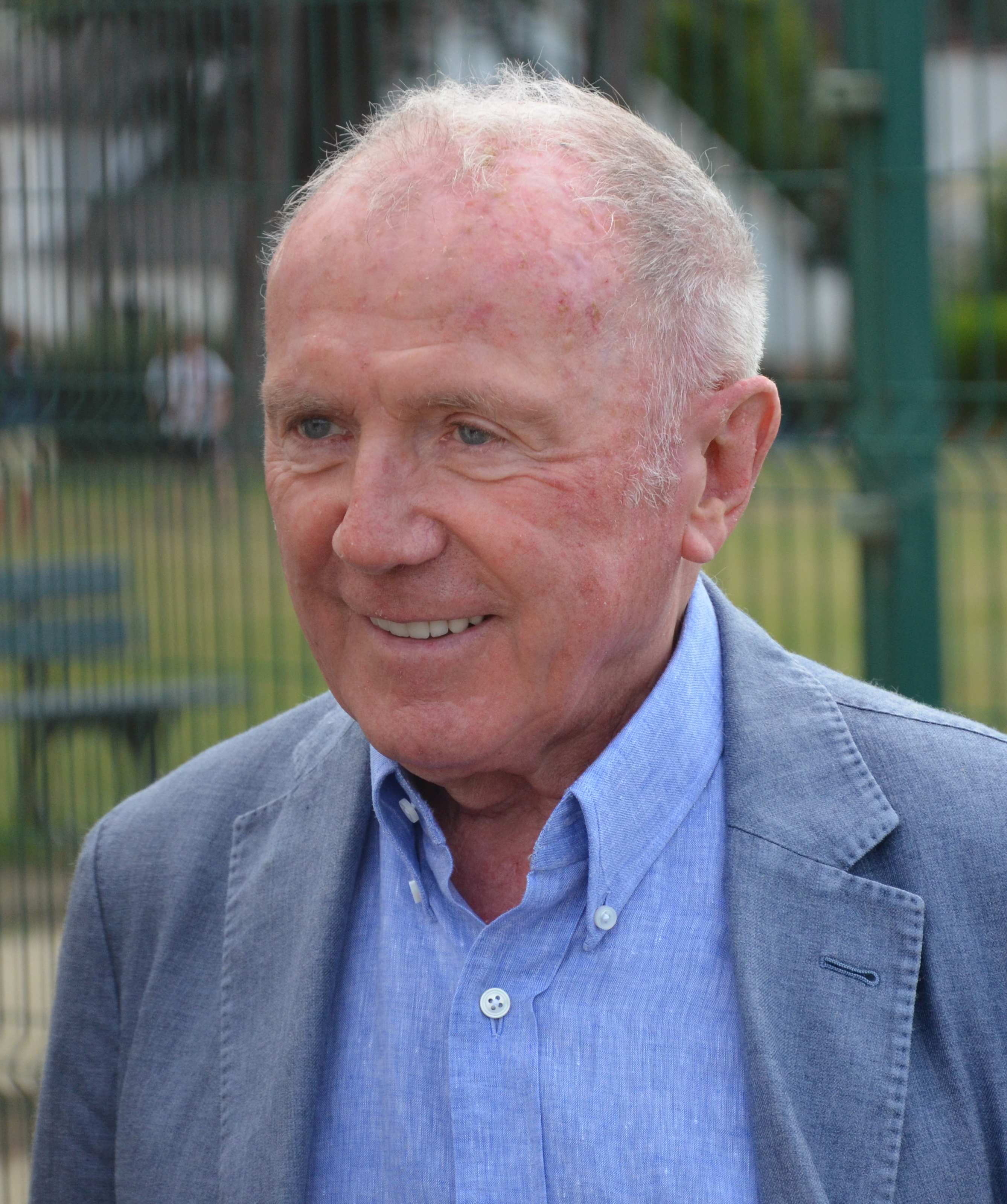
En 1998, François Pinault rachète le Stade rennais FC via sa holding Artémis.

À la suite de ce sauvetage in extremis, l'homme d'affaires et milliardaire breton François Pinault, via sa holding Artémis, décide de se porter candidat au rachat du club. 
La municipalité, propriétaire majoritaire depuis 1987 dans le capital du Stade rennais FC, lui cède progressivement ses parts sur une période de trois années,. En parallèle, le club bénéficie d'une modernisation spectaculaire de ses infrastructures, avec la rénovation complète du Stade de la route de Lorient et la création du centre d'entraînement de la Piverdière. Sur le plan sportif, ces changements semblent porter rapidement leurs fruits, avec une cinquième place en 1999. Un an et une saison mitigée plus tard, le club concrétise ses ambitions par des investissements massifs sur le marché des transferts, avec les recrutements à prix d'or de joueurs sud-américains qui ne justifient pas le coût de leurs transferts. Dans l'impasse, le Stade rennais FC ne convainc pas et se bat plusieurs saisons de rang contre la relégation. 

#### Prétendant à l'Europe et déconvenue en finales de coupes (2003-2014)

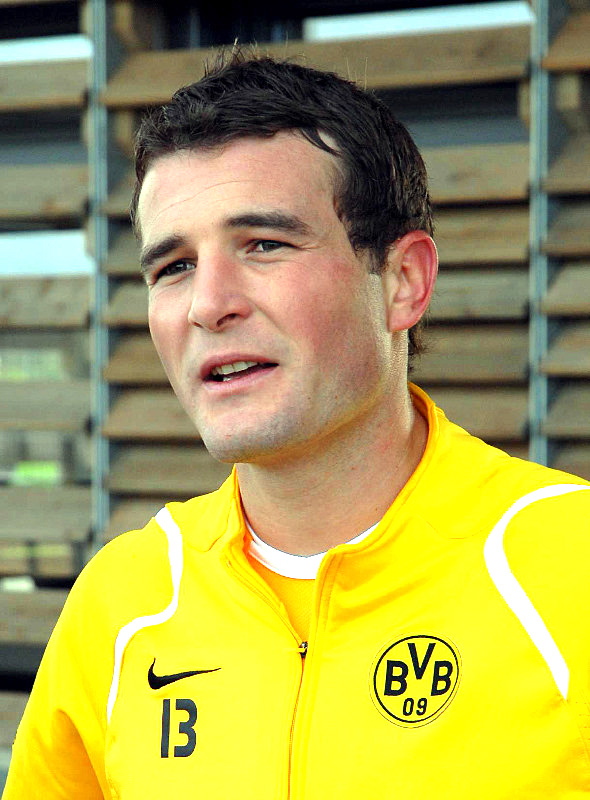
L'attaquant suisse Alexander Frei marque le total de 52 buts sous les couleurs rennaises entre janvier 2003 et juin 2006.

L'arrivée en 2003 de László Bölöni au poste d'entraîneur amorce un tournant. Le Stade rennais FC commence alors à s'appuyer sur son centre de formation, et notamment sur la génération qui remporte cette année-là la Coupe Gambardella. Combinée aux recrutements de joueurs comme Alexander Frei, Petr Čech ou Kim Källström, la jeunesse rennaise parvient à obtenir de meilleurs résultats, jusqu'à décrocher une quatrième place synonyme de qualification pour la Coupe UEFA en 2005.
Sous la conduite de László Bölöni, puis sous celle de Pierre Dréossi, le Stade rennais FC se stabilise dans le haut du classement de Ligue 1 et devient un prétendant régulier aux places européennes. Le club ne parvient cependant pas à accrocher une place en Ligue des champions qu'il est pourtant très près d'obtenir en 2007. Sa progression se concrétise cependant avec les sélections de plusieurs joueurs en équipe de France. Jamais descendu en dessous de la septième place en championnat entre 2004 et 2009, le Stade rennais FC ne parvient pourtant pas à enrichir son palmarès, perdant deux finales de Coupe de France face à l'En avant Guingamp en 2009 et 2014, puis une autre en Coupe de la Ligue face à l'AS Saint-Étienne en 2013.

#### Trois ans dans le milieu du tableau (2014-2018)
Entre 2014 et 2017, sous l'égide de Philippe Montanier, Rolland Courbis et Christian Gourcuff, le club stagne en Ligue 1 et ne prétend plus à la coupe d'Europe ni à la relégation (9e en 2015, 8e en 2016, 9e en 2017) mais lors de la saison 2017-2018, après un début de saison compliqué sous Christian Gourcuff (quatre victoires en 12 matchs), le duo avec René Ruello démissionne et est remplacé par Olivier Létang et Sabri Lamouchi,.
Début 2018, le club atteint la demi-finale de la Coupe de la ligue mais est éliminé par le Paris Saint-Germain (défaite 3-2). Durant la deuxième partie de championnat et avec seulement cinq défaites, le club retrouve la Ligue Europa six ans après l'avoir quittée à la suite de la victoire 2-0 (grâce au but de Benjamin Bourigeaud et Adrien Hunou) face au Paris Saint-Germain, au Parc des Princes.

#### Arrivée de Julien Stéphan et troisième Coupe de France (2018-2021)

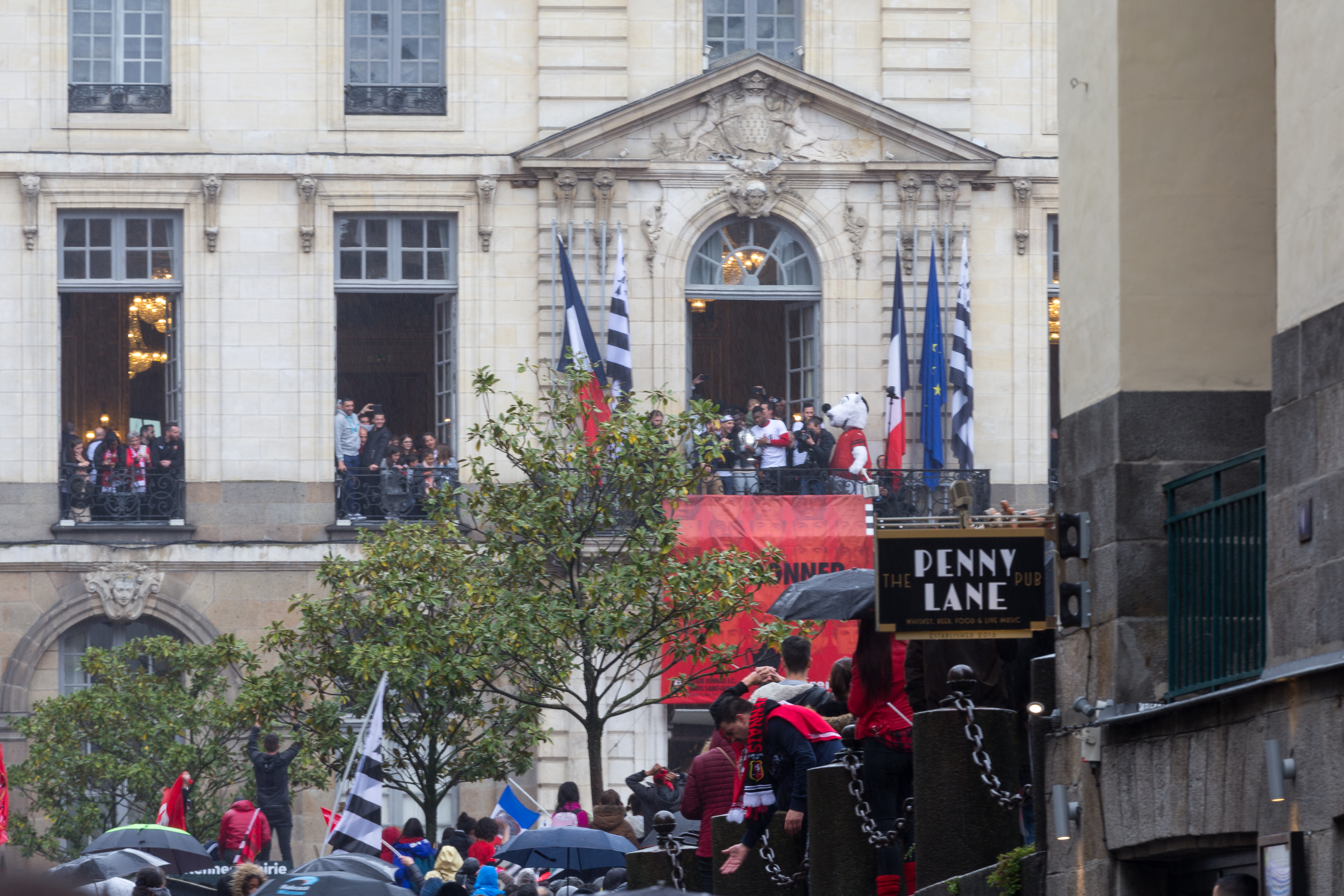
Les joueurs rennais à la mairie de Rennes le lendemain de leur victoire en Coupe de France (2019).

Durant la saison 2018-2019, à la suite d'une cinquième place obtenue par le biais du championnat lors de la saison 2017-2018, le club réalise le meilleur parcours européen de son histoire. Il parvient pour la première fois à se qualifier à l'issue de la phase de poules de Ligue Europa, avant d'éliminer le Real Betis Balompié en seizième de finales (3-3 à Rennes, puis 3-1 à Séville). Au tour suivant, l'équipe entraînée par Julien Stéphan est éliminée par Arsenal, malgré une victoire lors du match aller au Roazhon Park (3-1 à Rennes, 0-3 à Londres),.
Le 27 avril 2019 au Stade de France, le Stade rennais FC s'impose en finale de la Coupe de France face au favori, le Paris Saint-Germain, vainqueur des quatre dernières éditions et déjà sacré de nouveau champion de France avant la fin de la saison. Après avoir été menés deux buts à zéro, les Rennais égalisent (2-2) grâce notamment à une tête sur corner de Mexer, avant finalement de s'imposer aux tirs au but (6-5), mettant fin à 36 années sans trophée (le dernier étant le titre de champion de France de Division 2 remporté en 1983). Le 3 août 2019, les deux équipes se retrouvent pour le Trophée des champions. Après avoir ouvert le score par l'intermédiaire d'Adrien Hunou à la 13e minute, les Parisiens reprennent progressivement le contrôle du match en seconde période et remportent le trophée (1-2).
Durant la saison 2019-2020, à la suite du succès en Coupe de France lors de la saison dernière, le club réalise un parcours décevant en Ligue Europa où il finit dernier (quatrième), dans un groupe composé du Celtic FC, de la SS Lazio et du CFR 1907 Cluj. Les Rennais réalisent cependant deux bons parcours en Coupe de France où ils terminent demi-finalistes en s’inclinant 2-1 face à l'AS Saint-Étienne, mais surtout en championnat où les Bretons font leur meilleur classement en Ligue 1 de leur histoire en finissant sur le podium (troisième) avec un championnat arrêté à la 28e journée en raison de la pandémie de Covid-19. Le 30 avril 2020, la Ligue de football professionnel (LFP) vote officiellement la fin des championnats professionnels de Ligue 1 et de Ligue 2. En conséquence, le Stade rennais FC accède pour la première fois de son histoire à la compétition la plus prestigieuse du football européen, la Ligue des champions,.
Le club breton commence la saison 2020-2021 avec quatre victoires et deux matchs nuls, en position de leader au bout de trois journées. Cette saison est marquée par la découverte de la Ligue des champions face au FK Krasnodar (1-1), avec le premier but inscrit dans la compétition pour le club par Serhou Guirassy. Pendant sa campagne européenne, le club enchaîne les mauvais résultats en championnat avant de renouer avec les meilleurs en fin d'année 2020.
Avec une nouvelle période de mauvais résultats début 2021, une élimination en 32e de finale de Coupe de France face au Angers SCO (2-1) et à la suite d'une défaite face à l'OGC Nice, Julien Stéphan annonce sa démission de son poste d'entraîneur. Son successeur, Bruno Genesio, enchaîne les bonnes performances (6 victoires, 2 nuls, 3 défaites), et permet au club de se qualifier à l'ultime journée pour la première édition de la Ligue Europa Conférence.

#### Plafond de verre en coupe d'Europe et en championnat sous Bruno Genesio (2021-2023)
Après un mercato de près de 80 M€ et une qualification en phase de groupes de Ligue Europa Conférence face à Rosenborg BK ,, le club débute mal le championnat avec seulement une victoire face à son rival nantais au bout de six journées. Cependant, après une victoire 6-0 contre le Clermont Foot 63, le club enchaîne en championnat et en coupe d'Europe une série de 13 matchs sans défaite, qui se traduit au soir de la 15e journée par une place de dauphin et une qualification en 8e de finale de Ligue Europa Conférence.
Fin 2021 et début 2022 sont ponctués de déconvenues, avec plusieurs défaites en championnat et une élimination aux tirs au but en 16e de finale de Coupe de France face à l'AS Nancy-Lorraine. Puis, le club renoue avec le succès en championnat avant d'affronter Leicester City en Ligue Europa Conférence, mais est éliminé par le club anglais (0-2 à Leicester et 2-1 à Rennes).
Après leur élimination en coupe d'Europe, les Rennais finissent la saison avec seulement trois défaites en championnat en dix matchs, et une quatrième place synonyme de Ligue Europa. Cette saison est aussi marquée par de nombreux records battus par l'équipe de Bruno Genesio, et des récompenses UNFP au fil de la saison, avec trois Rennais joueur du mois : Gaëtan Laborde en novembre 2021, Martin Terrier en mars 2022, et Benjamin Bourigeaud en avril 2022. Le 15 mai 2022, Bruno Genesio est élu meilleur entraineur de Ligue 1, et Martin Terrier est présent dans le onze type de la saison,.
Après un mercato 2022 ponctué de l'arrivée de plusieurs jeunes joueurs prometteurs tels que Arnaud Kalimuendo, Amine Gouiri, Christopher Wooh et de joueurs expérimentés comme Steve Mandanda , la saison débute mal, puisque le club ne gagne qu'un match sur les quatre premiers matchs en championnat, mais ne perdra plus un seul match jusqu'à la trêve de la Coupe du monde 2022, à laquelle huit joueurs participeront.
À la reprise du championnat, malgré la victoire face l'OGC Nice, la blessure de Martin Terrier (12 buts et 5 passes décisives depuis le début de saison) sera suivie par des résultats en dents de scie et des éliminations précaires en coupe, en seizième de finale par l'Olympique de Marseille (1-0) et en barrage de Ligue Europa face au Chakhtar Donetsk : défaite 2-1 à l'aller et une victoire 2-1 au retour pour une élimination aux tirs au but,. À la fin de la 34e journée, le Stade rennais FC est à huit points de l'AS Monaco (qui est quatrième du championnat). Dans le sprint final, le club rennais enchaînera quatre victoires pour treize buts marqués, et pour un seul but encaissé. Le club se hisse à la quatrième place du championnat, synonyme de Ligue Europa, soit une sixième qualification européenne consécutive. Deux records tombent en fin de saison puisque le record de points du club en Ligue 1 (68 points) et le nombre de victoire en championnat (21 victoires) sont battus par l'équipe de Bruno Genesio à l'issue de la saison,.

#### Fin de six années en coupe d'Europe (2023-)
Après avoir terminé deux fois en quatrième position, le club rennais affiche comme objectif le podium en Ligue 1 avec un mercato estival important à la suite des arrivées d'Enzo Le Fée, Ludovic Blas, Fabian Rieder, Bertuğ Yildirim, et Nemanja Matić. Il y a également d'importantes ventes comme celles de Jérémy Doku pour 60 millions à Manchester City (qui devient la meilleure vente de l'histoire du club), Lesley Ugochukwu (27 millions) et Lovro Majer (30 millions),,. Cependant, les résultats ne suivent pas et à la mi-novembre, le club est 13e et à un point du barragiste. L'entraîneur Bruno Genesio quitte alors le Stade rennais FC et est remplacé par Julien Stéphan, de retour au sein du club breton après un peu plus d'un an et demi. Néanmoins, le club finit deuxième de son groupe de Ligue Europa derrière le Villarreal CF et devant le Maccabi Haïfa et le Panathinaïkós.
Au début de l'année 2024, le club enregistre deux nouvelles recrues avec les arrivées d'Alidu Seidu et d'Azor Matusiwa et un départ polémique : celui de Nemanja Matić. Le club enchaîne les bons résultats et commence à revenir sur les places européennes. Il fait également un bon parcours en Coupe de France mais se fait éliminer par le Paris Saint-Germain en demi-finale. Le club est également éliminé en barrages de la phase à élimination directe de Ligue Europa face à l'AC Milan malgré une victoire trois buts à deux et un triplé de Benjamin Bourigeaud au Roazhon Park (défaite 3-0 au stade San Siro lors du match aller),. Fin mars, Julien Stéphan est prolongé jusqu'en juin 2026 mais les résultats en fin de saison ne suivent pas et le club, après un match nul face au RC Lens, ne se qualifie pas en coupe d'Europe pour une septième saison consécutive,.
En juin 2024, le directeur sportif du club, Florian Maurice, quitte le club breton pour rejoindre l'OGC Nice,. Il est remplacé quelques jours plus tard par Frederic Massara, ancien directeur sportif de l'AS Roma, de l'Inter Milan ou encore de l'AC Milan,. En octobre 2024, Arnaud Pouille est nommé président du club, succédant ainsi à Olivier Cloarec,. Lors du début de saison 2024-2025, le Stade rennais FC enchaîne les mauvais résultats en championnat, ne récoltant que six points en dix journées. En novembre 2024, après une ultime défaite contre l'AJ Auxerre, Julien Stéphan est limogé de son poste d'entraîneur de l'équipe première,. Il est remplacé quatre jours plus tard par l'Argentin Jorge Sampaoli,. En janvier 2025, soit seulement deux mois et demi après son arrivée, le technicien argentin est limogé de son poste d'entraîneur. En effet, le club breton n'a connu que trois victoires en dix matchs, dont six défaites en championnat ainsi qu'une élimination dès les 16es de finale de la Coupe de France contre l'ESTAC Troyes (défaite, 1-0). Habib Beye est alors immédiatement pressenti pour remplacer l'Argentin. Il est nommé quelques instant plus tard avec la tâche de maintenir le Stade rennais FC dans l'élite, c'est-à-dire d'extraire le club breton de la 16e place où il l'a trouvé à l'issue de la 19e journée de championnat,. En mai 2025, le club breton annonce le départ de Frederic Massara à l'issue de la saison,,. Quelques jours plus tard, il est remplacé par Loïc Désiré qui occupait le poste de responsable du recrutement du RC Strasbourg entre 2014 et 2025,,.
À l'aube de la saison 2025-2026, les arrivées de Valentin Rongier, Quentin Merlin, Przemysław Frankowski ou encore Mahdi Camara viennent renforcer l'effectif du Stade rennais FC. Ce mercato estival est également marqué par de nombreux départs comme Lorenz Assignon et Adrien Truffert, tous deux au club breton depuis dix ans, mais aussi joueurs indésirables qui étaient arrivés lors du mercato de l'an dernier sous l'ère Frederic Massara.

## Identité du club

### Couleurs
Le 24 mars 1901, pour le premier match qu'ils disputent dans l'histoire du club, les joueurs du Stade rennais arborent un maillot à rayures verticales bleu ciel et bleu marine. Trois ans plus tard, quand le Stade rennais fusionne avec le Football Club rennais, il adopte les couleurs du second, de création plus ancienne, avec un maillot rouge et noir, rayé verticalement. Les couleurs actuelles du Stade rennais FC proviennent donc des origines du FC rennais. Selon Claude Loire, historien du club, les couleurs rouges et noires reflètent une double identité, laïque avec le rouge de la République française, et catholique avec un noir qui rappelle les soutanes des curés,. Depuis, le Stade rennais FC évolue traditionnellement dans un maillot rouge à parements noirs, avec un short et des chaussettes noires, les équipementiers faisant régulièrement évoluer les motifs utilisés. Toutefois, en 2001, pour célébrer le centenaire du club, l'équipementier Asics réalise un maillot spécial à dominante noire, barré d'une diagonale rouge aux liserés dorés.
Pour les 120 ans du club Puma sort un maillot anniversaire avec un maillot principalement noir avec une bande rouge et le logo de Puma en dorée.
Involontairement, le Stade rennais FC inspire au club turc d'Eskişehirspor l'adoption des couleurs rouges et noires. Créé en 1965 par la fusion de trois clubs, Eskişehirspor doit alors choisir ses nouvelles couleurs. Ses dirigeants remarquent alors la couverture d'un exemplaire du magazine Paris Match, qui présente les joueurs rennais vainqueurs de la Coupe de France en 1965. Leur maillot séduit les dirigeants turcs, qui donnent à Eskişehirspor les couleurs du Stade rennais FC.

### Maillots
| \| 1989-1990 \| 1990-1991 \| 1991-1992 \| 1992-1993 \| 1993-1994 \| 1994-1995 \| 1995-1996 \| \| 1996-1997 \| 1997-1998 \| 1998-1999 \| 1999-2000 \| 2000-2001 \| 2001-2002 \| 2002-2003 \| \| 2003-2004 \| 2004-2005 \| 2005-2006 \| 2006-2007 \| 2007-2008 \| 2008-2009 \| 2009-2010 \| \| 2010-2011 \| 2011-2012 \| 2012-2013 \| 2013-2014 \| 2014-2015 \| 2015-2016 \| 2016-2017 \| \| 2017-2018 \| 2018-2019 \| 2019-2020 \| 2020-2021 \| 2021-2022 \| 2022-2023 \| 2023-2024 \| \| 2024-2025 \| 2025-2026 \| \| \| \| \| \| |           |           |           |           |           |           |
| 1989-1990 | 1990-1991 | 1991-1992 | 1992-1993 | 1993-1994 | 1994-1995 | 1995-1996 |
| 1996-1997 | 1997-1998 | 1998-1999 | 1999-2000 | 2000-2001 | 2001-2002 | 2002-2003 |
| 2003-2004 | 2004-2005 | 2005-2006 | 2006-2007 | 2007-2008 | 2008-2009 | 2009-2010 |
| 2010-2011 | 2011-2012 | 2012-2013 | 2013-2014 | 2014-2015 | 2015-2016 | 2016-2017 |
| 2017-2018 | 2018-2019 | 2019-2020 | 2020-2021 | 2021-2022 | 2022-2023 | 2023-2024 |
| 2024-2025 | 2025-2026 |           |           |           |           |           |

| \| 1989-1990 \| 1990-1991 \| 1991-1992 \| 1992-1993 \| 1993-1994 \| 1994-1995 \| 1995-1996 \| \| 1996-1997 \| 1997-1998 \| 1998-1999 \| 1999-2000 \| 2000-2001 \| 2001-2002 \| 2002-2003 \| \| 2003-2004 \| 2004-2005 \| 2005-2006 \| 2006-2007 \| 2007-2008 \| 2008-2009 \| 2009-2010 \| \| 2010-2011 \| 2011-2012 \| 2012-2013 \| 2013-2014 \| 2014-2015 \| 2015-2016 \| 2016-2017 \| \| 2017-2018 \| 2018-2019 \| 2019-2020 \| 2020-2021 \| 2021-2022 \| 2022-2023 \| 2023-2024 \| \| 2024-2025 \| 2025-2026 \| \| \| \| \| \| |           |           |           |           |           |           |
| 1989-1990 | 1990-1991 | 1991-1992 | 1992-1993 | 1993-1994 | 1994-1995 | 1995-1996 |
| 1996-1997 | 1997-1998 | 1998-1999 | 1999-2000 | 2000-2001 | 2001-2002 | 2002-2003 |
| 2003-2004 | 2004-2005 | 2005-2006 | 2006-2007 | 2007-2008 | 2008-2009 | 2009-2010 |
| 2010-2011 | 2011-2012 | 2012-2013 | 2013-2014 | 2014-2015 | 2015-2016 | 2016-2017 |
| 2017-2018 | 2018-2019 | 2019-2020 | 2020-2021 | 2021-2022 | 2022-2023 | 2023-2024 |
| 2024-2025 | 2025-2026 |           |           |           |           |           |

| \| 2005-2006 \| 2006-2007 \| 2007-2008 \| 2008-2009 \| 2009-2010 \| 2010-2011 \| 2011-2012 \| \| 2012-2013 \| 2013-2014 \| 2014-2015 \| 2015-2016 \| 2016-2017 \| 2017-2018 \| 2018-2019 \| \| 2019-2020 \| 2020-2021 \| 2021-2022 \| 2022-2023 \| 2023-2024 \| 2024-2025 \| 2025-2026 \| |           |           |           |           |           |           |
| 2005-2006 | 2006-2007 | 2007-2008 | 2008-2009 | 2009-2010 | 2010-2011 | 2011-2012 |
| 2012-2013 | 2013-2014 | 2014-2015 | 2015-2016 | 2016-2017 | 2017-2018 | 2018-2019 |
| 2019-2020 | 2020-2021 | 2021-2022 | 2022-2023 | 2023-2024 | 2024-2025 | 2025-2026 |

### Logos
Le Stade rennais FC a connu durant son histoire de nombreux blasons, faisant souvent référence à son identité bretonne. Au début du XXe siècle, le blason du Stade rennais FC présente ainsi une moucheture d'hermine, qui trouve son prolongement dans les années 1960 avec un blason reprenant partiellement les armes de la ville de Rennes. Depuis les années 1970, les différents blasons qui se succèdent reprennent plusieurs mêmes éléments, avec deux hermines blanches enserrant un ballon de football, sur un fond rouge et noir. Toutefois, ces blasons n'apparaissent de façon pérenne et systématique sur les maillots des joueurs que depuis 1996.

Début du XXe siècle.
Années 1960.
Années 1970-1980.
1994-1997.
1997-2003.

Logo pour célébrer le Centenaire du club.
Depuis 2003.
Logo pour célébrer les 120 ans du club.

### Culture bretonne
Outre la présence répétée d'hermines sur son blason, le Stade rennais FC multiplie dans son histoire les références à la culture et aux symboles de la Bretagne. Dans les années 1960 et 1970, il est identifié comme le club populaire de Bretagne, chaque match disputé à domicile voyant déferler des cars de supporters venus de toute la région. Des bagadoù sont ainsi parfois présents dans l'enceinte du stade, tandis que des Gwenn ha du font leur apparition dans les tribunes, notamment à l'occasion des deux victoires du club en Coupe de France, mais aussi le 6 mai 1995, le groupe de supporters du Roazhon Celtic Kop (RCK) en déployant un drapeau, grand de 270 m2, à l'occasion d'un match face au Paris Saint-Germain.
À partir des années 2000, sous l'impulsion de son président Emmanuel Cueff, le Stade rennais FC décide de multiplier l'utilisation d'éléments faisant référence à son identité bretonne. Ainsi, les bagadoù de Cesson-Sévigné et de Rennes sont régulièrement invités à se produire à l'occasion des rencontres disputées à domicile, ainsi que lors des finales jouées au Stade de France,,. Dans le même registre musical, le club adopte, à la suite de la finale de la Coupe de France 2009 avant laquelle il avait été joué, le Bro gozh ma zadoù, présenté comme l'hymne de la Bretagne. Le chant est ainsi diffusé avant chaque rencontre à domicile depuis septembre 2009, le Stade rennais FC annonçant clairement vouloir mettre en avant son rôle de porte-drapeau régional,. En septembre 2014, le club annonce également le passage de son site web à une extension en .bzh, domaine internet de premier niveau breton apparu quelques mois auparavant.
Le Stade rennais FC fait également un usage régulier des mouchetures d'hermine, que l'on retrouve ainsi sur les pylônes de l'une des tribunes du Roazhon Park, rénovée en 2004, mais aussi sur les maillots des joueurs. Depuis le début des années 2000, ces mouchetures d'hermines sont souvent présentes sur les différentes tuniques portées par les joueurs rennais,, alors que le maillot utilisé lors des matchs disputés à l'extérieur, traditionnellement blanc et noir, reprend en 2010 un motif évoquant le drapeau Gwenn ha du, puis en 2012 le drapeau Kroaz du. Depuis 2011, une mascotte utilisée par le club, dénommée Erminig, ressemble à une hermine au pelage blanc. Elle est présente durant les rencontres à domicile du club, ainsi que lors d'événements ponctuels auxquels participe le Stade rennais FC,. Elle a ainsi été présente à l'ouverture de la ligne B du métro de Rennes en 2022. Elle n'hésite pas non plus à chambrer Riri, son homologue du FC Nantes lors des derbys comme en 2022 où Erminig met un costume de canari dans une poubelle ou la saison suivante où elle procède à un placage obligeant le canari à sortir sur civière, sans gravité puisqu'il s'agit d'une mise en scène,.
Plus spécifiquement, le Stade rennais FC conserve quelques liens avec la culture gallèse, propre au pays de Rennes. En 2012, le club soutient la défense du Gallo à travers la diffusion, avant ses matchs à domicile, de petits sketchs interprétés dans cette langue de Haute-Bretagne. Produit culinaire spécifique au pays rennais, la galette-saucisse est également devenue un incontournable pour les supporters lors des matchs du Stade rennais FC. Présente dans la plupart des marchés, fêtes de villages ou événements sportifs locaux, elle fait, depuis les années 1990, l'objet d'un chant de supporters, intitulé Galette-saucisse je t'aime. Adaptation d'une chanson de supporters marseillais dédiée au pastis, elle a depuis été adoptée par le club,.

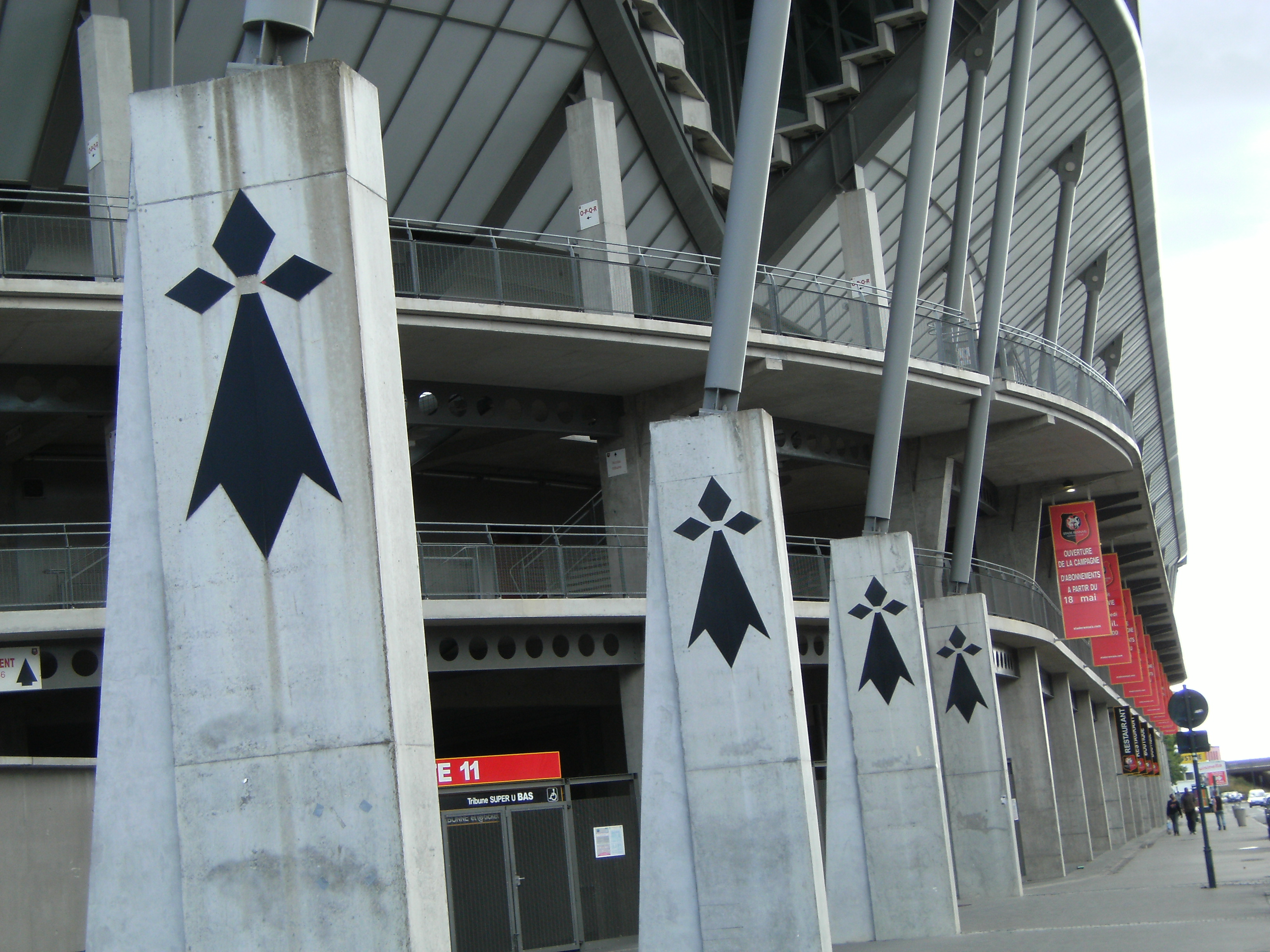
Hermines sur les pylônes du Roazhon Park.
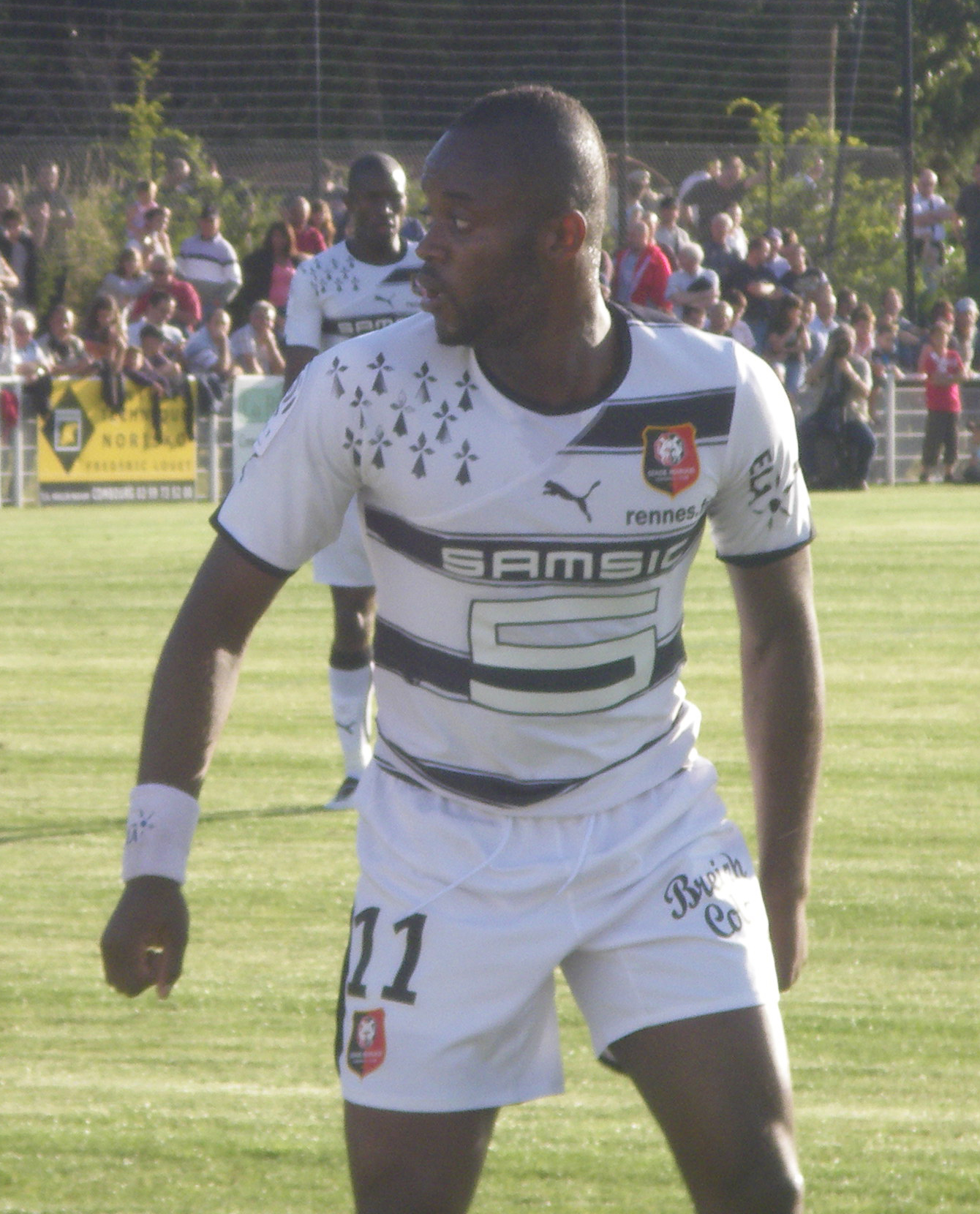
Maillot Gwenn ha du, ici porté par l'attaquant Jirès Kembo-Ekoko.
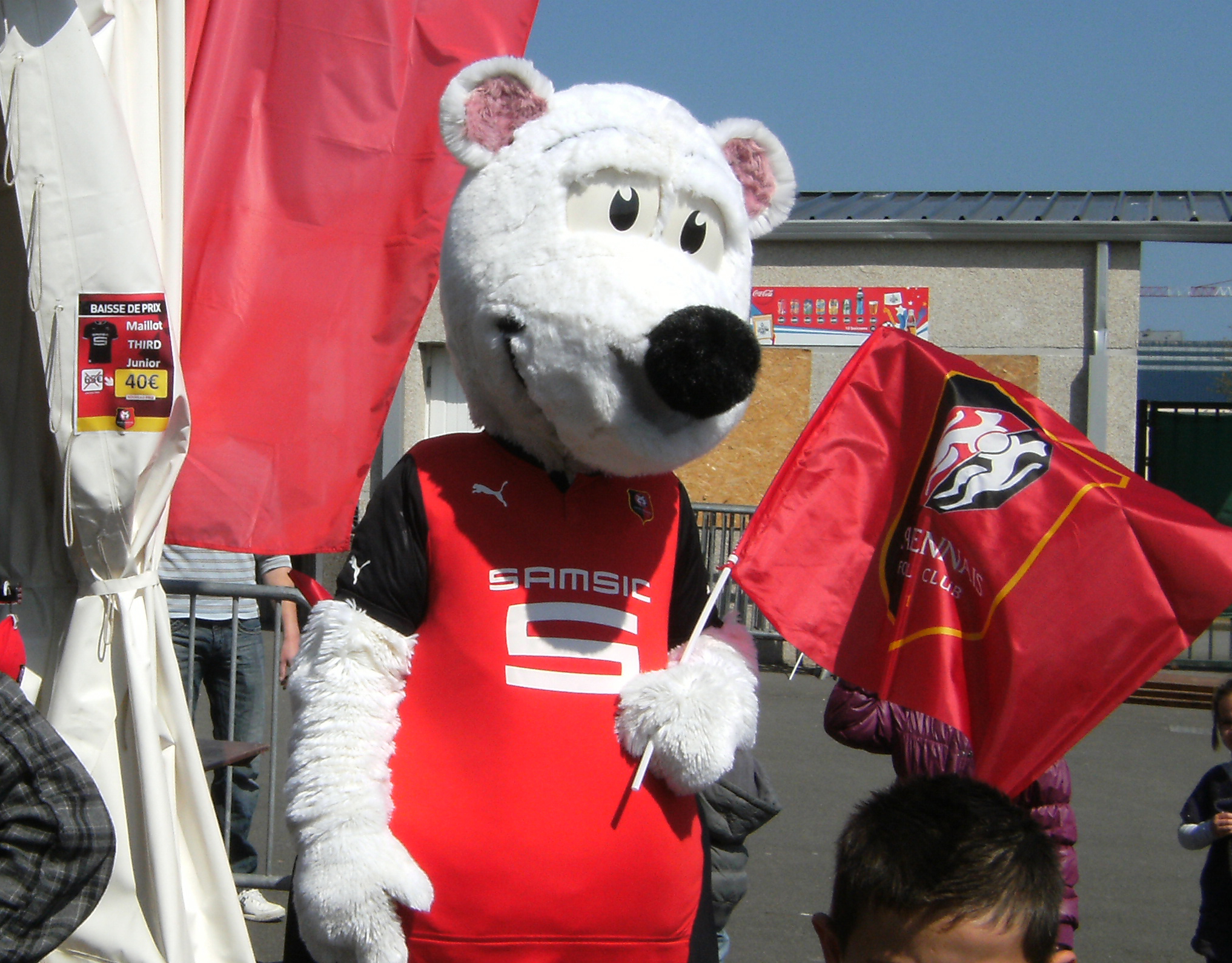
Erminig, mascotte du club depuis 2011.

### Origines universitaires

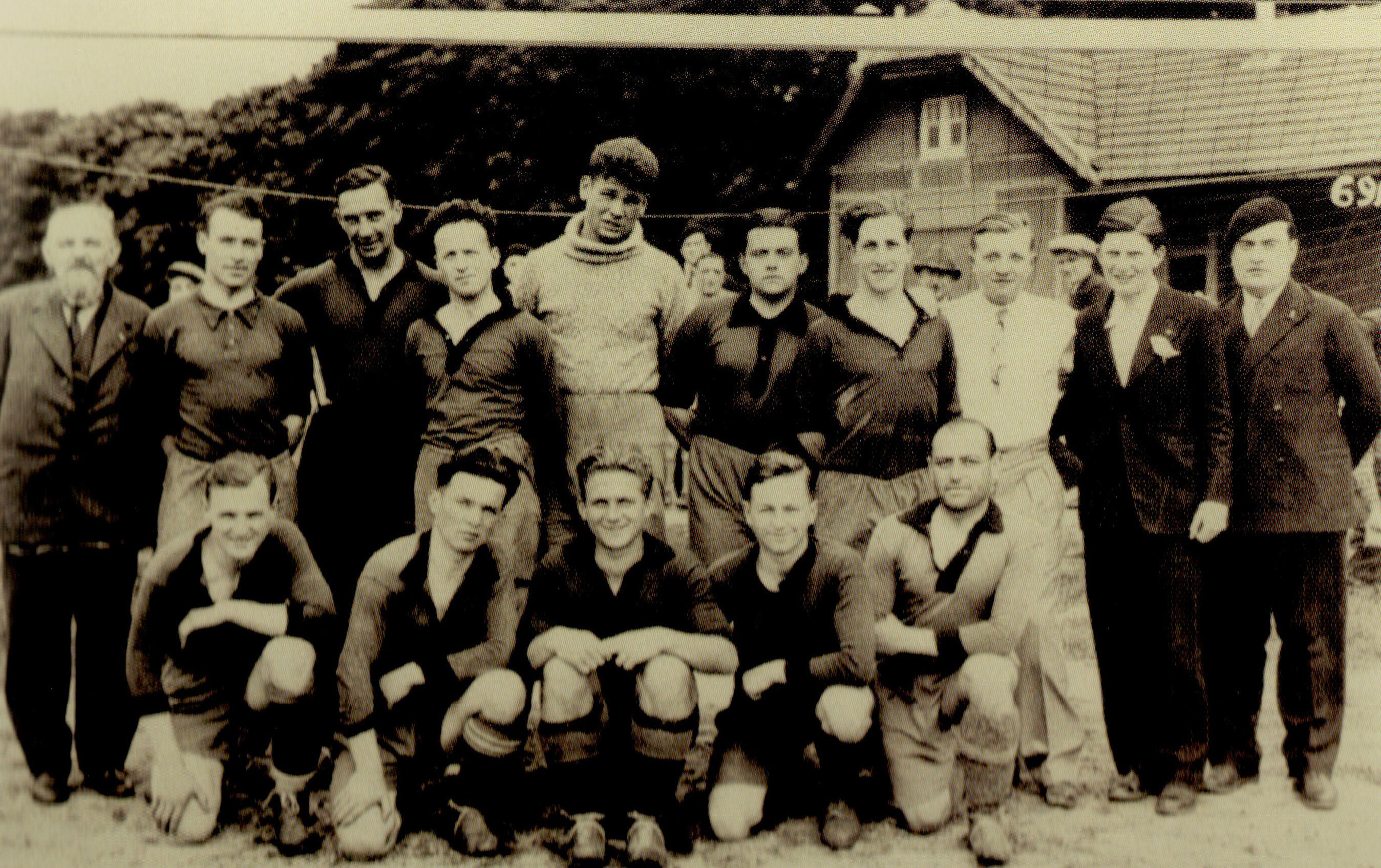
L'équipe de Rennes lors de la finale du championnat de France universitaire 1931, gagnée contre Montpellier. Parmi les joueurs figurent Adolphe Touffait et Walter Kaiser.

Fondé par d'anciens étudiants, le Stade rennais garde durant de longues décennies un lien étroit avec l'université de Rennes, que l'on retrouve dans le nom utilisé par le club de 1904 à 1972. Toutefois, s'il accueille dans ses rangs de nombreux étudiants, le Stade rennais n'est pas à proprement parler un club universitaire. Peu avant la Première Guerre mondiale, l'association générale des étudiants de Rennes (AGER) met en place son propre club sportif, le Rennes Étudiants Club (REC), qui participe aux compétitions universitaires sur le plan national. Mais en 1925 et jusqu'en 1932, le REC disparaît et le Stade rennais UC redevient le club sportif des étudiants Rennais. Ceux-ci obtiennent une représentation parmi les dirigeants du club, le président de l'association des étudiants devenant ainsi vice-président du Stade rennais UC. En 1932, alors que le Stade rennais UC adopte le professionnalisme, le REC reprend ses activités.
Avant la Seconde Guerre mondiale, sous statut amateur, puis alors que le professionnalisme reste balbutiant, la plupart des jeunes sportifs continuent leurs études universitaires en parallèle, afin d'assurer leur avenir hors football. Un raisonnement qui reste encore souvent valable après la guerre, malgré la structuration du club et la pérennisation des carrières sportives. Ainsi, s'étalant sur des décennies, la liste des joueurs du Stade rennais FC passés sur les bancs universitaires reste innombrable. Parmi ceux-là, Adolphe Touffait opte pour des études de droit, qui le conduisent à devenir procureur de la République de la Seine, premier président de la cour d'appel de Paris, puis procureur général près la Cour de cassation, et enfin juge à la Cour de justice des communautés européennes,,,, après avoir joué en équipe de France de football en 1932. Marcel Cormier, joueur de 1920 à 1932, puis président du Stade rennais UC en 1943, réalise des études de pharmacie, et devient par la suite doyen de la faculté de médecine et de pharmacie de Rennes. Le Stade rennais FC compte également plusieurs joueurs ayant mené des études en odontologie comme André Le Menn ou Jacques Poulain, en éducation physique et sportive comme Henri Guérin, Jean Prouff ou Loïc Kerbiriou, en chimie comme Raymond Keruzoré, en médecine comme Yves Le Floch, en comptabilité comme René Cédolin, en pharmacie comme Philippe Redon, ou en droit comme Henri Combot et Jean-Michel Bellat, futur président de la Ligue de Bretagne de football,.
En 1973, alors que le club remporte la Coupe Gambardella, dix des treize joueurs utilisés lors de la finale mènent des études supérieures en parallèle, notamment le gardien Pierrick Hiard en comptabilité, et Christian Gourcuff, qui fera ensuite maths sup avant d'obtenir un CAPES de mathématiques,,. Par le jeu d'une professionnalisation croissante, et à la suite de la création du centre de formation à la fin des années 1970, le nombre de joueurs à mener des études supérieures en parallèle à leur carrière sportive va en décroissant. Quelques exceptions subsistent toutefois, à l'image de Jocelyn Gourvennec, qui décroche un DEA en STAPS à l'université de Rennes 2,.

## Palmarès et records

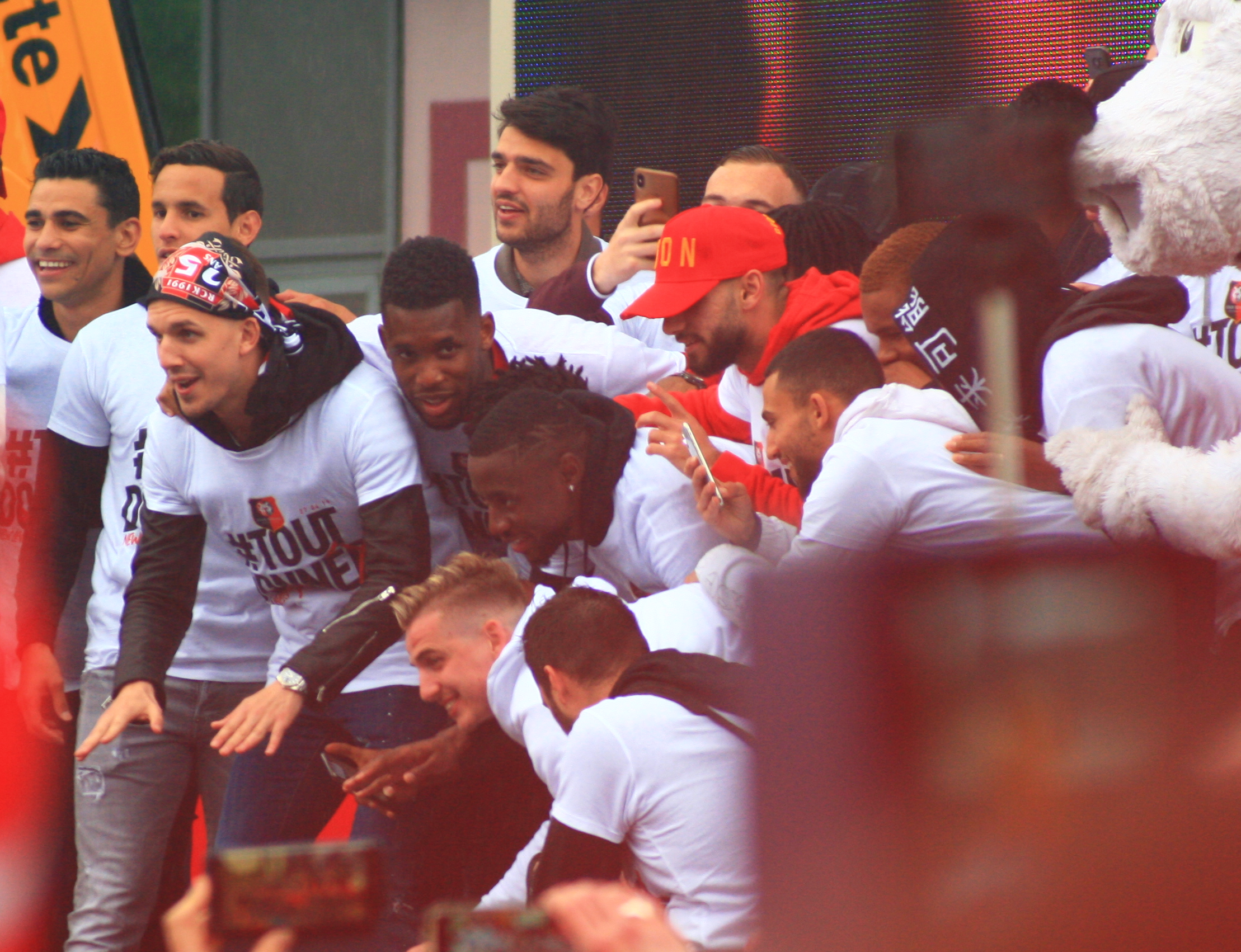
Les joueurs du Stade rennais FC fêtant leur victoire en Coupe de France avec leurs supporters à Rennes (2019).

Le Stade rennais FC compte à son palmarès trois coupes de France, un challenge des champions, deux titres de champion de France de deuxième division et une coupe des Alliés. En revanche, il n'a encore jamais été sacré champion de France.
Le Stade rennais FC est l'un des vingt clubs qui disputent le premier championnat de France professionnel de l'histoire en 1932-1933. Hors période de guerre, il a depuis toujours évolué en Ligue 1 ou en Ligue 2, sans descendre dans les divisions inférieures. Au total, le Stade rennais FC a disputé soixante-quatre saisons au plus haut niveau, ce qui le place parmi les cinq meilleurs clubs français sur ce critère.

### Palmarès et meilleures performances
Le tableau suivant liste le palmarès et les meilleures performances du Stade rennais FC, actualisé au 24 mai 2025, dans les différentes compétitions officielles au niveau national, international, régional ainsi que dans les compétitions de jeunes. Il ne prend pas en compte les compétitions saisonnières et amicales disputées par le club notamment en période estivale, ni les titres remportés par les équipes réserves du club dans les championnats amateurs.
Palmarès et meilleures performances du Stade rennais FC en compétitions officielles
| Compétitions nationales | Compétitions internationales | Compétitions de jeunes |
| --- | --- | --- |
| Compétitions actuelles - Championnat de France - Troisième : 2020. - Coupe de France (3) - Vainqueur : 1965, 1971 et 2019. - Finaliste : 1922, 1935, 2009 et 2014. - Challenge / Trophée des champions (1) - Vainqueur : 1971. - Finaliste : 1965 et 2019. - Championnat de France de deuxième division (2) - Champion : 1956 et 1983. - Vice-champion : 1939, 1958, 1976, 1990 et 1994. Compétitions disparues - Coupe de la Ligue - Finaliste : 2013. - Coupe Charles Drago - Meilleure performance : quart de finaliste en 1958. - Coupe interfédérale - Finaliste : 1917. - Coupe des Alliés (1) - Vainqueur : 1916. | Compétitions actuelles - Ligue des champions (C1) - Meilleure performance : phase de groupes en 2020. - Coupe UEFA / Ligue Europa (C3) - Meilleure performance : huitième de finaliste en 2019. - Ligue Europa Conférence (C4) - Meilleure performance : huitième de finaliste en 2022. Compétitions disparues - Coupe Intertoto - Co-Vainqueur : 2008. - Finaliste : 1999. - Coupe d'Europe des vainqueurs de coupe (C2) - Meilleure performance : seizième de finaliste en 1965 et 1971. | Compétitions actuelles - UEFA Youth League - Meilleure performance : huitième de finaliste en 2020. - Championnat de France de National 2 - Vice-champion : 2017. - Championnat de France de National 3 (1) - Champion : 2022. - Vice-champion : 2016. - Coupe Gambardella (4) - Vainqueur : 1973, 2003, 2008 et 2025. - Championnat de France des moins de 19 ans (1) - Champion : 2019. - Championnat de France des moins de 17 ans (1) - Champion : 2018. Compétitions disparues - Championnat de France des réserves professionnelles (2) - Champion : 2004 et 2007. - Vice-champion : 2006. - Championnat de France des 18 ans (1) - Champion : 2007. - Championnat de France des 17 ans (1) - Champion : 2002. - Championnat de France des 15 ans - Vice-champion : 1997. - Coupe nationale des juniors - Finaliste : 1939. - Coupe de France des espoirs (1) - Vainqueur : 1935. |
| Compétitions actuelles - Championnat de France - Troisième : 2020. - Coupe de France (3) - Vainqueur : 1965, 1971 et 2019. - Finaliste : 1922, 1935, 2009 et 2014. - Challenge / Trophée des champions (1) - Vainqueur : 1971. - Finaliste : 1965 et 2019. - Championnat de France de deuxième division (2) - Champion : 1956 et 1983. - Vice-champion : 1939, 1958, 1976, 1990 et 1994. Compétitions disparues - Coupe de la Ligue - Finaliste : 2013. - Coupe Charles Drago - Meilleure performance : quart de finaliste en 1958. - Coupe interfédérale - Finaliste : 1917. - Coupe des Alliés (1) - Vainqueur : 1916. | Compétitions régionales | Compétitions actuelles - UEFA Youth League - Meilleure performance : huitième de finaliste en 2020. - Championnat de France de National 2 - Vice-champion : 2017. - Championnat de France de National 3 (1) - Champion : 2022. - Vice-champion : 2016. - Coupe Gambardella (4) - Vainqueur : 1973, 2003, 2008 et 2025. - Championnat de France des moins de 19 ans (1) - Champion : 2019. - Championnat de France des moins de 17 ans (1) - Champion : 2018. Compétitions disparues - Championnat de France des réserves professionnelles (2) - Champion : 2004 et 2007. - Vice-champion : 2006. - Championnat de France des 18 ans (1) - Champion : 2007. - Championnat de France des 17 ans (1) - Champion : 2002. - Championnat de France des 15 ans - Vice-champion : 1997. - Coupe nationale des juniors - Finaliste : 1939. - Coupe de France des espoirs (1) - Vainqueur : 1935. |
| Compétitions actuelles - Championnat de France - Troisième : 2020. - Coupe de France (3) - Vainqueur : 1965, 1971 et 2019. - Finaliste : 1922, 1935, 2009 et 2014. - Challenge / Trophée des champions (1) - Vainqueur : 1971. - Finaliste : 1965 et 2019. - Championnat de France de deuxième division (2) - Champion : 1956 et 1983. - Vice-champion : 1939, 1958, 1976, 1990 et 1994. Compétitions disparues - Coupe de la Ligue - Finaliste : 2013. - Coupe Charles Drago - Meilleure performance : quart de finaliste en 1958. - Coupe interfédérale - Finaliste : 1917. - Coupe des Alliés (1) - Vainqueur : 1916. | Compétitions disparues - Championnat de l'Ouest (3) - Champion : 1919, 1920 et 1923. - Vice-champion : 1921, 1926, 1927 et 1928. - Coupe interfédérale de l'Ouest (1) - Vainqueur : 1919. - Championnat de Bretagne USFSA (3) - Champion : 1904, 1908 et 1909. - Vice-champion : 1905, 1906, 1907, 1910, 1911, 1912, 1913 et 1914. | Compétitions actuelles - UEFA Youth League - Meilleure performance : huitième de finaliste en 2020. - Championnat de France de National 2 - Vice-champion : 2017. - Championnat de France de National 3 (1) - Champion : 2022. - Vice-champion : 2016. - Coupe Gambardella (4) - Vainqueur : 1973, 2003, 2008 et 2025. - Championnat de France des moins de 19 ans (1) - Champion : 2019. - Championnat de France des moins de 17 ans (1) - Champion : 2018. Compétitions disparues - Championnat de France des réserves professionnelles (2) - Champion : 2004 et 2007. - Vice-champion : 2006. - Championnat de France des 18 ans (1) - Champion : 2007. - Championnat de France des 17 ans (1) - Champion : 2002. - Championnat de France des 15 ans - Vice-champion : 1997. - Coupe nationale des juniors - Finaliste : 1939. - Coupe de France des espoirs (1) - Vainqueur : 1935. |

### Records et distinctions

#### Joueurs et entraîneurs
Dernière mise à jour le 18 août 2024
Le joueur comptant le plus d'apparitions sous le maillot rennais est le défenseur français Yves Boutet, avec 394 matchs disputés. Le meilleur buteur de l'histoire du club est l'attaquant français Jean Grumellon qui a inscrit 154 buts pour les rouge et noir. Le plus jeune joueur à avoir porté la tunique rennaise est Mathys Tel, à 16 ans, 3 mois et 18 jours, le 15 août 2021. Le buteur le plus jeune est le Français Eduardo Camavinga, alors âgé de 17 ans, 1 mois et 5 jours, le 15 décembre 2019 et le buteur le plus âgé est le Français Patrice Rio à 37 ans, 5 mois et 10 jours, le 25 janvier 1986.
| Pos° | Nom                 | Carrière au club        | Ligue 1 | Ligue 2 | Coupe de France | Europe | Autres | Total |
| ---- | ------------------- | ----------------------- | ------- | ------- | --------------- | ------ | ------ | ----- |
| 1    | Yves Boutet         | 1955 - 1967             | 307     | 46      | 30              | 2      | 9      | 394   |
| 2    | Romain Danzé        | 2006 - 2019             | 323     | 0       | 28              | 13     | 12     | 376   |
| 3    | René Cédolin        | 1959 - 1972             | 322     | 0       | 38              | 4      | 3      | 367   |
| 4    | Louis Cardiet       | 1964 - 1973             | 283     | 0       | 39              | 4      | 2      | 328   |
| 5    | François Denis      | 1987 - 1997             | 143     | 145     | 25              | 4      | 7      | 324   |
| 6    | Pierrick Hiard      | 1973 - 1978 1983 - 1991 | 147     | 144     | 32              | 0      | 0      | 323   |
| 7    | Benjamin Bourigeaud | 2017 - 2024             | 241     | 0       | 20              | 43     | 7      | 311   |
| 8    | Robert Hennequin    | 1941 - 1951             | 233     | 0       | 28              | 0      | 14     | 275   |
| 9    | Alain Cosnard       | 1968 - 1975             | 232     | 0       | 26              | 2      | 1      | 261   |
| 10   | Louis Pinat         | 1949 - 1958             | 97      | 132     | 19              | 0      | 9      | 257   |

| Pos° | Nom                 | Carrière au club        | Ligue 1 | Ligue 2 | Coupe de France | Europe | Autres | Total |
| ---- | ------------------- | ----------------------- | ------- | ------- | --------------- | ------ | ------ | ----- |
| 1    | Jean Grumellon      | 1947 - 1952 1954 - 1956 | 107     | 29      | 18              | 0      | 0      | 154   |
| 2    | Daniel Rodighiero   | 1964 - 1970             | 98      | 0       | 26              | 0      | 1      | 125   |
| 3    | Mahi Khennane       | 1956 - 1962             | 73      | 4       | 7               | 0      | 4      | 88    |
| 4    | José Caeiro         | 1953 - 1957             | 0       | 72      | 11              | 0      | 0      | 83    |
| 5    | Giovanni Pellegrini | 1959 - 1967             | 64      | 0       | 13              | 0      | 2      | 79    |
| 6    | Benjamin Bourigeaud | 2017 - 2024             | 52      | 0       | 6               | 5      | 3      | 66    |
| 7    | József Ebner        | 1937 - 1939 1942 - 1944 | 0       | 59      | 6               | 0      | 0      | 65    |
| 8    | Henri Belunza       | 1938 - 1945             | 0       | 27      | 2               | 0      | 29     | 58    |
| 9    | Hervé Guermeur      | 1967 - 1977             | 42      | 7       | 8               | 0      | 0      | 57    |
| 10   | Serge Lenoir        | 1968 - 1972             | 43      | 0       | 11              | 0      | 1      | 55    |

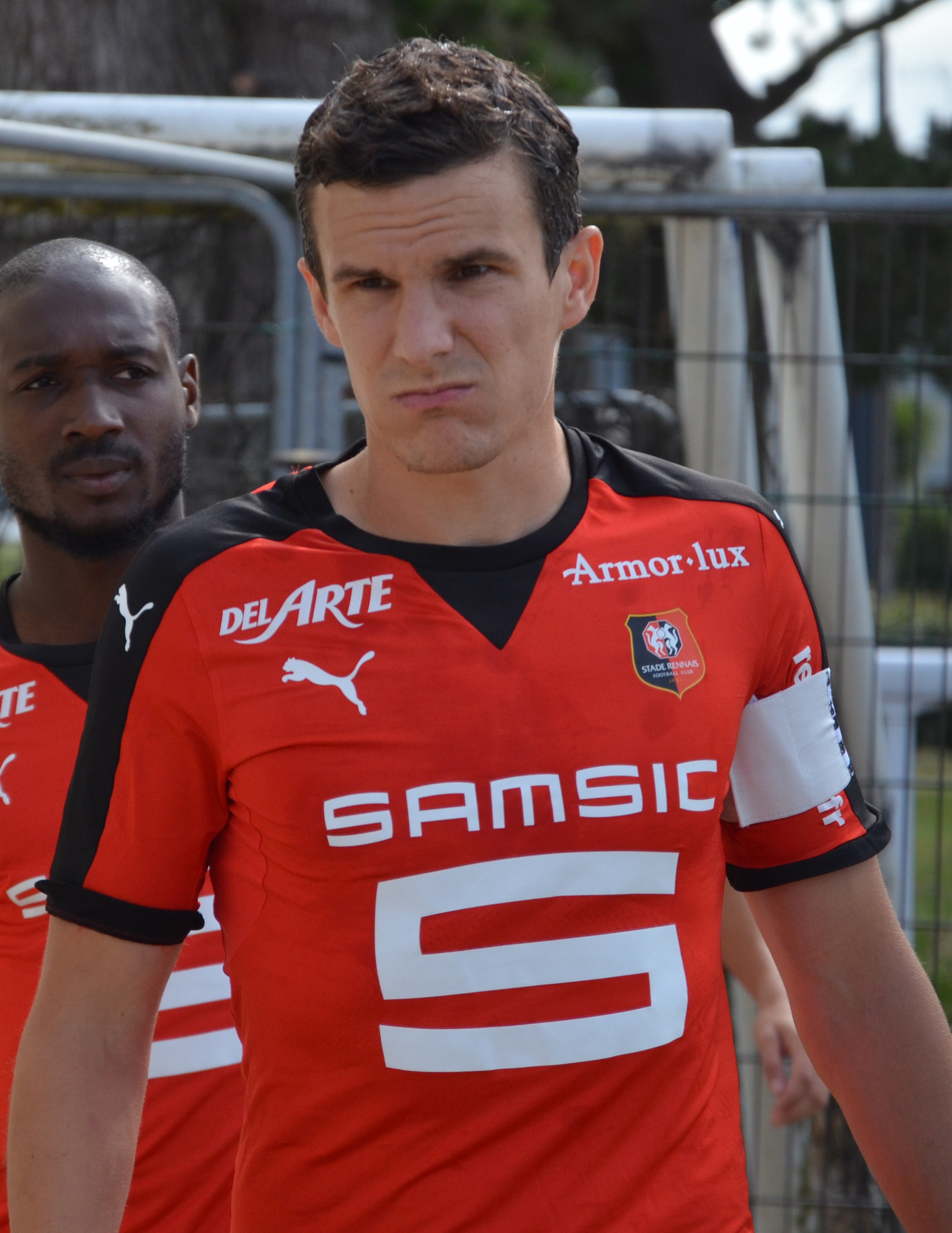
Romain Danzé est le joueur qui a disputé le plus de matchs en Ligue 1 avec le Stade rennais FC (2015).

Le joueur ayant disputé le plus grand nombre de rencontres officielles sous le maillot du Stade rennais FC est le défenseur Yves Boutet : il dispute 394 matchs entre 1955 et 1967. Un autre défenseur, Romain Danzé, détient le record du nombre de matchs disputés en Ligue 1 avec 323 rencontres. 
L'attaquant le plus efficace de l'histoire du club est Jean Grumellon, qui marque un total de 154 buts avec le Stade rennais FC de 1947 à 1952 et de 1954 à 1956, dont 107 buts en Division 1. Il est suivi par Daniel Rodighiero, auteur de 125 buts durant la deuxième moitié des années 1960. 
Quatre joueurs rennais obtiennent le titre de meilleur buteur du Championnat de France : Walter Kaiser en 1933, Jean Grumellon en 1950, Stéphane Guivarc'h en 1997 et Alexander Frei en 2005. Olivier Monterrubio est lui sacré meilleur passeur de Ligue 1 trois saisons de suite, en 2004, 2005 et 2006. Jérôme Leroy obtient lui aussi cette distinction, en 2008.
L'entraîneur ayant dirigé le plus de matchs du Stade rennais FC est Jean Prouff avec un total de 304 rencontres entre 1964 et 1972. Il devance François Pleyer, entraîneur du club entre 1945 et 1952, et qui totalise 266 matchs sur le banc de touche rennais.
Au terme de la saison 1960-1961, l'attaquant Khennane Mahi est récompensé d'une « Étoile d'or » par le magazine France Football, ex æquo avec Pierre Bernard, le désignant comme étant le meilleur joueur de la saison en Division 1. Dix ans plus tard, en 1971, l'entraîneur rennais Jean Prouff est choisi comme entraîneur français de l'année par le même magazine, ex æquo avec Kader Firoud. Jocelyn Gourvennec est lui plébiscité conjointement par France Football et par l'UNFP comme étant le meilleur joueur de l'année en Division 2 en 1994. L'attaquant congolais Shabani Nonda est désigné comme étant le meilleur joueur étranger de Division 1 en 1999. Enfin, le Tchèque Petr Čech reçoit « l'Étoile d'or » du meilleur gardien de Ligue 1 pour la saison 2003-2004,.

#### Championnat
La plus large victoire obtenue par le Stade rennais FC en Division 1 est acquise à domicile face au Cercle athlétique de Paris le 15 octobre 1933 sur le score de 8-2. À l'extérieur, le score record de 6-1 est atteint à deux reprises, le 22 août 1948 sur le terrain du FC Metz et le 17 mars 2001 sur celui de l'EA Guingamp. Le 26 octobre 2013, le Stade rennais FC gagne 5-0 sur le terrain du Toulouse FC.
Le score de 1-9, qui constitue la plus large défaite du Stade rennais FC en Division 1, est concédée par deux fois lors de matchs à l'extérieur lors de la même année 1951, le 2 septembre contre le Lille OSC, et le 18 novembre sur la pelouse du FC Nancy. Lors de rencontres à domicile, la plus grosse défaite rennaise est concédée le 18 mai 1947 face au RC Strasbourg (1-6).
En 2008-2009, le Stade rennais FC réalise une série de dix-huit matchs de Ligue 1 consécutifs sans défaite. Cette série est la dixième meilleure de toute l'histoire du championnat, loin cependant derrière celle du FC Nantes en 1994-1995 (trente-deux matchs consécutifs sans défaite). En 2005-2006, le club établit également son record de victoires consécutives en Ligue 1, avec huit succès d'affilée, à trois unités du record détenu par le FC Girondins de Bordeaux (onze victoires consécutives).

#### Transferts
Le 1er septembre 2022 est conclue l'arrivée la plus onéreuse de l'histoire du Stade rennais FC. En effet, le recrutement le plus cher est à l'actif de l'attaquant franco-algérien, Amine Gouiri dont l'indemnité de transfert atteint les 28 M€, en provenance de l'OGC Nice. Il est suivi par le belge Jérémy Doku (26 M€) et le brésilien, Lucas Severino (21,3 M€).
À l'inverse, le 24 août 2023 est conclue la vente la plus importante perçue par le club à l'occasion du départ de l'ailier belge, Jérémy Doku à Manchester City pour une somme de 60 M€. Il est suivi par les français, Désiré Doué (50 M€) et Ousmane Dembélé (35 M€).
| Arrivées |       |                    |         |                     |
| Rang     | Année | Joueur             | Montant | Provenance          |
| 1er      | 2022  | Amine Gouiri       | 28 M€   | OGC Nice            |
| 2e       | 2020  | Jérémy Doku        | 26 M€   | RSC Anderlecht      |
| 3e       | 2000  | Lucas Severino     | 21,3 M€ | Athletico-PR        |
| 4e       | 2019  | Raphinha           | 21 M€   | Sporting CP         |
| 5e       | 2025  | Seko Fofana        | 20 M€   | Al-Nassr FC         |
| 6e       | 2023  | Enzo Le Fée        | 20 M€   | FC Lorient          |
| 7e       | 2022  | Arnaud Kalimuendo  | 20 M€   | Paris Saint-Germain |
| 8e       | 2022  | Arthur Theate      | 19 M€   | Bologne FC          |
| 9e       | 2021  | Loïc Badé          | 17 M€   | RC Lens             |
| 10e      | 2021  | Kamaldeen Sulemana | 17 M€   | FC Nordsjælland     |
| 11e      | 2017  | Ismaïla Sarr       | 17 M€   | FC Metz             |

| Départs |       |                    |         |                     |
| Rang    | Année | Joueur             | Montant | Destination         |
| 1er     | 2023  | Jérémy Doku        | 60 M€   | Manchester City     |
| 2e      | 2024  | Désiré Doué        | 50 M€   | Paris Saint-Germain |
| 3e      | 2016  | Ousmane Dembélé    | 35 M€   | Borussia Dortmund   |
| 4e      | 2022  | Nayef Aguerd       | 35 M€   | West Ham United     |
| 5e      | 2021  | Eduardo Camavinga  | 31 M€   | Real Madrid         |
| 6e      | 2019  | Ismaïla Sarr       | 30 M€   | Watford FC          |
| 6e      | 2025  | Arnaud Kalimuendo  | 30 M€   | Nottingham Forest   |
| 8e      | 2023  | Lesley Ugochukwu   | 27 M€   | Chelsea FC          |
| 9e      | 2023  | Kamaldeen Sulemana | 25 M€   | Southampton FC      |
| 9e      | 2023  | Lovro Majer        | 25 M€   | VfL Wolfsburg       |
| 10e     | 2020  | Édouard Mendy      | 24 M€   | Chelsea FC          |

## Personnalités du club

### Présidents

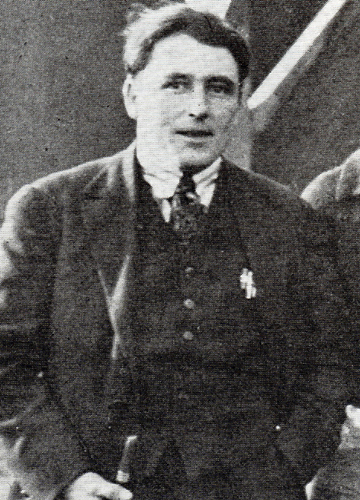
La présidence d'Isidore Odorico marque l'histoire du club dans les années 1920 et 1930.

Le président actuel du Stade rennais FC, Arnaud Pouille, est le trente-neuvième président successif du club depuis la nomination du premier président, M. Duchesne, en mars 1901. Entre cette date et le 23 mai 1972, lorsque la section football prend son indépendance de la structure omnisports, le président dirige l'ensemble des sections du Stade rennais puis du Stade rennais UC. Joseph Dault, conseiller municipal à la ville de Rennes, est le premier président du Stade rennais FC en 1972. Trois présidents occupent la fonction à deux reprises sur deux périodes distinctes. Ernest Folliard de 1909 à 1916 puis en 1928-1929, Jean-Raphaël Soucaret en 1987 puis entre 1988 et 1990, et Frédéric de Saint-Sernin de 2006 à 2010 puis de 2012 à 2014. Quant à René Ruello, il occupe le poste à trois reprises, dans les années 1990 puis entre 2000 et 2002 et enfin entre mai 2014 et novembre 2017.
Louis Girard est le président qui reste le plus longtemps en poste, sur une période de quinze ans entre 1954 et 1969. Sa période de présidence est marquée par une modernisation des infrastructures du club, en particulier du Parc des sports de la route de Lorient, et par la victoire en Coupe de France de 1965. Il démissionne en juillet 1969 alors que le Stade rennais FC est en proie à de gros problèmes financiers.
Avant la Seconde Guerre mondiale, deux dirigeants marquent l'histoire du club. En 1918, Ernest Folliard est l'un des éléments moteur de la création de la Ligue de l'Ouest de football association (LOFA), qui supplante rapidement le comité régional de l'USFSA. Il en devient le premier président, fonction occupée jusqu'en 1927. Quelques années plus tôt, c'est également à son initiative que le club emménage au Parc des sports de la route de Lorient. Ancien joueur du club et mosaïste renommé, Isidore Odorico en devient l'un des dirigeants dès 1925. Il n'accède à la présidence que huit ans plus tard, mais son influence devient rapidement telle qu'il est à l'époque considéré comme le premier dirigeant du club, sans en porter le titre. Avant-gardiste, Odorico est avec Georges Bayrou et Emmanuel Gambardella l'un des principaux acteurs de l'instauration du professionnalisme en France en 1932.

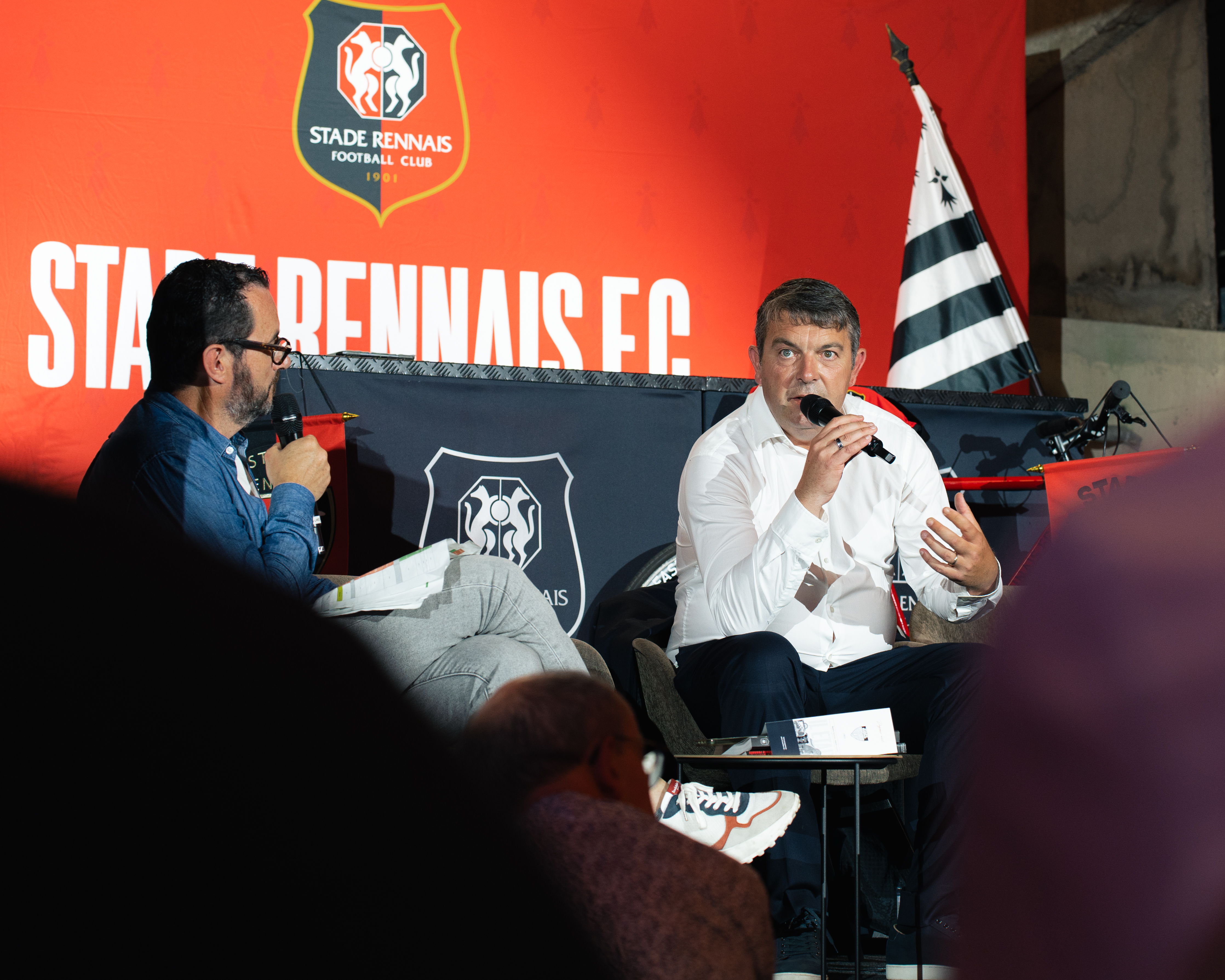
Arnaud Pouille, actuel président exécutif du Stade rennais FC, en discussion avec des supporters au Roazhon Park, le 28 juin 2025.

Nombre de présidents du club sont hommes d'affaires ou issus du monde politique. Jean Rohou, sous la présidence duquel le club remporte la Coupe de France 1971, est ainsi entrepreneur, maire de Carhaix-Plouguer et conseiller général du Finistère, tandis que Frédéric de Saint-Sernin est un ancien député et conseiller de Jacques Chirac. Le sponsoring joue également un rôle dans la désignation des dirigeants du club : à la fin des années 1980, Jean-Raphaël Soucaret, président-directeur général de Pfizer, principal sponsor du club, accède à la présidence. Entre 1998 et 2014, la prise de contrôle d'Artémis influence largement la nomination des présidents du club. Pierre Blayau est un ancien président du directoire de PPR, Emmanuel Cueff, directeur général adjoint d'Artémis, dirige en parallèle le magazine Le Point, Frédéric de Saint-Sernin occupe le poste de directeur des relations publiques de PPR, alors que Patrick Le Lay, ancien président-directeur général de TF1, est un ami de François Pinault. En mai 2014, néanmoins, l'influence d'Artémis est atténuée par l'entrée au capital du club de René Ruello, qui redevient président du Stade rennais FC. Il est remplacé le 3 novembre 2017 par Olivier Létang, auparavant directeur sportif du Paris Saint-Germain. Le 18 mars 2020, Nicolas Holveck est nommé président exécutif et directeur général du Stade rennais FC et remplace Jacques Delanoë qui était en intérim depuis le départ d'Olivier Létang le 7 février 2020. Il est secondé par Florian Maurice, directeur technique du club depuis le 29 mai 2020. Ce dernier a la responsabilité de l’ensemble de la politique sportive du club, de la formation à l’équipe professionnelle. Le 24 mai 2022, Olivier Cloarec est nommé président exécutif et directeur général du Stade rennais FC à la suite du retrait de Nicolas Holveck à cause de sa maladie. Le 4 octobre 2024, Arnaud Pouille est nommé président du club breton. 
Sauf indication contraire, les périodes indiquées dans le tableau suivant commencent et se terminent respectivement en début et fin de saison.
| Rang | Nom                 | Période               |
| ---- | ------------------- | --------------------- |
| 1    | M. Duchesne         | mars 1901 - déc. 1902 |
| 2    | M. Delacour         | déc. 1902 - nov. 1906 |
| 3    | M. Sexer            | nov. 1906-nov. 1909   |
| 4    | Ernest Folliard     | nov. 1909 - 1916      |
| 5    | Alfred Deleusme     | 1916 - mars 1921      |
| 6    | André Sordet        | mars 1921 - 1923      |
| 7    | Émile Grimoux       | 1923 - avril 1928     |
| 8    | Ernest Folliard (2) | avril 1928 - 1929     |
| 9    | Maurice Baudet      | 1929 - mars 1933      |
| 10   | Isidore Odorico     | mars 1933 - 1938      |
| 11   | Marcel Landgren     | 1938 - juin 1943      |
| 12   | Marcel Cormier      | juin - août 1943      |
| 13   | Jean-Pierre Huchet  | août 1943 - 1944      |
| 14   | Georges Jullien     | 1944 - 1946           |
| 15   | Marcel Delisle      | 1946 - sept. 1952     |
| 16   | Félix Florio        | sept. 1952 - 1954     |
| 17   | Louis Girard        | 1954 - juil. 1969     |
| 18   | Francis Bernard     | juil. - nov. 1969     |
| 19   | Jean Rohou          | nov. 1969 - 1972      |
| 20   | Joseph Dault        | 1972 - oct. 1973      |

| Rang | Nom                          | Période               |
| ---- | ---------------------------- | --------------------- |
| 21   | Bernard Lemoux               | 1973 - 1977           |
| 22   | Alfred Houget                | 1977 - 1979           |
| 23   | Gérard Dimier                | 1979 - jan. 1987      |
| 24   | Jean-Raphaël Soucaret        | jan. - nov. 1987      |
| 25   | Gérard Duval                 | nov. 1987 - mars 1988 |
| 26   | Jean-Raphaël Soucaret (2)    | mars 1988 - oct. 1990 |
| 27   | René Ruello                  | oct. 1990 - 1998      |
| 28   | Pierre Blayau                | 1998 - oct. 2000      |
| 29   | René Ruello (2)              | oct. 2000 - 2002      |
| 30   | Emmanuel Cueff               | 2002 - déc. 2006      |
| 31   | Frédéric de Saint-Sernin     | déc. 2006 - 2010      |
| 32   | Patrick Le Lay               | 2010 - 2012           |
| 33   | Frédéric de Saint-Sernin (2) | 2012 - 2014           |
| 34   | René Ruello (3)              | 2014 - nov. 2017      |
| 35   | Olivier Létang               | nov. 2017 - fév. 2020 |
| 36   | Jacques Delanoë (intérim)    | fév. 2020 - mars 2020 |
| 37   | Nicolas Holveck              | mars 2020 - mai 2022  |
| 38   | Olivier Cloarec              | mai 2022 - sept. 2024 |
| 39   | Arnaud Pouille               | sept. 2024 -          |

### Entraîneurs

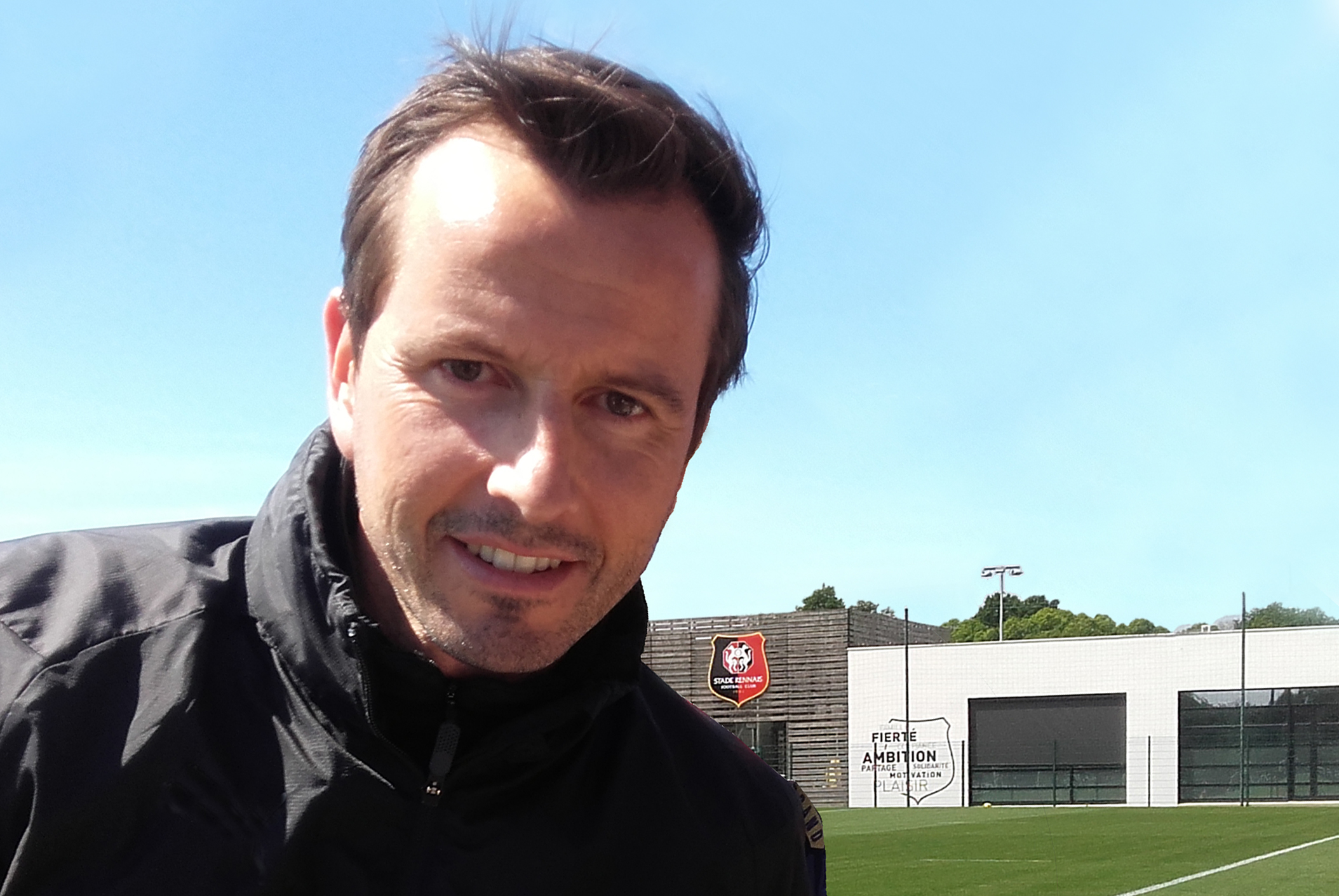
Julien Stéphan, ici photographié lors de son premier passage au club en 2019, est celui qui ramène la troisième victoire en Coupe de France.

Depuis 1907, quarante-et-un entraîneurs, dont trente-huit différents, se sont succédé à la tête du Stade rennais FC. Occupée de façon épisodique jusqu'en 1932, la fonction devient alors récurrente. Depuis cette date, les entraîneurs occupent leur poste en moyenne pendant près de deux ans et demi. Les années 2000 sont celles où l'instabilité est la plus forte, puisque quinze techniciens se succèdent de Paul Le Guen à Bruno Genesio.
L'entraîneur le plus titré avec le Stade rennais FC est Jean Prouff, sous la direction duquel sont gagnées les deux Coupes de France remportées par le club en 1965 et 1971. En 2001, il est désigné « entraîneur du siècle » par le Stade rennais FC. Les deux titres de champion de France de deuxième division remportés par le club en 1956 et 1983 le sont sous les directions respectives de Henri Guérin et Jean Vincent. Guérin, entraîneur du club entre 1955 et 1961, devient par la suite sélectionneur de l'équipe de France de football, qu'il conduit à la Coupe du monde 1966. Enfin, la troisième Coupe de France remportée en 2019 l'est sous la direction d'un jeune entraîneur natif de Rennes, Julien Stéphan. 

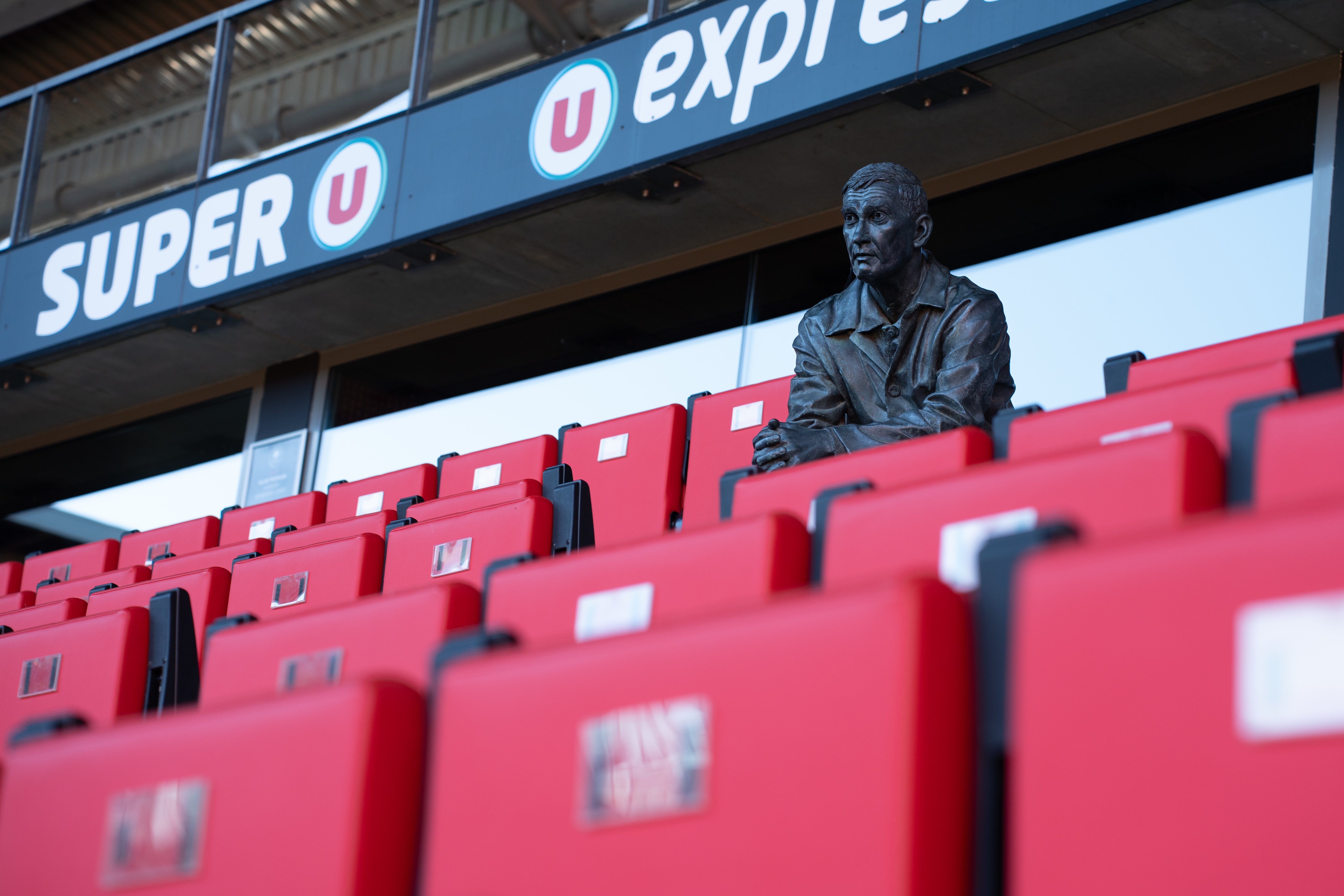
Statue en bronze rendant hommage à Jean Prouff, emblématique entraîneur du Stade rennais FC, érigée de façon permanente dans l'enceinte du Roazhon Park (tribune Super U, rang 26).

Jean Batmale est l'entraîneur ayant dirigé le Stade rennais FC pendant le plus grand nombre de saisons, huit au total, mais sur deux périodes distinctes. François Pleyer et Jean Prouff détiennent quant à eux le record de saisons consécutives à la tête de l'effectif professionnel, avec sept unités chacun. À l'inverse, le record de la plus courte présence est détenu par Philippe Bizeul, intérimaire à la suite de la démission de Julien Stéphan, qui ne dirige l'équipe première que durant une rencontre en 2021. Même cas de figure pour Sébastien Tambouret, lui aussi intérimaire pendant seulement une rencontre après le licenciement Julien Stéphan en 2024.
Parmi les entraîneurs du club, neuf sont de nationalité étrangère. Il faut attendre 1936 pour que le club se dote de son premier entraîneur français, ses prédécesseurs étant tous britanniques ou originaires d'Europe de l'Est. Dans les années 1950, l'Espagnol Salvador Artigas est également nommé entraîneur, mais il faut attendre le début des années 2000 pour que le Bosnien Vahid Halilhodžić puis le Roumain László Bölöni rajoutent leur nom à cette liste. En novembre 2024, l'Argentin Jorge Sampaoli devient le premier entraîneur non-européen du club. Son successeur, le Sénégalais Habib Beye, en est le deuxième. De 1933 à 1982, l'ensemble des entraîneurs du club ont pour point commun d'avoir disputé comme joueur des matchs pour le Stade rennais FC. Cette tendance s'atténue fortement par la suite : parmi les treize derniers entraîneurs du club, seuls Christian Gourcuff et Guy Lacombe ont le statut d'anciens joueurs du Stade rennais FC.
| Rang | Nom                             | Période           |
| ---- | ------------------------------- | ----------------- |
| 1    | Arthur Griffith (entr.-joueur)  | 1907 - 1909       |
| 2    | George Scoones (entr.-joueur)   | ≈1920 - 1922      |
| 3    | Trojanek                        | 1930 - 1931       |
| 4    | Kalman Szekany                  | 1932 - 1933       |
| 5    | Philip McCloy (entr.-joueur)    | sept. 1933        |
| 6    | Josef Schneider (entr.-joueur)  | sept. 1933 - 1936 |
| 7    | Jean Batmale                    | 1936 - 1941       |
| 8    | Louis Bonneville                | 1941 - 1942       |
| 9    | Jean Batmale (2)                | 1942 - 1945       |
| 10   | François Pleyer (entr.-joueur)  | 1945 - 1952       |
| 11   | Salvador Artigas (entr.-joueur) | 1952 - 1955       |
| 12   | Henri Guérin (entr.-joueur)     | 1955 - 1961       |
| 13   | Antoine Cuissard                | 1961 - 1964       |
| 14   | Jean Prouff                     | 1964 - 1972       |
| 15   | René Cédolin                    | 1972 - fév. 1975  |
| 16   | Frédo Garel (intérim)           | fév. - mars 1975  |

| Rang | Nom                  | Période               |
| ---- | -------------------- | --------------------- |
| 17   | Antoine Cuissard (2) | mars 1975 - 1976      |
| 18   | Claude Dubaële       | 1976 - jan. 1978      |
| 19   | Alain Jubert         | jan. 1978 - 1979      |
| 20   | Pierre Garcia        | 1979 - 1982           |
| 21   | Jean Vincent         | 1982 - 1984           |
| 22   | Pierre Mosca         | 1984 - déc. 1986      |
| 23   | Patrick Rampillon    | déc. 1986 - 1987      |
| 24   | Raymond Keruzoré     | 1987 - 1991           |
| 25   | Didier Notheaux      | 1991 - 1993           |
| 26   | Michel Le Milinaire  | 1993 - 1996           |
| 27   | Yves Colleu          | 1996 - 1997           |
| 28   | Guy David            | 1997 - 1998           |
| 29   | Paul Le Guen         | 1998 - 2001           |
| 30   | Christian Gourcuff   | 2001 - mai 2002       |
| 31   | Philippe Bergeroo    | mai 2002 - oct. 2002  |
| 32   | Vahid Halilhodžić    | oct. 2002 - juin 2003 |

| Rang | Nom                           | Période                |
| ---- | ----------------------------- | ---------------------- |
| 33   | László Bölöni                 | juin 2003 - juin 2006  |
| 34   | Pierre Dréossi                | juin 2006 - déc. 2007  |
| 35   | Guy Lacombe                   | déc. 2007 - mai 2009   |
| 36   | Frédéric Antonetti            | juin. 2009 - mai 2013  |
| 37   | Philippe Montanier            | mai 2013 - jan. 2016   |
| 38   | Rolland Courbis               | jan. 2016 - mai 2016   |
| 39   | Christian Gourcuff (2)        | mai 2016 - nov. 2017   |
| 40   | Sabri Lamouchi                | nov. 2017 - déc. 2018  |
| 41   | Julien Stéphan                | déc. 2018 - mars 2021  |
| 42   | Philippe Bizeul (intérim)     | mars 2021              |
| 43   | Bruno Genesio                 | mars 2021 - nov. 2023  |
| 44   | Julien Stéphan (2)            | nov. 2023 - nov. 2024  |
| 45   | Sébastien Tambouret (intérim) | nov. 2024              |
| 46   | Jorge Sampaoli                | nov. 2024 - janv. 2025 |
| 47   | Habib Beye                    | janv. 2025 -           |

### Joueurs

#### Équipe du centenaire
| \| Hiard Cardiet Boutet Cédolin Cosnard Loncle Ascencio Pokou Grumellon Rodighiero Kaiser \| L'équipe du centenaire selon le quotidien Ouest-France. |
| Hiard Cardiet Boutet Cédolin Cosnard Loncle Ascencio Pokou Grumellon Rodighiero Kaiser                                                               |

En 2001, à l'occasion du centenaire du club, le quotidien Ouest-France désigne une « équipe du siècle », présentant les meilleurs joueurs des cent premières années du Stade rennais FC.
Cette équipe comporte une majorité de joueurs ayant brillé lors des deux victoires en Coupe de France de 1965 et 1971. Les deux joueurs ayant remporté les deux titres, les défenseurs Louis Cardiet et René Cédolin, en font partie. Parmi les vainqueurs de 1965, sont également présents le défenseur Yves Boutet, les milieux de terrain Marcel Loncle et André Ascencio, et l'attaquant Daniel Rodighiero. Le latéral droit Alain Cosnard, vainqueur en 1971, complète la défense. Outre Rodighiero, l'attaque est formée par deux joueurs sacrés meilleurs buteurs du championnat de France, Walter Kaiser et Jean Grumellon, ainsi que par l'Ivoirien Laurent Pokou, régulièrement désigné comme le meilleur joueur de l'histoire du club,,. Enfin, le poste de gardien de but est occupé par Pierrick Hiard, international formé au club, qui y réalise l'essentiel de sa carrière sportive entre 1973 et 1991 avant d'intégrer l'encadrement technique.
Plusieurs remplaçants sont également désignés : le milieu de terrain Raymond Keruzoré et le gardien de but Marcel Aubour, vainqueurs de la Coupe de France en 1971 ; l'attaquant Khennane Mahi, élu meilleur joueur du championnat de France par France Football en 1961 ; le défenseur François Pleyer, finaliste de la Coupe de France en 1935 ; l'attaquant yougoslave Silvester Takač, auteur de quarante-trois buts en deux ans et demi dans les années 1960 ; le défenseur Jean-Claude Lavaud, vainqueur de la Coupe de France en 1965 ; l'attaquant Shabani Nonda, fer de lance du club à la fin des années 1990 ; et enfin le milieu de terrain international Patrick Delamontagne, qui débute au club en 1974 et y prend sa retraite sportive dix-sept ans plus tard.

#### Joueurs en équipe de France

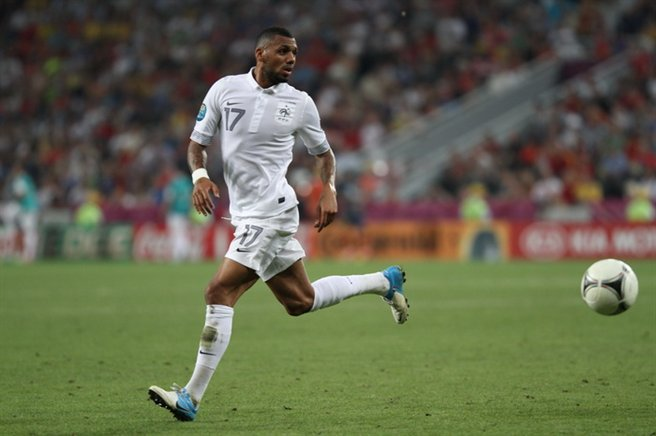
Yann M'Vila est le joueur ayant obtenu le plus grand nombre de sélections sous les couleurs rennaises.

Vingt-sept joueurs ont porté le maillot de l'équipe de France de football alors qu'ils évoluaient au Stade rennais FC, pour un total de 89 sélections. Le premier d'entre eux est le milieu de terrain François Hugues en 1922. Il totalise vingt-quatre sélections durant sa carrière, dont deux honorées lors de son unique saison au club. Le joueur qui totalise le plus de sélections en évoluant au Stade rennais FC est le milieu de terrain Yann M'Vila, avec vingt-deux sélections. Suivent dans ce classement Jean Prouff, avec treize matchs sur un total de dix-sept capes, qui est le capitaine de l'équipe de France lors de trois de ses quatre dernières sélections, honorées alors qu'il évolue au Stade de Reims, et l'attaquant Jean Grumellon, dont les dix sélections sont toutes obtenues pendant sa carrière rennaise.
Six des vingt joueurs concernés sont sélectionnés dans les années 1920 et 1930. Huit autres le sont dans une période allant de 1958 à 1970. Il faut alors attendre trente ans pour que Robert Rico, dernier joueur sélectionné en date, trouve un successeur en la personne de Bernard Lama, qui honore sa quarante-quatrième et dernière sélection alors qu'il vient de rejoindre le Stade rennais FC en septembre 2000. Huit ans plus tard, Rod Fanni puis Jimmy Briand portent à leur tour le maillot de l'équipe de France en match officiel. Ils sont rejoints en 2010 par Yann M'Vila, lequel devient le premier joueur rennais à participer avec les Bleus à une phase finale de grande compétition internationale lors de l'Euro 2012, puis par Paul-Georges Ntep et par Benoît Costil, lequel participe à son tour à l'Euro 2016.
Le tableau suivant donne la liste actualisée au 23 mars 2025 des joueurs du Stade rennais FC en équipe de France, le nombre de sélections, de but et la période correspondante, ainsi que le nombre total de sélections et de but en incluant les périodes où le joueur était dans un autre club. Les joueurs dont la carrière internationale est toujours en cours sont indiqués en caractères gras.
| Joueur            | Période   | Sélections | But | Période (total) | Sél. (total) | But (total) |
| ----------------- | --------- | ---------- | --- | --------------- | ------------ | ----------- |
| Yann M'Vila       | 2010-2012 | 22         | 1   | 2010-2012       | 22           | 1           |
| Jean Prouff       | 1946-1948 | 13         | 1   | 1946-1949       | 17           | 1           |
| Yvon Goujon       | 1962-1963 | 6          | 2   | 1960-1963       | 11           | 6           |
| Louis Cardiet     | 1965-1967 | 6          | 0   | 1965-1967       | 6            | 0           |
| Steven Nzonzi     | 2020-2021 | 6          | 0   | 2017-2020       | 20           | 0           |
| Jean Grumellon    | 1949-1952 | 5          | 1   | 1949-1952       | 10           | 5           |
| Rod Fanni         | 2008-2010 | 5          | 0   | 2008-2010       | 5            | 0           |
| Henri Guérin      | 1948-1949 | 3          | 0   | 1948-1949       | 3            | 0           |
| Jimmy Briand      | 2008      | 3          | 0   | 2008-2012       | 5            | 0           |
| Eduardo Camavinga | 2020      | 3          | 1   | 2020-           | 26           | 1           |
| François Hugues   | 1922      | 2          | 0   | 1919-1927       | 24           | 1           |
| Jean Batmale      | 1924      | 2          | 0   | 1920-1924       | 6            | 0           |
| Khennane Mahi     | 1961      | 2          | 0   | 1961            | 2            | 0           |
| Marcel Loncle     | 1965      | 2          | 0   | 1965            | 2            | 0           |

| Joueur             | Période | Sélections | But | Période (total) | Sél. (total) | But (total) |
| ------------------ | ------- | ---------- | --- | --------------- | ------------ | ----------- |
| Daniel Rodighiero  | 1965    | 2          | 0   | 1965            | 2            | 0           |
| Paul-Georges Ntep  | 2015    | 2          | 0   | 2015            | 2            | 0           |
| Charles Berthelot  | 1923    | 1          | 0   | 1923            | 1            | 0           |
| Hervé Marc         | 1930    | 1          | 0   | 1930            | 1            | 0           |
| Adolphe Touffait   | 1932    | 1          | 0   | 1932            | 1            | 0           |
| Georges Rose       | 1934    | 1          | 0   | 1934            | 1            | 0           |
| Stanislas Dombeck  | 1958    | 1          | 0   | 1958            | 1            | 0           |
| Jean-Claude Lavaud | 1967    | 1          | 0   | 1967            | 1            | 0           |
| Robert Rico        | 1970    | 1          | 0   | 1970            | 1            | 0           |
| Bernard Lama       | 2000    | 1          | 0   | 1993-2000       | 44           | 0           |
| Benoît Costil      | 2016    | 1          | 0   | 2016            | 1            | 0           |
| Adrien Truffert    | 2022-   | 1          | 0   | 2022-           | 1            | 0           |
| Steve Mandanda     | 2022    | 1          | 0   | 2008-2022       | 35           | 0           |
| Total              | Total   | 95         | 6   | -               | 241          | 15          |

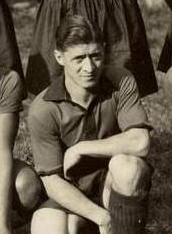
Lucien Laurent, premier buteur de l'histoire de la Coupe du monde, évolue au club entre 1936 et 1937.

D'autres joueurs fréquentent l'équipe de France avant ou après leur passage au Stade rennais FC. Le premier est Joseph Verlet, qui évolue au club de 1911 à 1919, et qui fait partie de la première équipe de France de l'histoire le 1er mai 1904 à Bruxelles. Entre 1936 et 1937, le premier buteur de l'histoire de la Coupe du monde, Lucien Laurent, évolue lui aussi au Stade rennais UC. Le joueur passé au club ayant obtenu le plus de capes internationales est Sylvain Wiltord, sélectionné à 92 reprises entre 1999 et 2006. Formé au club, il est sacré champion d'Europe en 2000 et est finaliste de la Coupe du monde 2006. Six autres joueurs passés par le Stade rennais FC disputent plus de vingt-cinq matchs avec les Bleus : Ousmane Dembélé (55 sélections, depuis 2016), formé au club ; Mikaël Silvestre (40 sélections, de 2001 à 2006), également formé au club ; Jocelyn Angloma (37 sélections, de 1990 à 1996), dont le Stade rennais FC est le premier club professionnel ; Yannick Stopyra (33 sélections, de 1980 à 1988) ; Yoann Gourcuff (31 sélections, de 2008 à 2013),, lui aussi formé au Stade rennais FC ; et enfin Antoine Cuissard (27 sélections, de 1946 à 1954), qui rejoint ensuite le club.

#### Politique de recrutement
Dans son ouvrage Dictionnaire des footballeurs étrangers du championnat professionnel français (1932-1997), Marc Barreaud traite de l'origine des joueurs évoluant dans trois clubs français entre 1945 et 1992. Dans son étude, il attribue au Stade rennais FC une position intermédiaire, mélange d'identité régionale forte et d'ouverture vers l'extérieur, à mi-chemin entre l'ancrage régional d'un club comme Sedan et le cosmopolitisme du Paris Saint-Germain. 32 % des joueurs évoluant au club durant cette période sont ainsi nés en région Bretagne, 44 % dans d'autres régions de France (y compris les DOM-TOM), et 24 % à l'étranger.
Dès les années 1920, le Stade rennais UC fait le choix de l'ouverture à des joueurs venus d'horizons divers. En 1921, cinq joueurs venus de clubs parisiens sont ainsi recrutés simultanément, dont les internationaux François Hugues et Maurice Gastiger. Quelques années plus tard, sous l'impulsion d'Isidore Odorico, ce sont de nombreux joueurs issus de pays d'Europe de l'Est qui intègrent le club. En octobre 1929, Adolphe Touffait est chargé de se rendre à Prague pour y recruter plusieurs joueurs afin de renforcer l'équipe. C'est ainsi que signe au Stade rennais UC le milieu de terrain Jaroslav Bouček, qui dispute par la suite les coupes du monde 1934 et 1938, cette dernière comme capitaine de l'équipe de Tchécoslovaquie. D'autres joueurs, hongrois ou autrichiens suivent cet exemple. Recruté à Vienne en 1933, Franz Pleyer est naturalisé français sous le nom de François Pleyer en décembre 1936, et fait l'ensemble de sa carrière au club aussi bien comme joueur que comme entraîneur, recruteur ou secrétaire.
Pour autant, la base du Stade rennais FC reste longtemps régionale. Le statut de ville universitaire de Rennes y joue un rôle notable, permettant d'attirer de jeunes joueurs de tout le Grand Ouest, d'autant que le club est longtemps le seul de la région à avoir un statut professionnel et l'expérience de la Division 1. Nombreux sont alors les exemples de joueurs venus à Rennes allier études et pratique du football, comme André Le Menn (étudiant en odontologie), Raymond Keruzoré (chimie) ou Philippe Redon (pharmacie). Ce pouvoir d'attraction estudiantin ne se limite cependant pas aux joueurs bretons. En 1930, c'est lors d'un match international universitaire qu'Adolphe Touffait, joueur au club et étudiant en droit, convainc l'attaquant allemand Walter Kaiser de venir étudier le français à Rennes, et de lui faire intégrer le Stade rennais FC par la même occasion.

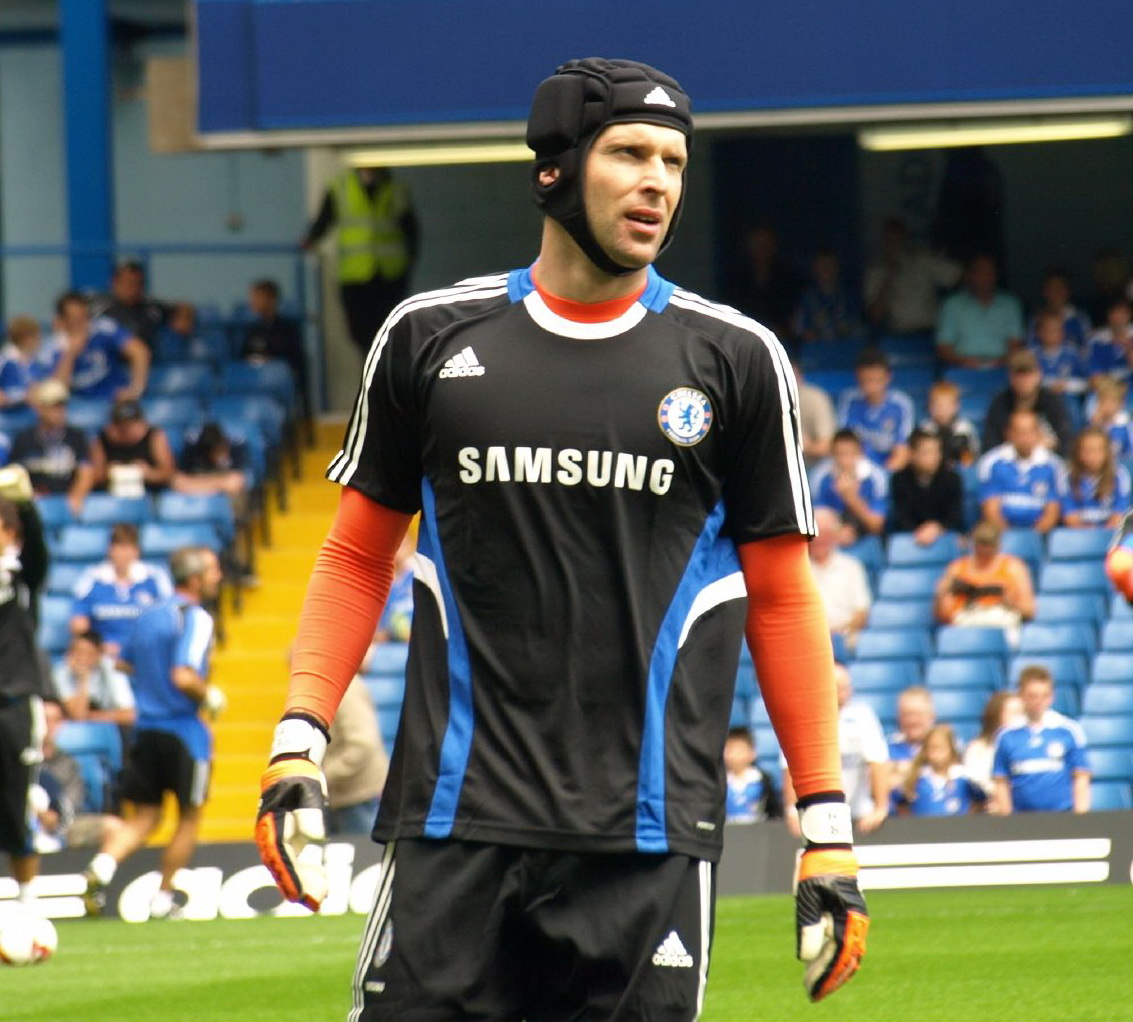
Pour le gardien de but Petr Čech, le Stade rennais FC est un tremplin qui lui permet de signer au Chelsea FC en 2004.

La présence étrangère connaît un frein important au Stade rennais FC à partir de 1955, interdiction étant faite aux clubs français de recruter des joueurs étrangers. En 1965, l'ensemble des joueurs de l'effectif qui remporte la Coupe de France sont ainsi de nationalité française. Cette interdiction levée en 1966, comme beaucoup de clubs français, le Stade rennais FC recrute de nombreux joueurs yougoslaves comme Silvester Takač ou Velimir Naumović, mais aussi africains, comme Laurent Pokou. À compter de l'application de l'arrêt Bosman en 1996, cette présence étrangère explose, dans la foulée de ce qui se fait ailleurs en France. Lors de la saison 2009-2010, le Stade rennais FC compte ainsi dans son effectif professionnel des joueurs issus de quatre continents différents. En parallèle, la perspective de bâtir une équipe à forte coloration régionale revient de façon récurrente sans se concrétiser réellement. Lors de sa première saison comme président du club, Louis Girard annonce en 1955 son intention de bâtir une équipe professionnelle composée essentiellement de joueurs bretons. Un discours sensiblement identique est tenu en 1973, sous la présidence de Joseph Dault, puis à l'arrivée de François Pinault comme propriétaire du club en 1998,.
En 2000, le soutien financier de PPR se matérialise par une politique de recrutement onéreuse. De nombreux joueurs sud-américains, comme Severino Lucas, Mario Turdó, Vander ou Luís Fabiano sont alors engagés, sans qu'aucun ne s'impose véritablement. Par la suite, le recrutement de joueurs étrangers devient plus sage et se porte sur des jeunes en quête d'un tremplin vers des clubs plus prestigieux. C'est le cas notamment du gardien Petr Čech, du milieu de terrain Kim Källström ou des attaquants Alexander Frei et Asamoah Gyan. La présence de joueurs bretons devient quant à elle principalement le fait du centre de formation.

#### Numéro retiré

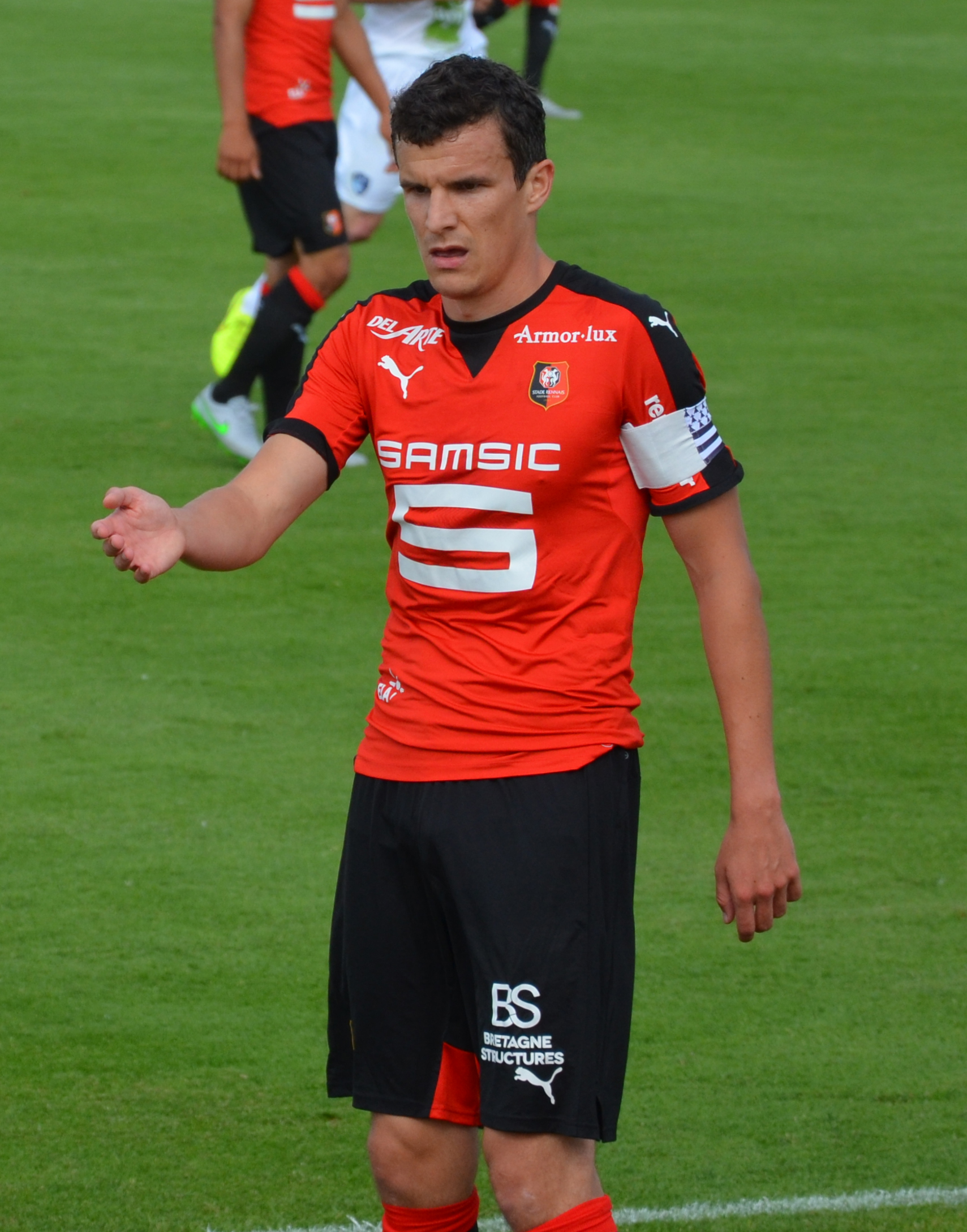
Romain Danzé, 2e capitaine le plus capé du club derrière Yves Boutet (2015).

| Num. | Nom          | Poste     | Début           | Fin         |
| 29   | Romain Danzé | Défenseur | 24 octobre 2006 | 19 mai 2018 |

#### Capitaine du club
| Années    | Nom                  | Poste     | Premier match     | Dernier match     | Apparitions | Buts |
| --------- | -------------------- | --------- | ----------------- | ----------------- | ----------- | ---- |
| 1958-1959 | Antoine Cuissard     | Milieu    | 17 août 1958      | 5 avril 1959      | 131         | 54   |
| 1959      | André Le Menn        | Défenseur | 12 avril 1959     | 31 mai 1959       | 66          | 0    |
| 1959-1967 | Yves Boutet          | Défenseur | 16 août 1959      | 10 juin 1967      | 394         | 1    |
| 1967-1970 | René Cédolin         | Défenseur | 19 août 1967      | 17 juin 1970      | 367         | 1    |
| 1970-1973 | Louis Cardiet        | Défenseur | 12 août 1970      | 2 juin 1973       | 328         | 3    |
| 1973      | Réginald Dortomb     | Milieu    | 7 août 1973       | 23 décembre 1973  | 65          | 7    |
| 1974-1975 | Loïc Kerbiriou       | Défenseur | 8 janvier 1974    | 7 mars 1975       | 98          | 0    |
| 1975      | Raymond Keruzoré     | Milieu    | 12 mars 1975      | 3 juin 1975       | 124         | 7    |
| 1975-1977 | Daniel Périault      | Défenseur | 23 août 1975      | 8 juin 1977       | 176         | 3    |
| 1977-1978 | Jean-Luc Arribart    | Défenseur | 13 août 1977      | 27 mai 1978       | 88          | 9    |
| 1978-1983 | Philippe Berlin      | Défenseur | 12 août 1978      | 3 juin 1983       | 207         | 5    |
| 1983-1984 | Dominique Marais     | Défenseur | 20 juillet 1983   | 2 mai 1984        | 162         | 3    |
| 1984-1986 | Patrice Rio          | Défenseur | 11 août 1984      | 25 avril 1986     | 90          | 9    |
| 1986-1987 | Didier Christophe    | Milieu    | 5 août 1986       | 15 juin 1987      | 73          | 12   |
| 1987-1988 | Michel Audrain       | Milieu    | 18 juillet 1987   | 16 avril 1988     | 61          | 5    |
| 1988-1991 | Patrick Delamontagne | Attaquant | 16 juillet 1988   | 24 mai 1991       | 192         | 47   |
| 1991-1994 | François Denis       | Défenseur | 20 juillet 1991   | 5 novembre 1994   | 324         | 25   |
| 1994-1995 | Jocelyn Gourvennec   | Milieu    | 9 novembre 1994   | 31 mai 1995       | 179         | 43   |
| 1995-1996 | Jean-Pierre Cyprien  | Défenseur | 26 juillet 1995   | 18 mai 1996       | 35          | 3    |
| 1996-1997 | François Denis       | Défenseur | 22 juin 1996      | 30 avril 1997     | 324         | 25   |
| 1997-1998 | Laurent Viaud        | Milieu    | 1er août 1997     | 9 mai 1998        | 37          | 1    |
| 1998-2000 | Stéphane Grégoire    | Milieu    | 8 août 1998       | 13 mai 2000       | 173         | 13   |
| 2000-2001 | Dominique Arribagé   | Défenseur | 29 juillet 2000   | 28 juillet 2001   | 190         | 15   |
| 2001-2002 | Éric Durand          | Gardien   | 11 août 2001      | 4 mai 2002        | 37          | 0    |
| 2002-2004 | Dominique Arribagé   | Défenseur | 3 août 2002       | 15 mai 2004       | 190         | 15   |
| 2004-2005 | Cyril Jeunechamp     | Défenseur | 7 août 2004       | 25 septembre 2005 | 126         | 4    |
| 2005-2007 | Olivier Monterrubio  | Attaquant | 29 septembre 2005 | 14 janvier 2007   | 215         | 41   |
| 2007-2008 | Étienne Didot        | Milieu    | 24 janvier 2007   | 2 février 2008    | 177         | 5    |
| 2008      | John Mensah          | Défenseur | 16 février 2008   | 17 mai 2008       | 73          | 2    |
| 2008-2010 | Petter Hansson       | Défenseur | 19 juillet 2008   | 15 mai 2010       | 129         | 4    |
| 2010-2011 | Kader Mangane        | Défenseur | 7 août 2010       | 6 novembre 2011   | 127         | 11   |
| 2011-2018 | Romain Danzé         | Défenseur | 18 novembre 2011  | 6 mai 2018        | 376         | 10   |
| 2018-2019 | Benjamin André       | Milieu    | 12 mai 2018       | 27 avril 2019     | 184         | 10   |
| 2019-2021 | Damien Da Silva      | Défenseur | 1er mai 2019      | 16 mai 2021       | 118         | 8    |
| 2021-2023 | Hamari Traoré        | Défenseur | 23 mai 2021       | 3 juin 2023       | 239         | 6    |
| 2023      | Benjamin Bourigeaud  | Milieu    | 13 août 2023      | 12 novembre 2023  | 311         | 66   |
| 2023-2025 | Steve Mandanda       | Gardien   | 26 novembre 2023  | 11 janvier 2025   | 100         | 0    |
| 2025      | Adrien Truffert      | Défenseur | 11 janvier 2025   | 17 mai 2025       | 191         | 9    |
| 2025-     | Valentin Rongier     | Milieu    | 15 août 2025      |                   |             |      |

Les trois capitaine les plus capé sont Yves Boutet (197), Romain Danzé (191) et Philippe Berlin (180).
Alors que les trois capitaine ayant soulevé la Coupe de France sont Yves Boutet (1965), Louis Cardiet (1971) et Benjamin André (2019).

### Palmarès international des joueurs du club
Ce tableau liste les différents joueurs qui ont évolué au Stade rennais FC vainqueurs d'un titre avec leur sélection, les noms en gras précisent que le joueur concerné était alors sous les couleurs du club au moment de la victoire.
| Compétition                 | Édition | Nation        | Joueurs                                                         |
| --------------------------- | ------- | ------------- | --------------------------------------------------------------- |
| Coupe du monde              | 2018    | France        | Ousmane Dembélé - Steve Mandanda - Steven Nzonzi                |
| Coupe du monde              | 1998    | France        | Bernard Lama - Stéphane Guivarc'h                               |
| Coupe des confédérations    | 2009    | Brésil        | Luis Fabiano                                                    |
| Coupe des confédérations    | 2003    | France        | Ousmane Dabo - Mikaël Silvestre - Sylvain Wiltord               |
| Coupe des confédérations    | 2001    | France        | Mikaël Silvestre - Sylvain Wiltord                              |
| Coupe d'Asie des nations    | 2000    | Japon         | Jun'ichi Inamoto                                                |
| Championnat d'Europe        | 2000    | France        | Bernard Lama - Sylvain Wiltord                                  |
| Ligue des nations           | 2021    | France        | Benoît Costil                                                   |
| Coupe d'Afrique des nations | 2023    | Côte d'Ivoire | Jérémie Boga                                                    |
| Coupe d'Afrique des nations | 2021    | Sénégal       | Alfred Gomis - Édouard Mendy - Ismaïla Sarr                     |
| Coupe d'Afrique des nations | 2019    | Algérie       | Ramy Bensebaini - Yacine Brahimi - Raïs M'Bolhi - Mehdi Zeffane |
| Coupe d'Afrique des nations | 2017    | Cameroun      | Georges Mandjeck                                                |
| Coupe d'Afrique des nations | 2013    | Nigeria       | Elderson Echiéjilé - Ejike Uzoenyi                              |
| Coupe d'Afrique des nations | 1988    | Cameroun      | Louis M'Fédé - François Omam-Biyik                              |
| Coupe d'Afrique des nations | 1972    | Congo         | François M'Pelé                                                 |
| Copa América                | 2004    | Brésil        | Dudu Cearense - Luís Fabiano                                    |
| Copa América                | 1999    | Brésil        | César Belli                                                     |
| Copa América                | 1989    | Brésil        | Baltazar                                                        |
| Gold Cup                    | 2007    | États-Unis    | Carlos Bocanegra                                                |
| Gold Cup                    | 2002    | États-Unis    | Carlos Bocanegra                                                |

## Effectif professionnel actuel
Le poste d'entraîneur de l'équipe première du Stade rennais FC est occupé par Habib Beye. Il est secondé par Abel Pimenta, Olivier Saragaglia, Sébastien Bichard (entraîneurs adjoints), Olivier Sorin (entraîneur des gardiens), ainsi que Romaric Boch (préparateur physique).
Le premier tableau liste l'effectif professionnel du Stade rennais FC pour la saison 2025-2026. Le second recense les prêts effectués par le club lors de cette même saison et le troisième l'encadrement technique.
Joueurs prêtés
| P. | Nat. | Nom                   | Date de naissance | Sélection      | Club en prêt           | Contrat   | Option d'achat |
| -- | ---- | --------------------- | ----------------- | -------------- | ---------------------- | --------- | -------------- |
| D  |      | Rayan Bamba           | 14 mai 2004       | -              | AS Nancy-Lorraine (D2) | 2024-2027 | non            |
| D  |      | Jonathan Do Marcolino | 10 mai 2006       | France -16 ans | FC Bourg-Péronnas (D3) | 2025-2028 | non            |
| D  |      | Warmed Omari          | 23 avril 2000     | Comores        | Hambourg SV (D1)       | 2020-2027 | oui            |
| D  |      | Leo Østigård          | 18 novembre 1999  | Norvège        | Genoa CFC (D1)         | 2024-2027 | oui            |
| M  |      | Albert Grønbæk        | 23 mai 2001       | Danemark       | Genoa CFC (D1)         | 2024-2029 | oui            |
| A  |      | Carlos Andrés Gómez   | 12 septembre 2002 | Colombie       | Vasco da Gama (D1)     | 2024-2029 | oui            |

## Structures du club

### Structures sportives

#### Stade

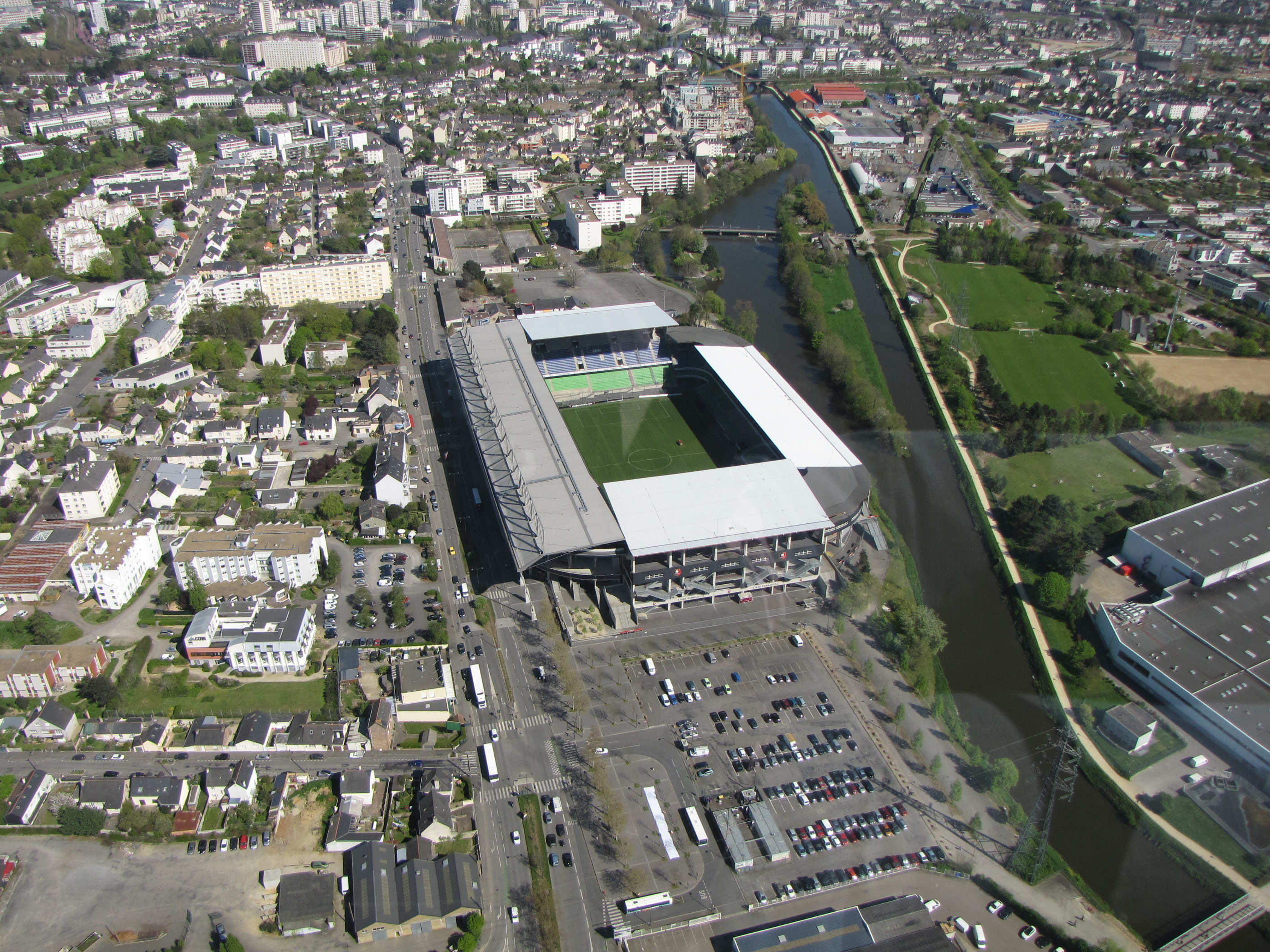
Vue aérienne sur le stade (2011).

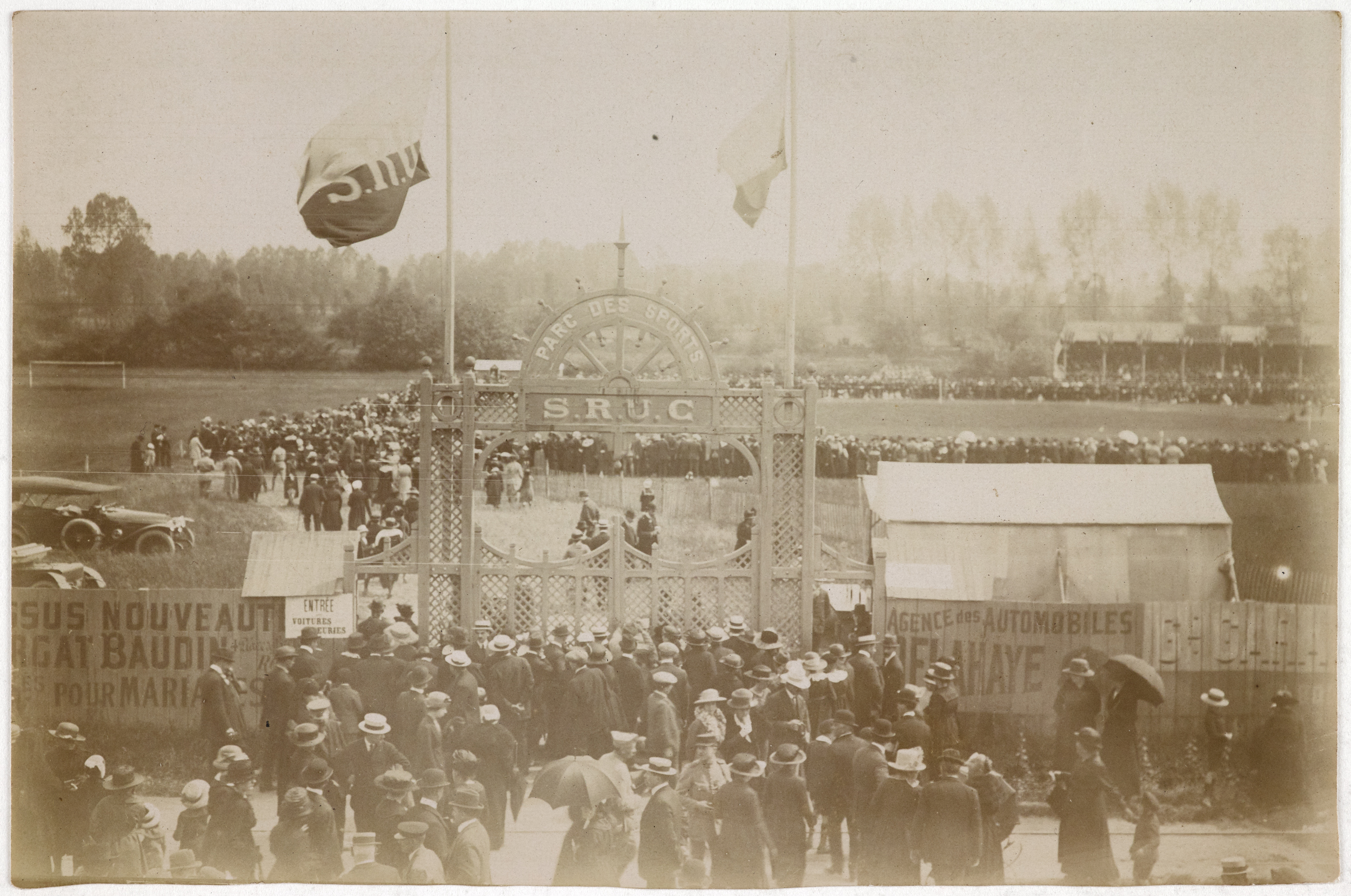
Le parc des Sports du Stade rennais Université Club, entre 1912 et 1915.

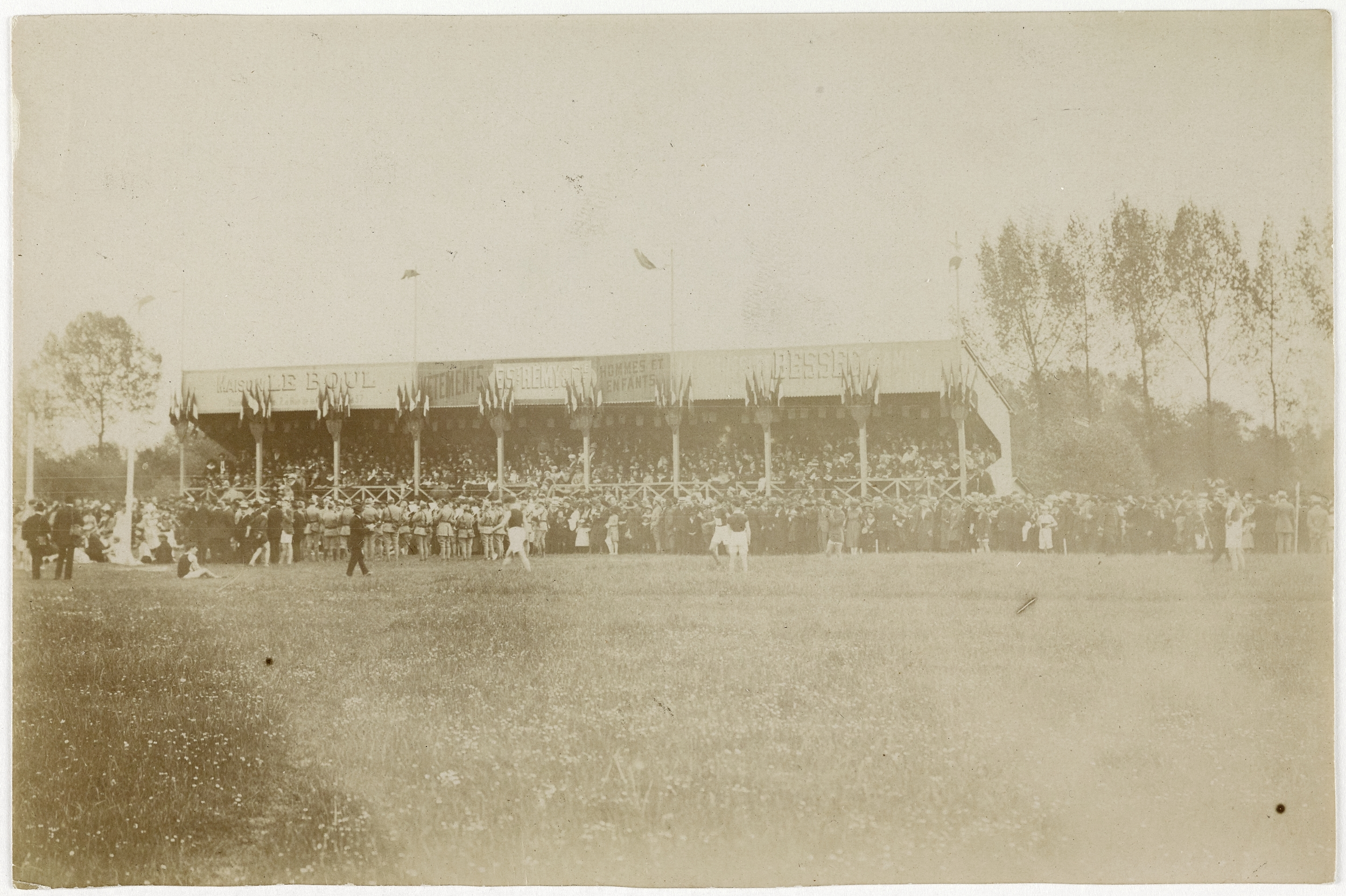
Tribune du Parc des sports de Rennes (Stade rennais Université Club, S.R.U.C.), entre 1912 et 1915, musée de Bretagne.

Durant ses premières années d'existence, le Stade rennais FC évolue principalement sur un terrain situé dans le quartier de la Mabilais, sur la rive sud de la Vilaine,. Au fil des années, le terrain subit plusieurs aménagements pour améliorer le confort de jeu et celui des spectateurs, mais onze ans après sa création, le club déménage pour un terrain situé un peu plus loin à l'ouest, sur l'autre rive de la Vilaine, le long de la voie qui part du centre-ville vers Lorient. Inauguré le 15 septembre 1912, le parc des sports de la route de Lorient est spacieux, et doté d'une première tribune en bois, située côté Vilaine. En plus du terrain d'honneur, il comprend également plusieurs terrains annexes permettant la tenue d'entraînements et de matchs. Ne connaissant que de légères modifications pendant plusieurs dizaines d'années, le stade est une première fois rénové juste avant le début de la Seconde Guerre mondiale. Il faut cependant attendre les années 1950 pour que le parc des sports connaisse une restructuration en profondeur, avec la construction de deux tribunes en béton armé, installations complétées par l'aménagement de gradins sommaires derrière les buts,. Dans cette configuration, le stade bat ses records d'affluence, pour le porter à 28 148 spectateurs, le 11 novembre 1965 à l'occasion d'une rencontre qui oppose le Stade rennais FC, vainqueur sortant de la Coupe de France au FC Nantes, champion de France en titre.

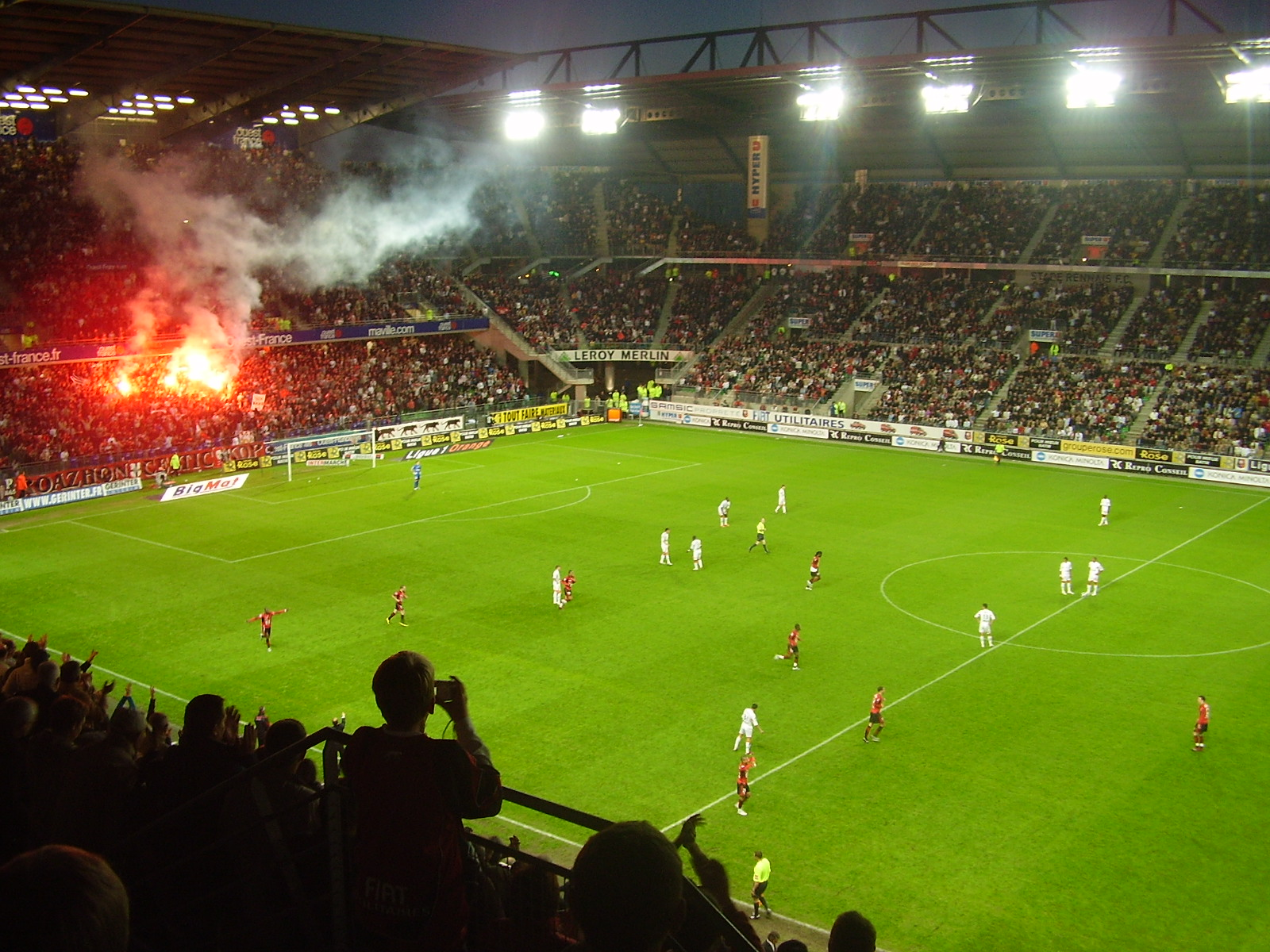
Vue intérieure du stade lors d'un match de championnat du Stade rennais FC contre le FC Lorient (2007).

Lors des trois décennies suivantes, le stade connaît quelques aménagements. En 1975, une tribune en béton remplace les gradins situés derrière le but côté ouest. Elle devient populairement la tribune « Mordelles », du nom d'une commune située dans cette direction le long de la route de Lorient. En 1986, une rénovation est mise en œuvre, visant à reconstruire l'ensemble des tribunes du stade pour lui donner une capacité d'accueil de 33 000 places. Les travaux débutent par la construction d'une nouvelle tribune en béton côté route de Lorient, abritée par de grandes toiles soutenues par une charpente métallique,,. Du fait de la relégation du club en Division 2, la rénovation du reste du stade est par la suite abandonnée.
Entre 1999 et 2004, le stade de la route de Lorient est une nouvelle fois rénové pour prendre sa forme actuelle. Tour à tour, les quatre tribunes du stade sont rénovées ou reconstruites, suivant les plans de l'architecte Bruno Gaudin, déjà auteur du stade Charléty à Paris. Le nouvel ensemble est inauguré à la fin de l'été 2004, puis est rebaptisé Roazhon Park en juin 2015, à l'issue d'une consultation populaire.
À partir de mai 2024, le propriétaire du club, François Pinault, souhaite construire un nouveau stade alors que la mairie de Rennes se dit fermement opposée au projet,. Une étude, commandée pour répondre au projet de nouveau stade, confirme qu’il est possible de créer 13 000 places supplémentaires pour le Roazhon Park, passant ainsi sa capacité de 29 000 à 42 000 places,,. En mars 2025, le club breton abandonne l'idée de nouveau stade et se dit ouvert à l'extension et la rénovation de ce dernier,,.

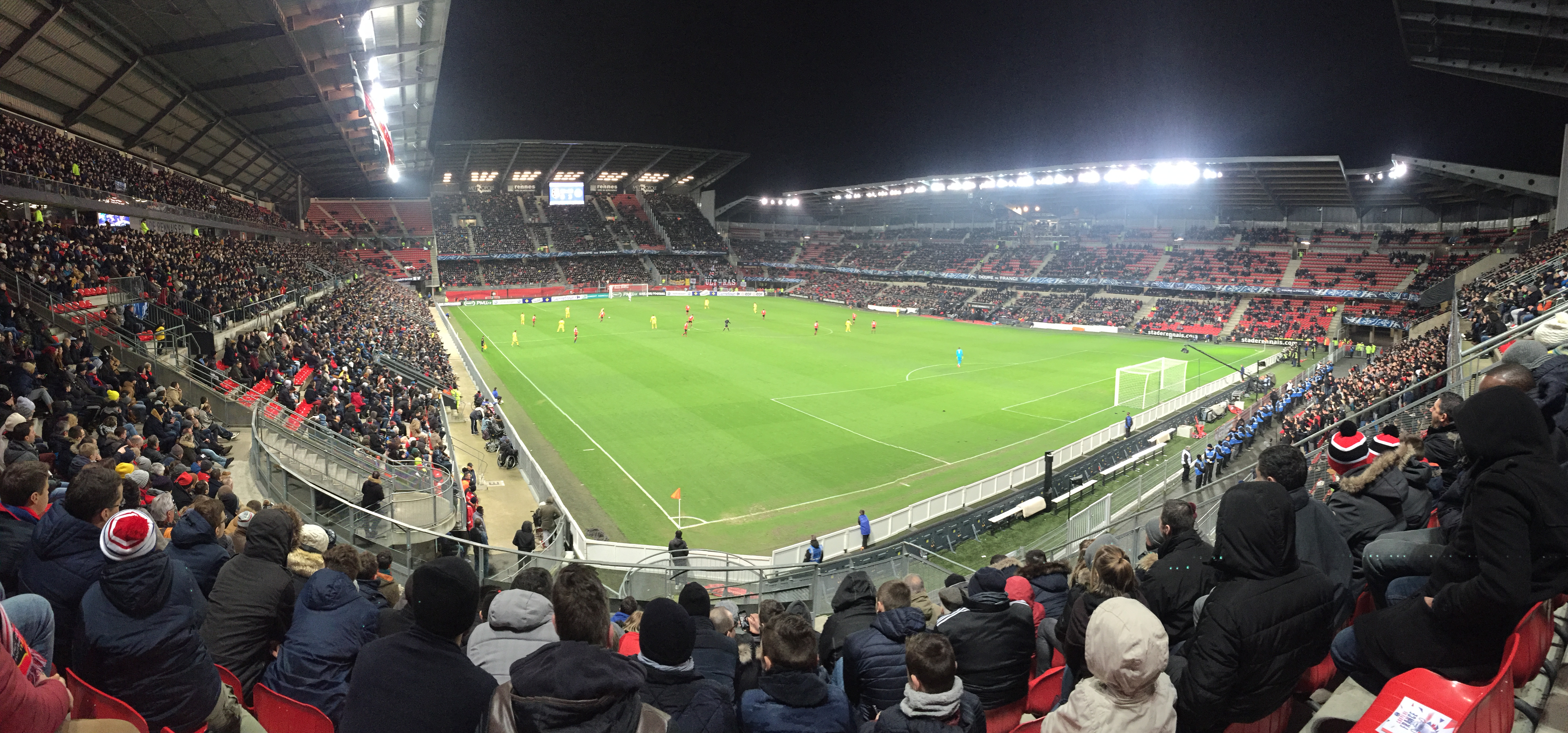
Le Roazhon Park lors d'un match de Coupe de France entre le Stade rennais FC et le Paris Saint-Germain (2018).

Le stade rénové possède une capacité d'accueil théorique de 31 127 places, mais de 29 778 places en pratique, ce qui en fait le quinzième stade français sur ce critère. Dans cette configuration, le record d'affluence est porté à 29 490 spectateurs lors d'un match de Ligue 1 disputé contre l'Olympique de Marseille le 20 août 2005.
Le Roazhon Park est la propriété de la ville de Rennes, qui le loue au Stade rennais FC pour un montant de 1 029 582 euros par an. Ce dernier a également à sa charge l'ensemble des coûts d'entretien et d'exploitation, mais réalise un chiffre d'affaires moyen de 630 000 euros lors de chaque match, et y gère les partenariats publicitaires depuis 1973.
La plus grosse affluence à domicile est enregistrée le 20 août 2005 pour un match de Ligue 1 disputé contre l'Olympique de Marseille (victoire rennaise par trois buts à deux). 29 490 spectateurs garnissent alors les travées du Stade de la route de Lorient,. Ce record fait suite à la rénovation du stade entre 1999 et 2004. Pendant près de quarante ans, entre 1965 et 2004, le record établi le 11 novembre 1965 pour un match de championnat face au FC Nantes était de 28 148 spectateurs.

L'affluence moyenne record sur une saison est réalisée lors de la saison 2022-2023 avec 27 668 spectateurs de moyenne lors des rencontres de Ligue 1 (19 matchs).

#### Affluence record par années
Ce tableau répertorie la meilleure affluence par année du club rennais au Roazhon Park.
| Années | Spectateurs | Adversaire             | Score | Compétition     | Date              |
| ------ | ----------- | ---------------------- | ----- | --------------- | ----------------- |
| 1996   | 19 500      | Paris Saint-Germain    | 2 - 1 | Division 1      | 25 octobre 1996   |
| 1997   | 16 572      | Olympique lyonnais     | 2 - 1 | Division 1      | 16 avril 1997     |
| 1998   | 19 211      | FC Lorient             | 1 - 0 | Division 1      | 24 octobre 1998   |
| 1999   | 19 261      | Olympique de Marseille | 1 - 1 | Division 1      | 16 janvier 1999   |
| 2000   | 23 168      | Paris Saint-Germain    | 1 - 1 | Division 1      | 5 août 2000       |
| 2001   | 22 971      | Olympique de Marseille | 2 - 0 | Division 1      | 7 avril 2001      |
| 2002   | 23 205      | Olympique de Marseille | 1 - 3 | Ligue 1         | 24 août 2002      |
| 2003   | 23 572      | EA Guingamp            | 2 - 1 | Ligue 1         | 11 janvier 2003   |
| 2004   | 28 525      | FC Metz                | 3 - 1 | Ligue 1         | 23 octobre 2004   |
| 2005   | 29 490      | Olympique de Marseille | 3 - 2 | Ligue 1         | 20 août 2005      |
| 2006   | 29 093      | FC Nantes              | 2 - 0 | Ligue 1         | 2 décembre 2006   |
| 2007   | 29 425      | FC Lorient             | 4 - 1 | Ligue 1         | 19 mai 2007       |
| 2008   | 29 278      | Olympique de Marseille | 3 - 1 | Ligue 1         | 13 janvier 2008   |
| 2009   | 28 631      | Olympique de Marseille | 1 - 1 | Ligue 1         | 22 août 2009      |
| 2010   | 28 879      | Stade brestois 29      | 2 - 1 | Ligue 1         | 20 novembre 2010  |
| 2011   | 29 002      | Olympique de Marseille | 0 - 2 | Ligue 1         | 12 mars 2011      |
| 2012   | 28 172      | Montpellier HSC        | 0 - 2 | Ligue 1         | 7 mai 2012        |
| 2013   | 28 717      | FC Nantes              | 1 - 3 | Ligue 1         | 29 septembre 2013 |
| 2014   | 28 857      | Angers SCO             | 3 - 2 | Coupe de France | 15 avril 2014     |
| 2015   | 28 844      | Paris Saint-Germain    | 0 - 1 | Ligue 1         | 30 octobre 2015   |
| 2016   | 29 068      | EA Guingamp            | 0 - 3 | Ligue 1         | 17 avril 2016     |
| 2017   | 29 194      | Paris Saint-Germain    | 1 - 4 | Ligue 1         | 16 décembre 2017  |
| 2018   | 29 205      | Paris Saint-Germain    | 1 - 3 | Ligue 1         | 23 septembre 2018 |
| 2019   | 29 171      | Arsenal FC             | 3 - 1 | Ligue Europa    | 7 mars 2019       |
| 2020   | 28 896      | Olympique de Marseille | 0 - 1 | Ligue 1         | 10 janvier 2020   |
| 2021   | 28 222      | Olympique lyonnais     | 4 - 1 | Ligue 1         | 7 novembre 2021   |
| 2022   | 28 811      | Olympique de Marseille | 2 - 0 | Ligue 1         | 14 mai 2022       |
| 2023   | 28 556      | RC Lens                | 0 - 1 | Ligue 1         | 1er avril 2023    |
| 2024   | 28 660      | RC Lens                | 1 - 1 | Ligue 1         | 12 mai 2024       |
| 2025   | 28 550      | Paris Saint-Germain    | 1 - 4 | Ligue 1         | 8 mars 2025       |

#### Centre d'entraînement

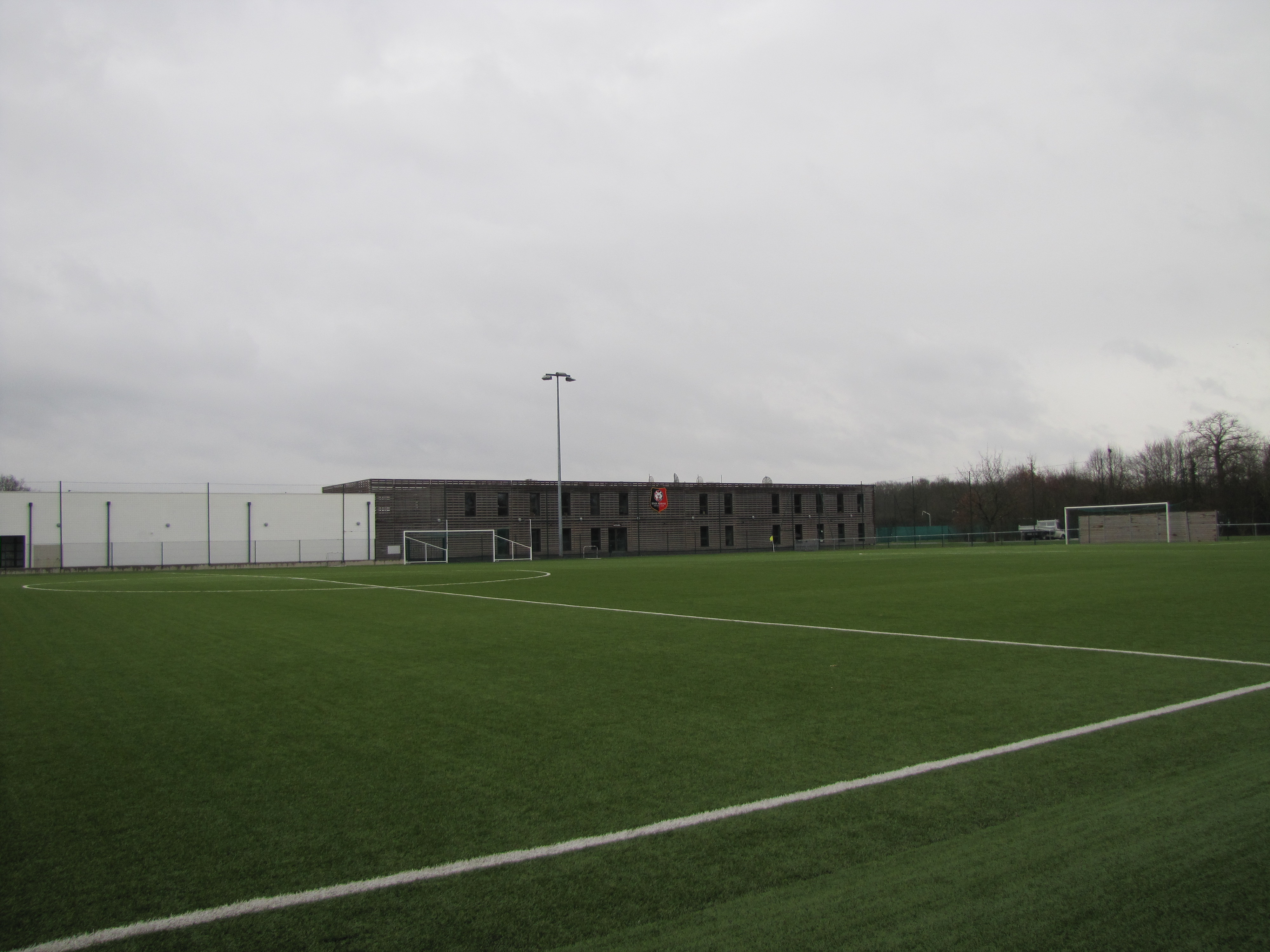
Le siège social du club et le terrain synthétique sur le site de la Piverdière (2011).

Jusqu'en 2000, l'entraînement des joueurs est réalisé sur le terrain principal ou sur les terrains annexes du parc des sports de la route de Lorient,. Le 7 avril 1997, en même temps que la rénovation du stade, le conseil municipal de Rennes vote la création d'un centre d'entraînement réservé au Stade rennais FC, au lieu-dit la Piverdière, dans la partie ouest de l'agglomération rennaise. S'étalant sur une superficie de huit hectares, le centre est inauguré en juin 2000 par François Pinault. Sept ans plus tard, après la construction d'un nouveau bâtiment de 1 000 mètres carrés, le centre devient également le siège social du club, abritant la majorité de ses services administratifs et commerciaux. Comme le Roazhon Park, le centre d'entraînement est la propriété de la ville de Rennes, qui le loue au club. Son nom officiel « Centre d'entraînement Henri-Guérin » rend hommage à l'ancien joueur et entraîneur du club, devenu sélectionneur de l'équipe de France et dirigeant au sein de la Ligue de Bretagne.
- Le centre d'entraînement est équipé de[354] :
  - 3 terrains en herbe
  - 1 terrain synthétique
  - une aire de jeux en herbe
  - une aire de jeux synthétique
  - une salle de musculation
  - une salle d'étirements et de balnéothérapie
  - une salle de conférence de presse (servant aussi de salle de projection)
  - des vestiaires
  - des bureaux (servant à l'encadrement technique et de siège social du club pour le président, l’entraîneur, etc.)

Le 10 mars 2025, pour les 124 ans du club, le Stade rennais FC annonce que le nouveau centre d’entraînement du groupe professionnel s'est ouvert il y a déjà un mois,. Appelé Piv2, ce lieu accueille désormais les professionnels ainsi que la partie Académie du centre de formation et les administratifs qui travaillent au sein du club. Le club annonce que le chantier des autres structures va cependant continuer pendant encore 18 mois. Le nouveau centre d’entraînement de la Piverdière comporte notamment des nouveaux terrains, un nouveau vestiaire, un restaurant d’entreprise, une salle de musculation, une partie balnéothérapie ou encore des espaces communs et médicaux,,.

#### Centre de formation

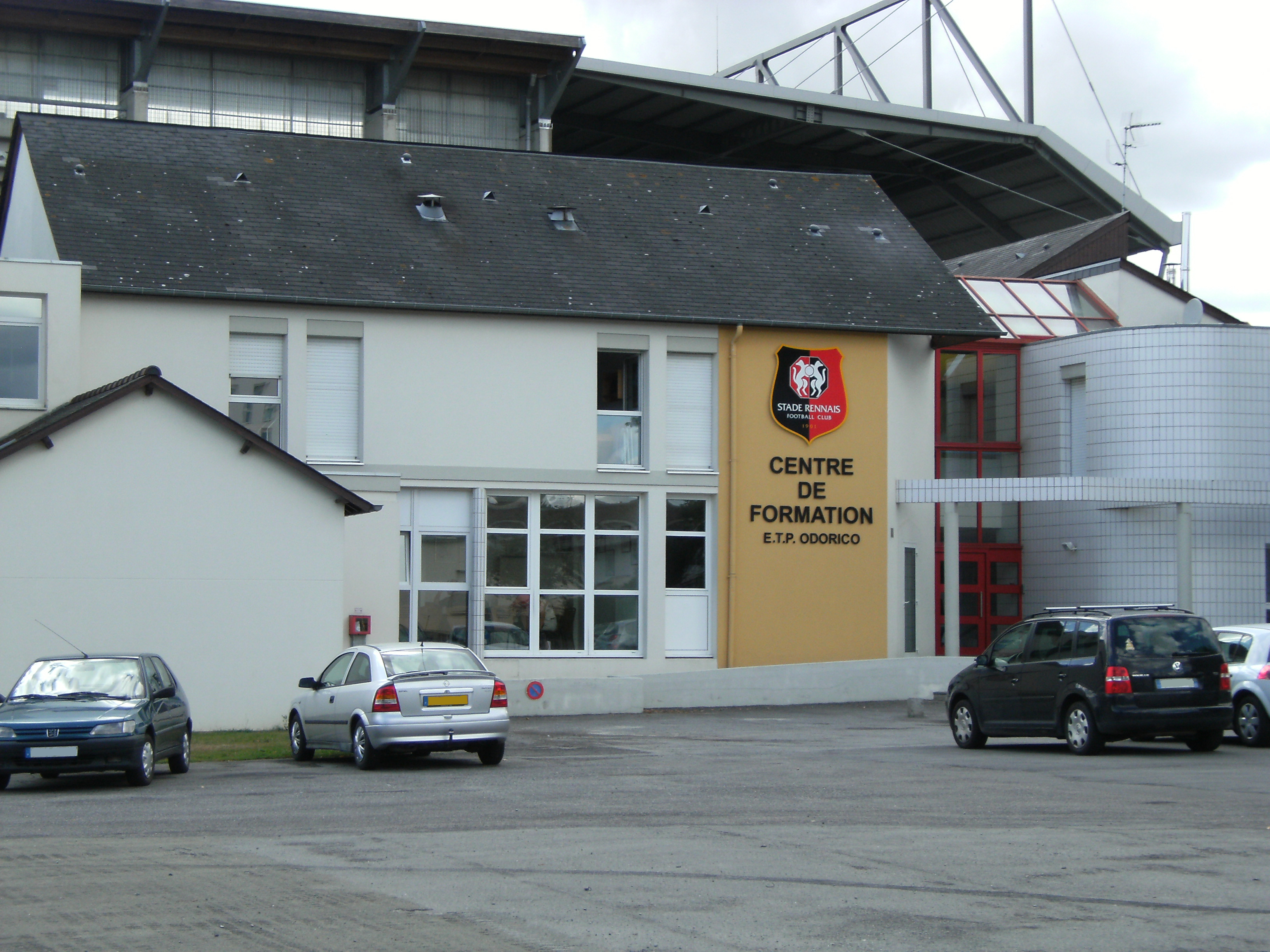
L'école technique privée Odorico, structure de scolarité et d'hébergement du centre de formation (2010).

Le Stade rennais FC dispose à partir de la saison 1977-1978 d'une structure destinée à la formation des jeunes footballeurs. Son premier directeur est Loïc Kerbiriou, qui est cependant rapidement remplacé par Michel Beaulieu. Le centre de formation ne prend véritablement de l'envergure qu'à partir de 1987, date de la construction de l'école technique privée Odorico, structure dédiée à la scolarité et à l'hébergement des jeunes footballeurs. L'année 1987 marque également l'arrivée à la direction du centre de Patrick Rampillon, ancien joueur et entraîneur du Stade rennais FC. Les années 1990 voient plusieurs joueurs formés au club faire leurs débuts en équipe première, avant qu'ils n'atteignent par la suite le niveau international. C'est le cas de Sylvain Wiltord, Mikaël Silvestre, Ousmane Dabo, ou encore Anthony Réveillère.
À la suite de l'arrivée à sa tête du groupe Pinault, le Stade rennais FC lance en 2002 une politique de formation qui vise à obtenir un effectif professionnel composé à 50 % de joueurs formés au club. Le budget alloué à la formation est alors quadruplé pour atteindre quatre millions d'euros annuels, soit environ 10 % du budget du club,. L'application de cette politique est concrétisée par l'émergence des générations qui remportent la Coupe Gambardella en 2003 puis en 2008. Parmi ces deux générations, plusieurs joueurs intègrent rapidement l'équipe première, dont trois futurs joueurs de l'équipe de France : Jimmy Briand, Yoann Gourcuff et Yann M'Vila. Conséquence directe de cette politique, le centre de formation du Stade rennais FC obtient la première place du classement des centres de formation français en 2006, 2007,, 2008, 2009, 2010 et 2011,. Le 23 juin 2023, le Stade rennais FC est de nouveau élu centre de formation le plus performant de France.
Le 15 août 2024, le journal L'Equipe chiffrait à 217 millions d'euros "la somme récoltée (hors bonus) par Rennes lors des ventes des joueurs les plus prometteurs de son centre de formation depuis 2016 (Dembélé, Gnagnon, Camawinga, Tel, Ugochukwu, Belocian, les frères Guéla et Désiré Doué)". Cela révèle une politique de formation particulièrement rentable, portée par une stratégie de négociation efficace.
Dirigé par Denis Arnaud, le centre de formation du Stade rennais FC s'appuie sur un socle associatif. En 1987 est créée l'association ETP Odorico, qui gère l'hébergement et la scolarité des jeunes joueurs. En tant qu'association, elle possède un président, Pierre Rochcongar, à sa propre personnalité juridique, vérifie et approuve ses comptes, procède à l'acquisition de mobilier et de matériel pédagogique, et peut modifier ses statuts. Ce statut associatif lui permet de récolter diverses aides, et de développer ses propres partenariats. Elle reçoit ainsi régulièrement un soutien financier du Crédit mutuel de Bretagne,,.
Équipements
- Centre d'entraînement Henri-Guérin
- École technique privée Odorico : 7 salles de cours, 3 salles de détente, 2 restaurants, 25 chambres
- Complexe sportif de l'Écluse du Comte : 2 terrains en herbe, 1 terrain stabilisé

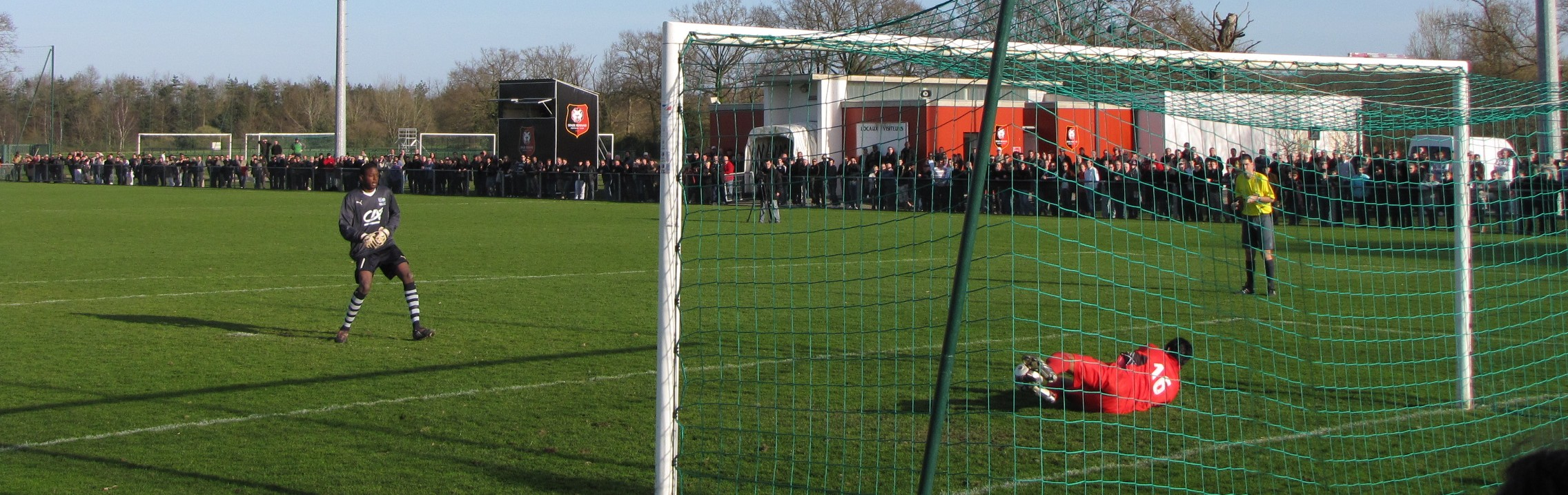
Séance de tirs au but lors d'un match de Coupe Gambardella disputé au centre de la Piverdière (2009).

| Équipes | Entraîneur               | Adjoint             |
| ------- | ------------------------ | ------------------- |
| N3      | Pierre-Emmanuel Bourdeau | William Stanger     |
| U19     | Sébastien Tambouret      | Jean-Fabien Peslier |
| U17     | Laurent Viaud            |                     |

Maillots

### Section féminine
Le 19 mai 2021, le club crée sa section féminine avec les U8 à compter de la saison 2021-2022 avec l'aide de la Ligue de Bretagne, le district d’Ille-et-Vilaine et les clubs amateurs bretilliens avec comme objectif l'équipe première dans les deux premières divisions dans cinq ans. Le 17 août 2023, deux ans après la création de la section féminine, le club annonce l'arrivée des sections U15, U18 et sénior, dont cette dernière sera en première division de district pour la saison 2023-2024. Pour la première saison des féminine A le club finit promu de la première division de District et évoluera la saison 2024-2025 la Régional 2 féminine (cinquième division), la saison suivante les A féminine font le back to back est finisse championne de Régional 2 et jouerons pour la saison 2025-2026 en Régional 1 la plus haute division de la Région,.
| Compétitions nationales                                                               | Compétitions régionales |
| ------------------------------------------------------------------------------------- | --- |
| - Coupe de France (0) - Meilleure performance : Premier tour fédéral en 2024 et 2025. | - Coupe de Bretagne (0) - Meilleure performance : Demi-finale en 2024 et 2025. - Régional 2 (1) - Championne : 2025. - Première division de District (1) - Championne : 2024. |

### Aspects juridiques et économiques

#### Statut juridique
Le Stade rennais FC est une société anonyme sportive professionnelle (SASP) au capital de 60 739 456 €. Une société anonyme à objet sportif est créée pour la section professionnelle et porte le nom de « Stade Rennais F.C. ».

#### Organigramme
Le Stade rennais FC est dirigé par un président exécutif - directeur général qui est Arnaud Pouille et un conseil d'administration dont le président actuel est Alban Gréget.
L'organigramme s'établit comme suit :
| Direction | Féminine, réserve et formation |
| --- | --- |
| Président exécutif - Directeur général : Arnaud Pouille Président du conseil d'administration : Alban Gréget Directeur sportif : Loïc Désiré Directeur général adjoint : Benoît Muller Directeur commercial & marketing : Richard Declaude Stadium manager : Pierre Juhel Directrice juridique & relations social : Élodie Crocq Directeur de la communication : Antoine Biard Directeur de l'ETP Odorico : Philippe Debray | Directeur de la section féminine : Romain Danzé Entraîneur Séniors féminine : Clément Bourdeverre Entraîneur U18 féminine : Aurélie Morand Entraîneur U15 féminine : Régis Busson Entraîneur U13 féminine et coordinateur technique : Michel Sorin Entraîneur U11 féminine : Lucie Forest Entraîneur U9 féminine et chargée de mission administrative et logistique : Marion Darcel Directeur de l'Académie : Denis Arnaud Entraîneur N3 : Pierre-Emmanuel Bourdeau Entraîneur U19 : Sébastien Tambouret Entraîneur U17 : Laurent Viaud Entraîneur U15 : Pierre-Alexandre Lelièvre Entraîneur U14 : Sylvain Létang Entraîneur U13 : Mathieu Le Brun Entraîneur U12 : David Mounivong Entraîneur U11 : Florent Noury Entraîneur U10 : Killian Lecamus |

#### Éléments comptables
Chaque saison, le Stade rennais FC publie son budget prévisionnel de fonctionnement après validation auprès de la Direction nationale du contrôle de gestion (DNCG), l'instance qui assure le contrôle administratif, juridique et financier des associations et sociétés sportives de football afin d'en garantir la pérennité. Le budget prévisionnel d'un club s'établit en amont de l'exercice à venir et correspond à une estimation de l'ensemble des recettes et des dépenses prévues par l'entité. Le tableau ci-dessous résume les différents budgets prévisionnels du club rennais saison après saison.
| Saison | 2007-2008 | 2008-2009 | 2009-2010 | 2010-2011 | 2011-2012 | 2012-2013 | 2013-2014 | 2014-2015 | 2015-2016 | 2016-2017 |
| Budget | 39 M€     | 42 M€     | 45 M€     | 45 M€     | 52 M€     | 50 M€     | 44 M€     | 40 M€     | 43 M€     | 50 M€     |
| Saison | 2017-2018 | 2018-2019 | 2019-2020 | 2020-2021 | 2021-2022 | 2022-2023 | 2023-2024 | 2024-2025 | 2025-2026 |           |
| Budget | 50 M€     | 68 M€     | 80 M€     | 105 M€    | 110 M€    | 90 M€     | 120 M€    | 120 M€    | 110 M€    |           |

#### Sponsors, équipementiers et partenariats
| Période     | Équipementier  | Sponsor maillot principal   |
| ----------- | -------------- | --------------------------- |
| 1969 - 1971 | Le Coq sportif | Aucun                       |
| 1971 - 1972 | Le Coq sportif | Vichy Saint-Yorre           |
| 1972 - 1973 | Le Coq sportif | Aucun                       |
| 1973 - 1979 | Adidas         | Banque populaire de l'Ouest |
| 1979 - 1980 | Adidas         | Pavillons Lemoine Bernard   |
| 1980 - 1981 | Puma           | Pavillons Lemoine Bernard   |
| 1981 - 1982 | Puma           | Aucun                       |
| 1982 - 1987 | Puma           | Pfizer Mecadox              |
| 1987 - 1989 | C’Drik Sports  | Pfizer Mecadox              |
| 1989 - 1990 | Duarig         | Pfizer Mecadox              |
| 1990 - 1992 | Puma           | Pfizer Mecadox              |
| 1992 - 1994 | Adidas         | Pfizer Mecadox              |
| 1994 - 1995 | Olympic        | Pinault-Printemps           |
| 1995 - 1997 | Adidas         | Pinault-Printemps           |
| 1997 - 1998 | Erima          | Pinault-Printemps           |
| 1998 - 2000 | Adidas         | Pinault-Printemps           |
| 2000 - 2001 | ASICS          | Pinault-Printemps           |
| 2001 - 2002 | ASICS          | Pinault-Printemps           |
| 2002 - 2003 | Uhlsport       | Finaref                     |
| 2003 - 2004 | Uhlsport       | Conforama                   |
| 2004 - 2006 | Airness        | Conforama                   |
| 2006 - 2007 | Airness        | Samsic                      |
| Depuis 2007 | Puma           | Samsic                      |

La section suivante détaille l'ensemble des partenariats du club rennais.
| - Samsic - Services aux entreprises (depuis 2004) - Puma - Équipementier (depuis 2007) - Del Arte - Restauration (depuis 2013) - Groupe Launay - Agence immobilière (depuis 1998) - Groupe Rose - Construction bois - Winamax - Site de poker et de pari sportif (depuis 2023) - Blot Immobilier - Agence immobilière (depuis 2007) | - BWT - Fabrication de systèmes de traitement de l'eau - Système U Ouest - Magasin de grande distribution - Étoile 35 - Concessionnaire automobile - Crédit Mutuel de Bretagne - Bancassurance - Ville de Rennes - Association ELA - Association européenne contre les leucodystrophies |

## Rivalités et soutien

### Rivalités régionales
Ces rivalités sont entretenues par la solide culture football qui s'est développée en Bretagne dès le début du XXe siècle et qui s'est matérialisée par la création de nombreux clubs partout dans la région. Avec la création de compétitions sont apparues les premières rivalités sportives. Malgré la participation dès 1917 du club à la Coupe de France et surtout dès 1932 au premier Championnat de France professionnel, aucune rivalité d'ampleur nationale ne s'est jamais réellement développée.

#### Les premières années
Le Stade rennais FC dispute ses premières compétitions à l'échelle régionale. En 1903, il fait partie du premier Championnat de Bretagne en compagnie d'autres équipes rennaises, mais aussi vannetaises, lavalloises et nantaises. Très vite, le Stade rennais FC s'affirme comme l'un des meilleurs clubs bretons, et rentre en concurrence avec l'US servannaise, qui bénéficie de la présence de nombreux joueurs anglais. Entre 1904 et 1914, les deux clubs se partagent les titres de champion de Bretagne, et leurs confrontations sont souvent féroces. Cette rivalité s'arrêtera avec la Première Guerre mondiale, l'US servannaise sombrant alors dans le déclin.

#### Le FC Nantes
La rivalité entre le FC Nantes et le Stade rennais FC ne s'est pas construite entre deux équipes luttant l'une contre l'autre pour l'obtention d'un titre, mais plutôt sur le déséquilibre existant entre une équipe ayant gagné de nombreux titres sur la scène nationale entre le milieu des années 1960 et le début des années 2000, et une équipe qui a longtemps dû se résoudre à vivre dans l'ombre de son voisin. La montée en puissance du Stade rennais FC consécutive à l'arrivée de François Pinault en 1998, et le déclin progressif du FC Nantes à partir de 2004 auront fini d'attiser une rivalité qui s'est bâtie entre supporters des deux camps plutôt qu'entre équipes.
Historiquement, la plupart des confrontations ont été remportés par les Nantais, avec plusieurs séries d'invincibilité côté Nantais, dont la plus longue constitue 17 matchs sans défaite d'affilée à domicile. Mais depuis le début du XXIe siècle, le Stade rennais FC commence à renverser la tendance. Le 4 janvier 2006, les Rennais l'emportent pour la première fois en terre nantaise depuis plus de 41 ans. Ce succès illustre le renversement du rapport de force entre les deux clubs. Le 25 septembre 2019, le FC Nantes met un terme à une série de 12 confrontations sans victoire en s'imposant sur le plus petit des scores (1-0) au stade de la Beaujoire.

#### L'EA Guingamp
Le club entretient aussi une rivalité avec l'EA Guingamp depuis que les deux clubs ont évolué ensemble en deuxième division de 1977 à 1993, l'EA Guingamp n'ayant gagné que deux des 22 rencontres, contre quinze victoires rennaises. Les deux clubs se rencontrent régulièrement de nouveau en Ligue 1 de 1995 à 2004, l'EA Guingamp s'imposant sur cette période aussi souvent que le Stade rennais FC, avec cinq victoires chacun. Les finales de la Coupe de France de 2009 et 2014, remportées par l'EA Guingamp, ont fait réapparaître cette rivalité sous l'expression d'une double opposition entre campagne/ville et Basse-Bretagne/Haute-Bretagne. À la fin de la saison 2018-2019, l'EA Guingamp ne parvient pas à battre le Stade rennais FC au Roazhon Park (1-1), après un penalty manqué par Marcus Thuram. Les Costarmoricains, qui étaient dans l'obligation de gagner, se voient relégués en Ligue 2, après six saisons consécutives en Ligue 1.

#### Autres rivalités régionales
Les rivalités avec les autres clubs bretons sont plus ponctuelles, selon les rapports de force sportifs. Ainsi, une mini-rivalité a pu opposer le Stade rennais FC au Stade brestois 29 au début des années 1990 pour la suprématie régionale. Les Brestois, qui se sont maintenus en Division 1 à plusieurs reprises, ont eu l'avantage sur le club rennais qui faisait « l'ascenseur » au début des années 1990.
Une autre rivalité est apparue à partir des années 2000 avec le FC Lorient. La montée du club en Ligue 1 à cette époque a rendu les rencontres entre les deux clubs plus fréquentes, et le départ en 2001 de l'entraîneur historique du club lorientais Christian Gourcuff pour celui du Stade rennais FC a renforcé la rivalité du côté morbihannais.

### Les supporters

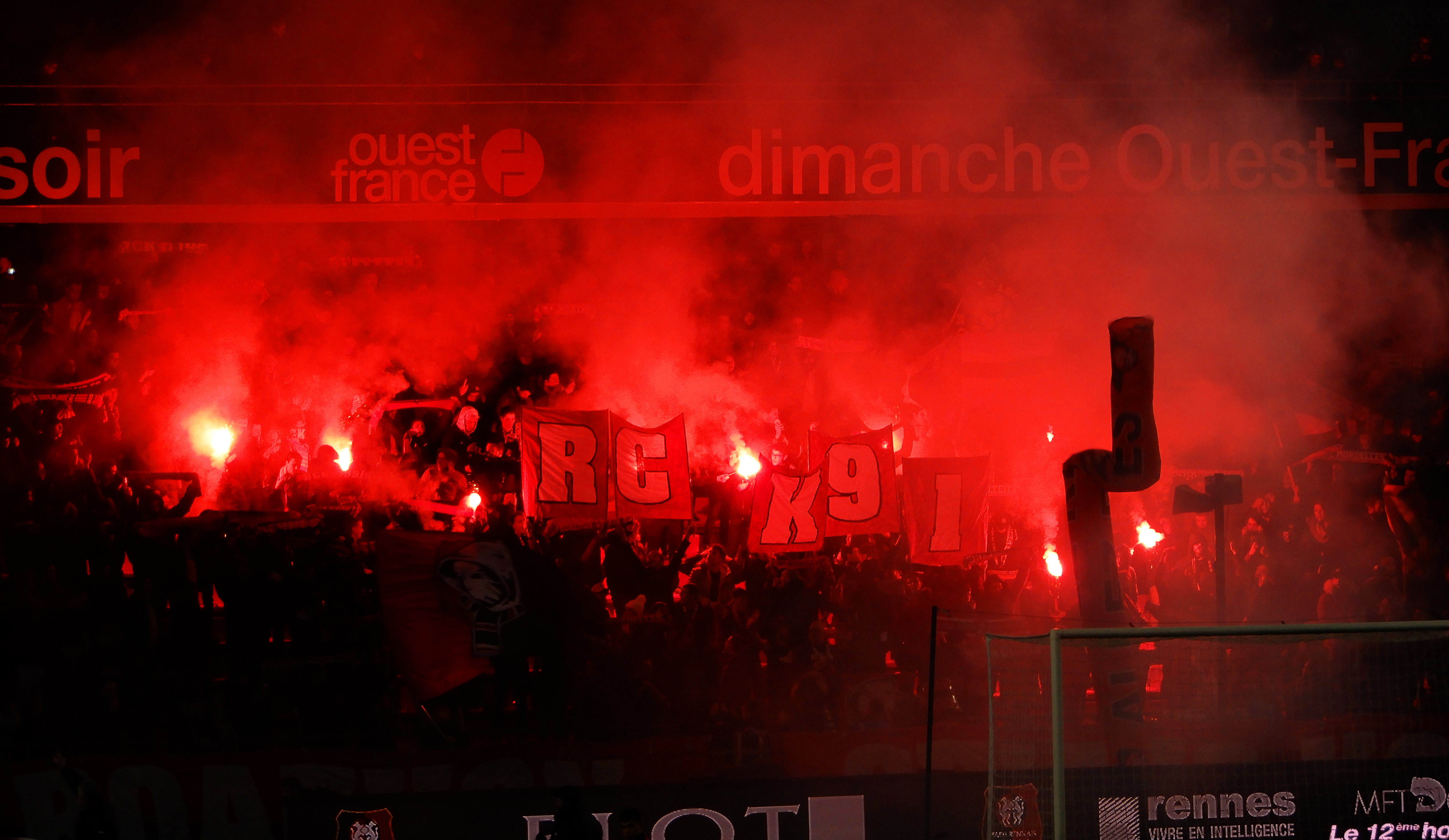
Le Roazhon Celtic Kop allumant des fumigènes au Roazhon Park (2018).

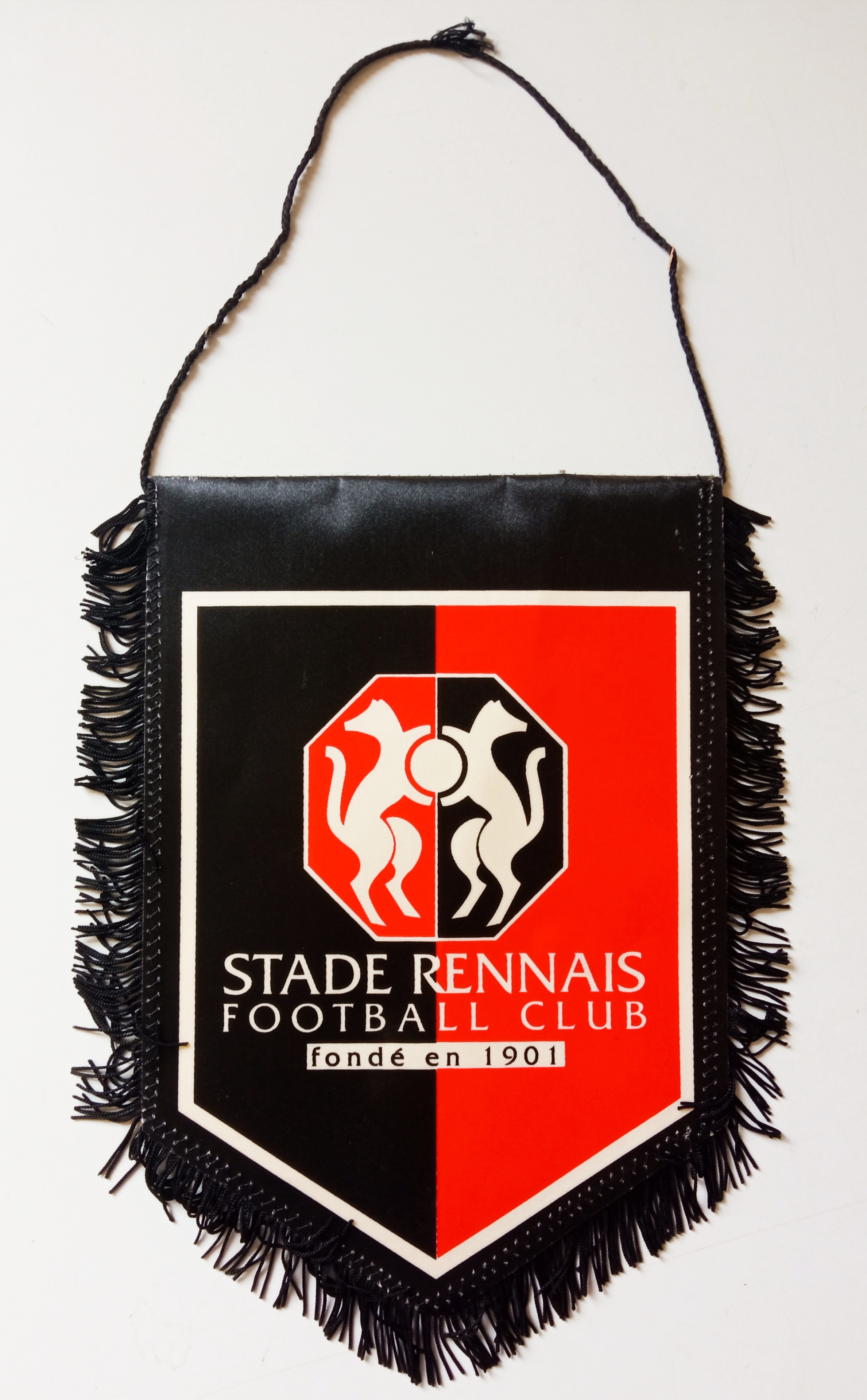
Fanion du Stade rennais FC.

Le Roazhon Celtic Kop (RCK) est un groupe de supporters rennais créé en 1987 et dont l’association fut déposée en 1991. À l’époque, 3 jeunes supporters se séparèrent du kop en tribune Rennes pour monter un groupe jeune, autonome, et inconditionnel, le groupe rassemblant diverses mentalités (ultras, supporters...) dont la mission principale est de soutenir le Stade rennais FC de manière inconditionnelle et le plus possible partout dans les stades où celui-ci évolue. Il signale sa présence par des chants, des bâches, des drapeaux ou encore des tifos.
Le RCK agit de manière autonome, avec le soutien financier mais sans l’influence du club (notamment pour les tifos), ou de n’importe quelle autre structure. Le kop lutte également pour un football populaire (fumigènes autorisés, anti-foot business...) et prend part aux actions nationales avec d’autres groupes.
À travers ses animations, ses chants et ses gadgets, le RCK représente également son identité bretonne et celtique, la Bretagne étant pour les Rennais une culture importante à afficher. Le rattachement de Nantes à la Bretagne demeure à ce titre un sujet de débat au sein du kop, avec convergence de rivalité avec le club rival voisin, mais volonté de réunification de la Bretagne historique.
De nombreuses autres associations de supporters encouragent le Stade rennais FC :
- La Section Roazhon Pariz. C'est une section du Roazhon Celtic Kop, elle est située à Paris.
- Les Socios. Fondé en 1992, il est composé d'inconditionnels du Stade rennais FC qui vont jusqu'à reverser, tous les ans, une partie de leurs bénéfices au centre de formation du club. Une section a été créée à Paris.
- Allez Rennes. Fondé en 1962, c'est le plus ancien club de supporters de la route de Lorient.
- Le Roazhon's Call. Fondé en 2013, il regroupe l'ensemble des supporters du Stade rennais FC vivant à Paris et sa région.

## Popularité et médiatisation
Selon une étude de l'institut Benchmark (2018) qui analyse la popularité des clubs, le Stade rennais FC est à 4 % le club préféré des supporters français et à 18 % un club aimé.
Même si les médias qualifiaient le Stade rennais FC de loser, notamment par les défaites en finale de coupes nationales, depuis la victoire en Coupe de France face au club dominant de Ligue 1, le Paris Saint-Germain, et après deux défaites qui étaient venues raviver cette image de perdants, l'image du club a bien évolué. L'ambiance, souvent considérée comme faible et peu animée, a également progressivement évolué, et s'il n'atteint pas encore les mêmes résultats que sportivement, le Stade rennais FC quitte progressivement le bas du classement des tribunes pour désormais se trouver bien ancré en milieu de championnat des tribunes (aux alentours de la 13e place pour l'ambiance des clubs professionnels, Ligue 1 et Ligue 2 confondus depuis 2015).
Le 3 mars 2020, le Stade rennais FC est suivi par plus d'un million de personnes sur les réseaux sociaux cumulés[source secondaire nécessaire].

### Note
1. ↑  Seule la nationalité sportive est indiquée. Un joueur peut avoir plusieurs nationalités mais n'a le droit de jouer que pour une seule sélection nationale.
2. ↑  Seule la sélection la plus importante est indiquée.